# Juegos Olímpicos de Amberes 1920
Los Juegos Olímpicos de Amberes 1920, oficialmente Juegos de la VII Olimpiada, fueron la sexta edición de las olimpiadas modernas. Se celebraron en Amberes (Bélgica) del 20 de abril al 12 de septiembre de 1920. El Comité de la candidatura se creó el 9 de agosto de 1913 y en él figuraban el presidente del Comité Olímpico Belga Édouard de Laveleye y el miembro (y posteriormente presidente) del Comité Olímpico Internacional, Henri de Baillet-Latour. Los Juegos de Berlín de 1916 se habían cancelado debido a la Primera Guerra Mundial y, tras el armisticio de 1918, los de 1920 se concedieron a la ciudad flamenca el 5 de abril de 1919 como homenaje al sufrimiento y la valentía de los belgas durante la guerra. Las pruebas se celebraron en Amberes y en otras ciudades del país, como Bruselas y Ostende.
Derrotados y considerados responsables de la guerra, los grandes Imperios Centrales (Imperio alemán, Imperio austrohúngaro, Imperio otomano y el Reino de Bulgaria) no fueron invitados a los Juegos. A pesar de ello la participación alcanzó un por entonces récord de 29 países y 2626 deportistas. Se compitió en 22 deportes, con un total de 156 pruebas en 29 disciplinas. Seis delegaciones debutaron en los Juegos Olímpicos: Brasil, Estonia, Mónaco, Nueva Zelanda, Checoslovaquia y Yugoslavia.
En abril de 1920 se celebraron las pruebas de patinaje artístico y hockey sobre hielo, deporte que se incluyó por primera vez en los Juegos Olímpicos; ambos se integraron en los nuevos Juegos Olímpicos de Invierno a partir de 1924. Dos símbolos olímpicos hicieron su aparición por primera vez en la ceremonia de apertura del 14 de agosto: la bandera olímpica diseñada por el barón Pierre de Coubertin en 1913 y el juramento olímpico prestado por primera vez por el atleta belga Victor Boin. El korfbal se disputó el 22 de agosto como deporte de exhibición.
Al igual que en los Juegos de Estocolmo de 1912, los países que obtuvieron más medallas fueron Estados Unidos, Suecia, Reino Unido y Finlandia; Bélgica ganó treinta y seis, catorce de ellas de oro, y terminó en quinto lugar, el mejor resultado de su historia. El tirador estadounidense Willis Lee fue el deportista más laureado, con siete medallas, cinco de ellas de oro, mientras que el esgrimista italiano Nedo Nadi ganó las cinco pruebas en las que participó. El arquero Hubert van Innis, el belga más laureado de la historia olímpica, ganó seis medallas, cuatro de ellas de oro. En las pruebas de atletismo, el finlandés Paavo Nurmi ganó en esta edición los tres primeros de sus nueve títulos olímpicos. La nadadora estadounidense Ethelda Bleibtrey (tres medallas de oro en tres pruebas) y la tenista francesa Suzanne Lenglen (tres medallas, dos de ellas de oro) dominaron sus respectivas disciplinas y el nadador estadounidense Duke Kahanamoku retuvo el título olímpico en los 100 metros libres que había ganado en 1912. Dos suecos establecieron récords que, tras la disputa de los Juegos de Tokio 2020, siguen vigentes un siglo después: el saltador de trampolín Nils Skoglund se convirtió en el medallista olímpico más joven en una prueba individual masculina con 14 años, mientras que el tirador Oscar Swahn se convirtió en el medallista olímpico de mayor edad con 72 años.

## Contexto

### Candidaturas

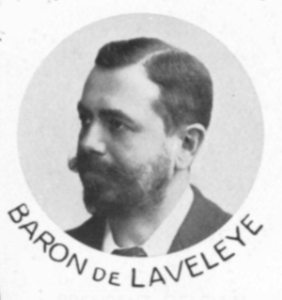
El barón Édouard de Laveleye anunció la candidatura de Bélgica ante el COI y posteriormente se incorporó al comité de la candidatura de Amberes.

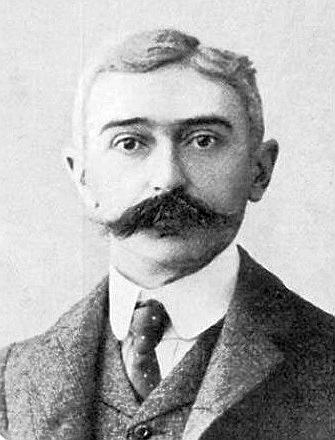
El barón Pierre de Coubertin quería que Amberes acogiera los Juegos Olímpicos de 1920 (fotografía de 1912).

En 1912, durante la 13.ª sesión del Comité Olímpico Internacional (COI) celebrada en Basilea (Suiza), el presidente del Comité Olímpico e Interfederal Belga, Édouard de Laveleye, presentó la candidatura de Bélgica para organizar los Juegos Olímpicos de 1920. En la siguiente sesión, celebrada en Estocolmo con motivo de los Juegos Olímpicos de 1912, se presentaron las candidaturas de Budapest, Ámsterdam y Bruselas.
El vicepresidente de la Federación belga de esgrima, Charles Cnoops (que había participado en los Juegos de 1912) quería que se celebraran en su ciudad, Amberes, por lo que organizó una reunión en el Real Club Náutico de Amberes el 9 de agosto de 1913 y formó un comité de candidatura provisional, en el que también figuraban Édouard de Laveleye, el conde Henri de Baillet-Latour (hijo de un antiguo gobernador provincial y miembro del COI) y Robert Osterrieth (presidente del Real Club Náutico de Bélgica), además de 22 vicepresidentes. Se envió una declaración de candidatura al Comité Olímpico Belga y al COI. En septiembre de 1913, el comité de la candidatura y el barón Pierre de Coubertin, presidente del COI, visitaron el estadio del club de fútbol Beerschot y determinaron que, con algunas mejoras, podría utilizarse como estadio principal para los Juegos. La candidatura de Amberes fue apoyada por el gobierno belga y la ciudad y provincia de Amberes.
El Comité de la candidatura elaboró un informe de 109 páginas titulado «Aurons-nous la VIIe Olympiade à Anvers en 1920 ?» (¿Tendremos la VII Olimpiada en Amberes en 1920?) en el que se destacaba el patrimonio artístico de la ciudad. Se presentó al COI en la 16.ª sesión organizada del 15 al 23 de junio de 1914 en París para celebrar el XX aniversario de la restauración de los Juegos Olímpicos. La decisión sobre la elección de la sede se fijó para 1916, pero se realizó una votación orientativa y Budapest, la ciudad del miembro fundador del COI Ferenc Kemény, quedó ligeramente por delante de Amberes. Ámsterdam y Roma también eran candidatas.
La Primera Guerra Mundial estalló poco después de finalizar la sesión de París. Los Juegos de la VI Olimpiada previstos para Berlín en 1916 se cancelaron, pero el calendario no se modificó: los Juegos de 1920 siguieron siendo los de la VII Olimpiada.
En octubre de 1914, mientras Coubertin recorría Francia en una misión del gobierno francés, visitó varias veces Lyon. El alcalde, Édouard Herriot, le mostró el estadio de la ciudad que estaba en construcción y le informó de que Lyon estaba interesada en acoger los Juegos Olímpicos de 1920 o 1924. En 1915, Coubertin recibió una propuesta de Lyon para celebrar los Juegos de 1920, pero se retiró en favor de Amberes si ésta seguía manteniendo su candidatura, aplazándola hasta 1924. Confirmando el interés de Amberes por celebrar los Juegos, Baillet-Latour le escribió al barón de Coubertin el 23 de mayo de 1915:

Ciertamente, cuando los invasores hayan sido rechazados más allá de las fronteras por los ejércitos victoriosos, el trabajo a realizar será inmenso; tendremos que reconstruir nuestras iglesias, nuestras escuelas, nuestras casas y nuestras granjas, reactivar el comercio y la industria, devolver la vida a las fábricas y a las minas. ¿Encontraremos en este país, que ha pasado por tanto recursos suficientes para preparar una Olimpiada con dignidad? Tengo todas las razones para creerlo, porque entre las muchas cosas que ha puesto de manifiesto esta guerra, hay una que nadie puede negar: es la utilidad del deporte. […]

Puede que los ornamentos proyectados en torno al Estadio no se hayan ejecutado, pero las ruinas aún no reconstruidas darán al país una impronta gloriosa; a lo largo del recorrido de la carrera de maratón, las tumbas intercaladas recordarán a los héroes caídos por la Patria, a los soldados muertos en la batalla o a los civiles fusilados, y cuando el vencedor entre en el Estadio, ¿no creeremos ver al antiguo héroe llegar para anunciar la victoria del Derecho?

¿Hay algún lugar más cualificado que la regenerada ciudad de Amberes para celebrar el restablecimiento de la paz mundial? ¿No le corresponde a Bélgica, que fue la primera en sufrir, el honor de ofrecer la primera hospitalidad a quienes aspiran a que en el futuro no haya más que justas pacíficas entre las naciones?

El acuerdo entre Lyon y Amberes se formalizó en septiembre de 1915 con las firmas del alcalde de Lyon y del conde de Assche. En diciembre de 1915 el alcalde de La Habana le anunció a Coubertin, con el beneplácito del presidente cubano Mario García Menocal, su intención de organizar los Juegos. Las ciudades estadounidenses de Atlanta, Cleveland y Filadelfia también mostraron su interés.

### Reanudación de los Juegos

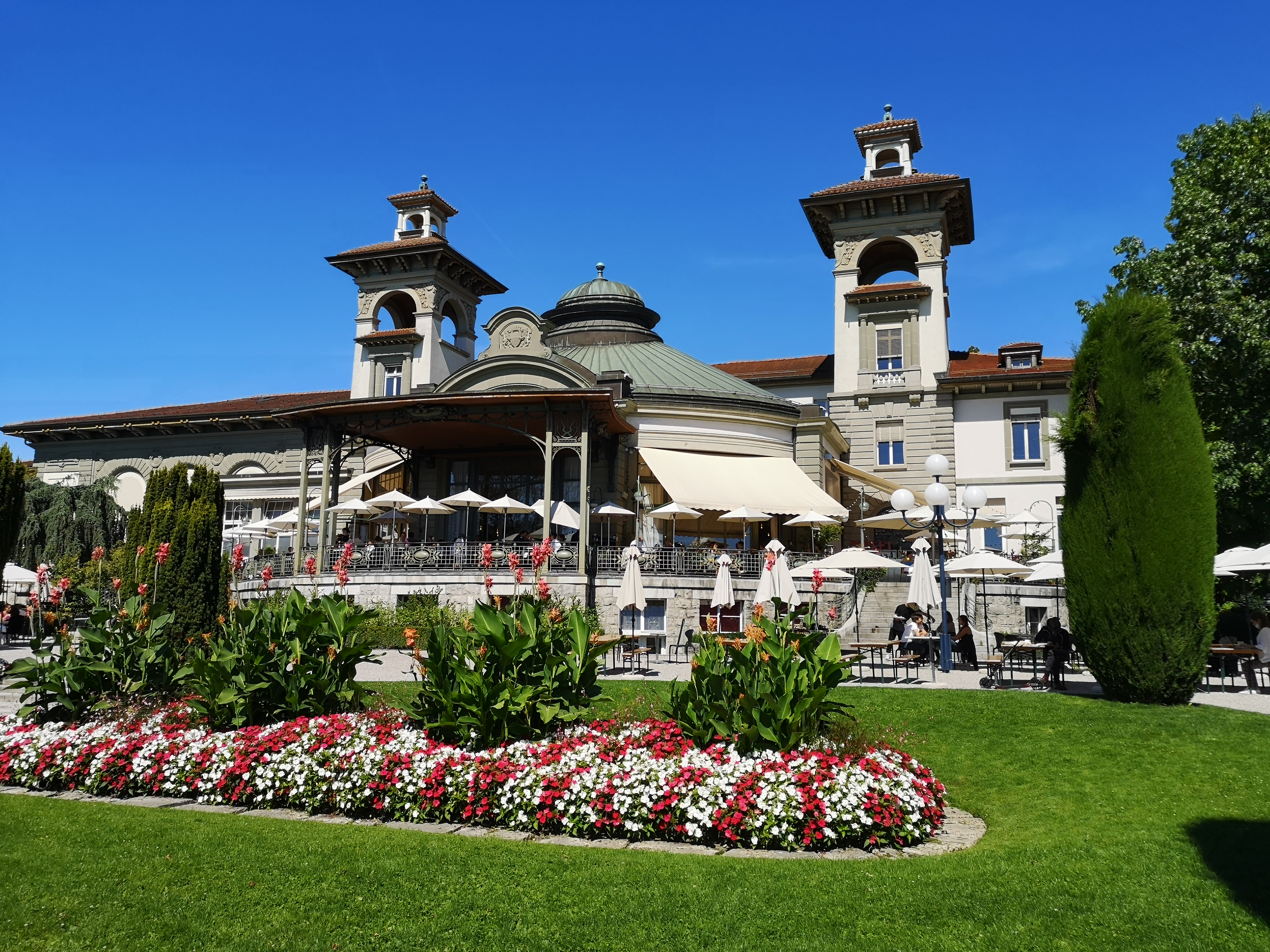
En 1915 el barón Pierre de Coubertin estableció la sede del COI en el Casino de Montbenon en Lausana, Suiza (fotografía de 2020).

Tras el armisticio de 1918, Coubertin se esforzó para que los Juegos se reanudaran rápidamente y volvieran a su ciclo cuatrienal. El barón van Tuyll van Serooskerken, que lideraba la candidatura de Ámsterdam, se retiró en favor de Amberes en reconocimiento al valor de los belgas durante la guerra, y Budapest dejó de considerarse porque Austria-Hungría era uno de los Imperios Centrales considerados responsables del conflicto mundial.
Como homenaje al sufrimiento y la valentía de los belgas durante la guerra, Coubertin transmitió al gobierno y al rey belgas «el deseo de poder designar Amberes como sede de los Juegos de la VII u VIII Olimpiada». Los belgas se mostraron inicialmente escépticos, pero el comité provisional prometió una garantía de un millón de francos belgas y el 29 de marzo de 1919 el Comité Olímpico Belga anunció que la ciudad estaría preparada para acoger los Juegos de 1920. El historiador francés especializado en el ámbito deportivo Paul Dietschy considera que el motivo de la elección de Amberes fue que «Bélgica aparecía como un país mártir, cuya neutralidad fue violada. Y Amberes resistió heroicamente a las tropas alemanas desde finales de agosto hasta principios de octubre de 1914. Y la ciudad contribuyó así a la victoria contra Alemania».
A la primera sesión del COI después de la guerra asistieron representantes de ocho países en Lausana, ciudad suiza que se había convertido en la sede del COI en 1915. Los tres miembros franceses, que estaban a favor de posponer los Juegos a 1921, estaban ausentes. El 5 de abril de 1919, dieciséis meses antes de la ceremonia de apertura, la propuesta de Coubertin fue confirmada por unanimidad y Amberes se convirtió oficialmente en la sede de los Juegos de la VII Olimpiada.

## Organización

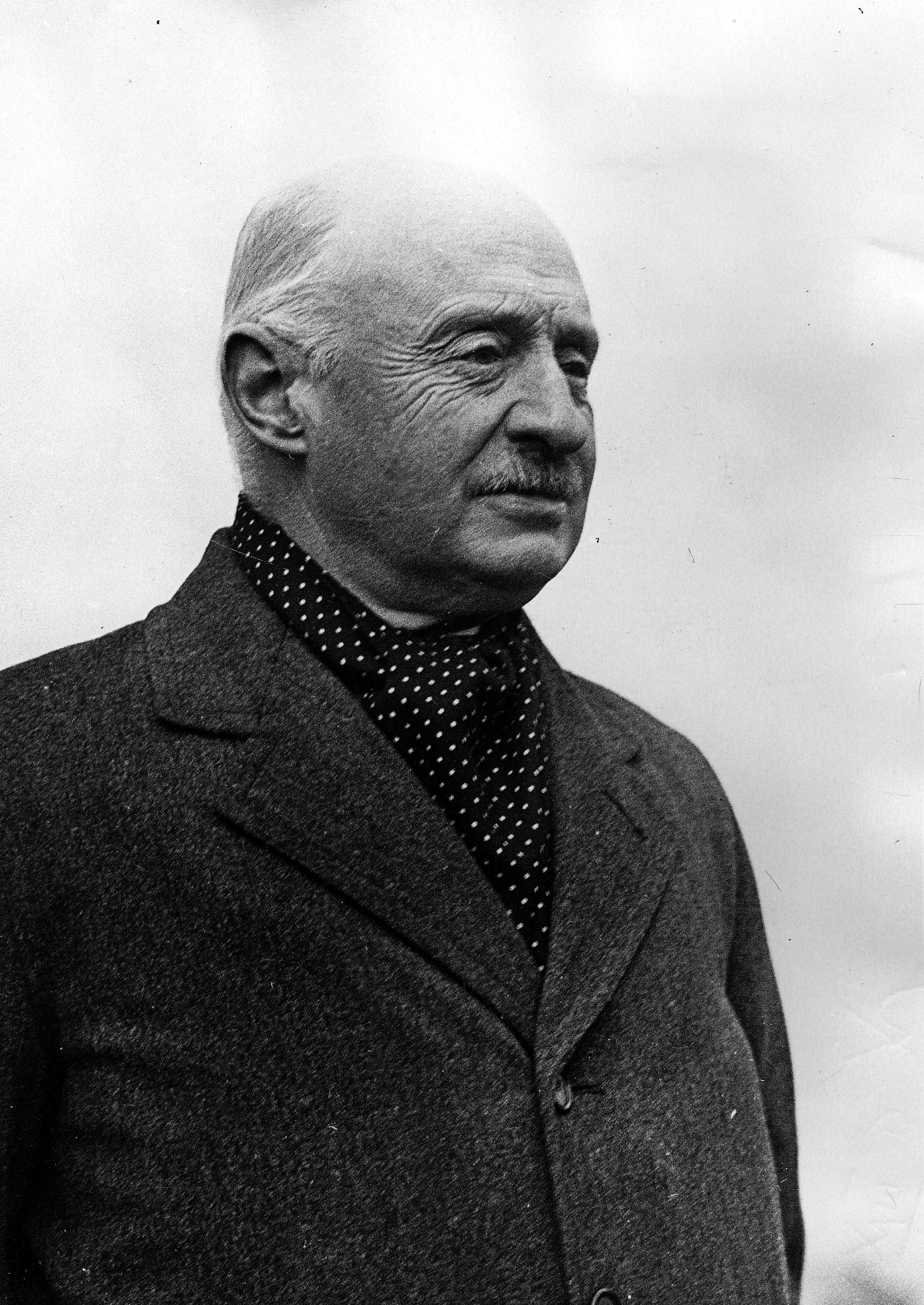
Henri de Baillet-Latour fue el presidente del Comité organizador de los Juegos de 1920 (fotografía de 1936).

### Comité organizador
El 17 de abril de 1919 se reunió el Comité Olímpico Belga y se creó el Comité organizador de los Juegos. El «Comité belge des Jeux de la VIIe Olympiade» se creó bajo el alto patronazgo del rey Alberto I de Bélgica y la presidencia de honor del príncipe Leopoldo. Estaba presidido por el conde Henri de Baillet-Latour y sus miembros de honor eran políticos y representantes del ejército. El comité ejecutivo realizó la mayor parte del trabajo de organización; estaba formado por cuatro miembros del Comité Olímpico Belga y los cuatro presidentes del comité provisional creado en 1913. Alfred Verdyck y Rodolphe Seeldrayers, representantes de la Unión Belga de Fútbol, a la que no se había consultado, en un principio consideraron que sería imposible preparar un acontecimiento tan importante después de la guerra y en tan solo un año y medio; finalmente aceptaron los cargos de secretario general y secretario portavoz de esta comisión, que también presidía Henri de Baillet-Latour. El 24 de mayo de 1919 se convocó a los representantes de las federaciones deportivas belgas a una reunión general y se crearon comités técnicos para cada disciplina deportiva. A continuación se crean siete comités especiales: Finanzas, Vivienda, Prensa, Propaganda, Técnico y de Programa, Formas y medios de acceso y Fiestas y Recepciones.

### Aspectos económicos
El 9 de abril de 1913 se funda la «Société de l'Exposition» con un capital de tres millones de francos belgas con el fin de organizar una Exposición Universal en Amberes. Cuatro meses después se creó el Comité de candidatura para los Juegos Olímpicos y la Société se comprometió a contribuir con un millón de francos a la financiación de los Juegos. Sin embargo, este objetivo se vio frustrado a causa de la guerra y la sociedad se disolvió en junio de 1919. El 16 de junio de 1919 el conde de Baillet-Latour informó a la ciudad de Amberes de las dificultades financieras que esto suponía para el comité organizador. El 26 de junio se creó el «Comité des Fêtes d'Anvers» con el objetivo de recaudar el millón necesario para los Juegos Olímpicos y organizar una exposición más modesta de lo previsto inicialmente; estaba compuesta por propietarios de barcos, mercaderes y comerciantes de diamantes y contaba con un capital de 1,15 millones. El Comité des Fêtes aprovecha este dinero para sus propios fines, privando a las Olimpiadas del millón previsto, y organiza eventos que socavan el interés y el dinero del público antes del comienzo de los Juegos.
El 5 de julio de 1919 se creó la «Société de la VIIe Olympiade» (Sociedad de la VII Olimpiada) estructurada como sociedad cooperativa compuesta por doce miembros, los ocho del Comité Ejecutivo y cuatro miembros del Comité de Finanzas, con el fin de conseguir subvenciones de los poderes públicos. Los Juegos Olímpicos recibieron 1,5 millones de francos del gobierno belga, 200 000 de la provincia de Amberes, 800 000 de la ciudad de Amberes y 10 000 de la ciudad de Bruselas. La venta de entradas supuso 1,14 millones de francos y los ingresos totales ascendieron a 4,01 millones.

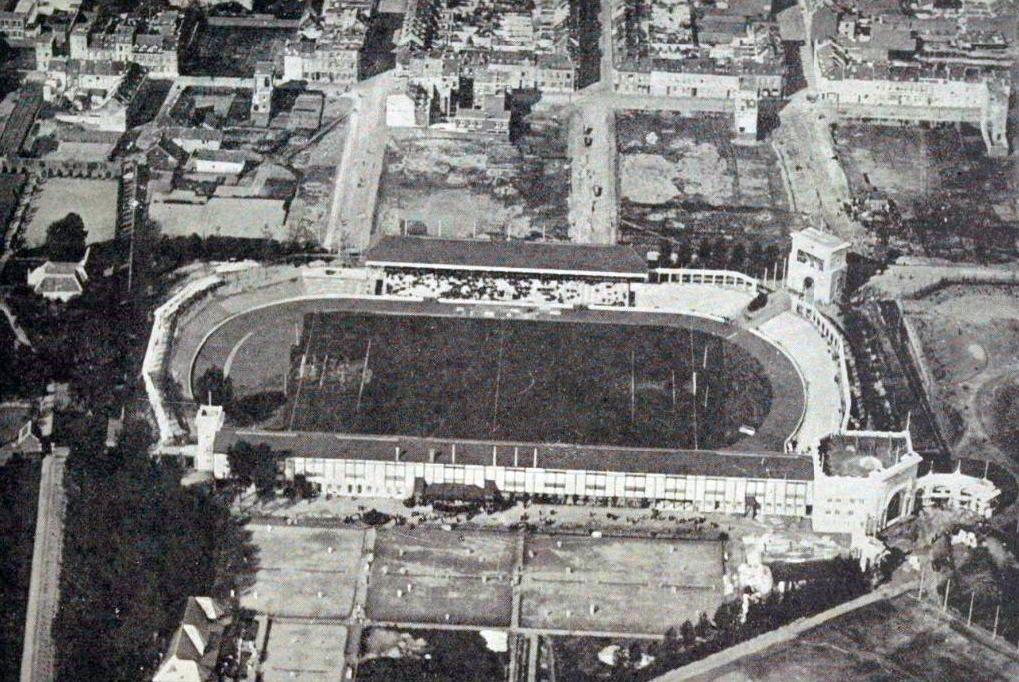
Las obras del estadio olímpico representaron el principal gasto del comité organizador.

El Comité organizador estimó los gastos de las reformas del estadio olímpico en un millón de francos, pero acabaron siendo 2,28 debido a la elevada inflación de la posguerra, que impidió a los organizadores elaborar presupuestos realistas durante la preparación de los Juegos. El estadio para los deportes acuáticos costó 1,1 millones de francos y fue financiado por la ciudad de Amberes. El resto de los principales gastos del Comité organizador fueron los de administración (unos 675 000 francos), deportes (602 000), secretaría (228 000), folletos (115 000) y organización (180 000), así como los gastos generales (535 000 francos). Los gastos totales ascendieron a 4 638 000 francos, lo que supuso un déficit de 626 000 francos. Esta cantidad equivale a aproximadamente un millón de dólares de 2003.
Después de los Juegos se creó una comisión de liquidación para pagar a los acreedores; estaba compuesta por Baillet-Latour (Comité Olímpico Belga), Verdyck (Unión Belga de Fútbol) y Havenith (Beerschot AC) y su primera reunión tuvo lugar en julio de 1921. El Comité Nacional de Educación Física e Higiene Social, compuesto por las federaciones deportivas belgas, organizó encuentros deportivos cuyos beneficios se destinaron a saldar la deuda, pero no fue suficiente. En el difícil contexto de la posguerra, los liquidadores solicitaron en vano a las autoridades públicas que aplazaran o condonaran su deuda. Se intentó recuperar el dinero de las delegaciones extranjeras que no habían pagado sus gastos de alojamiento. En su último informe, del 10 de mayo de 1923, declararon que habían buscado cualquier «reliquia» olímpica que pudiera venderse para pagar a los pequeños proveedores y, tras largas conversaciones, la ciudad de Amberes aceptó vender sus aparatos de gimnasia. El historiador deportivo Roland Renson lo describió como una «completa debacle financiera».

### Promoción
El dibujo que figura en la portada del expediente de la candidatura presentada ante el COI en 1914 se convirtió posteriormente en el póster oficial de los Juegos. La ilustración, de estilo Belle Époque, fue diseñada por Martha van Kuyck y dibujada por Walter Van der Ven. En primer plano aparece un discóbolo frente a unas banderas ondulantes unidas entre sí; en la esquina superior derecha está el escudo de Amberes, con la torre de la catedral de Nuestra Señora, el Ayuntamiento de Amberes y la Grote Markt al fondo. Se imprimieron 90 000 ejemplares de 85 × 62 cm en diecisiete idiomas para su difusión internacional y 40 000 de menor formato con un diseño ligeramente diferente solo para Bélgica.
El Comité organizador publicó dos documentos en francés, neerlandés e inglés: un folleto de 192 páginas titulado «La VIIe Olympiade et les fêtes d'Anvers» (La VII Olimpiada y las celebraciones de Amberes) con 100 000 ejemplares y un «Programme général» (Programa General) de 106 páginas con un millón de ejemplares. También se emitió una serie filatélica especial con una tirada de 2,5 millones de sellos y diez tarjetas artísticas. El Comité indicaba en el informe final de los Juegos que «no pudo hacer colocar carteles murales o anuncios pagados en los periódicos.»

### Venta de entradas
El Comité organizador contabilizó un total de 349 689 espectadores. Esta cifra incluye 219 689 entradas de pago, 30 000 entradas gratuitas para el fútbol y 15 000 pases gratuitos de tres días, así como 30 000 entradas para deportistas, 30 000 para invitados y 15 000 para militares. Los deportes con más entradas de pago fueron el fútbol (63 612), el atletismo (28 665), la natación (24 549) y la gimnasia (16 795)

### Programa
El programa de competiciones y las condiciones de participación fueron decididos por el Comité organizador de los Juegos ya en 1912, lo que provocó malentendidos y disputas. El establecimiento de un programa y reglas unificado fue uno de los temas tratados en el Congreso Olímpico celebrado en junio de 1914 en París, aunque el último día del Congreso coincidió con el atentado de Sarajevo que desencadenó la Primera Guerra Mundial y las actividades del movimiento olímpico se suspendieron y las resoluciones no se publicaron hasta 1919. Los debates se basaron en las sugerencias del Comité Olímpico Alemán para el programa de los Juegos Olímpicos de Berlín 1916. Las resoluciones de París contienen la lista de deportes acordados:
- Deportes obligatorios
  - Deportes atléticos (carreras, campo a través, marcha, saltos, lanzamientos, tira y afloja, pentatlón, decatlón)
  - Ciclismo
  - Deportes gimnásticos (gimnasia, gimnasia en grupo, halterofilia)
  - Deportes de defensa (esgrima, boxeo, lucha, tiro)
  - Ecuestres
  - Deportes acuáticos (remo, natación, vela)
  - Pentatlón moderno
  - Juegos (fútbol, tenis)
- Deportes opcionales
  - Rugby, hockey sobre hierba, hockey sobre hielo, tiro con arco, polo, golf, patinaje artístico, esquí

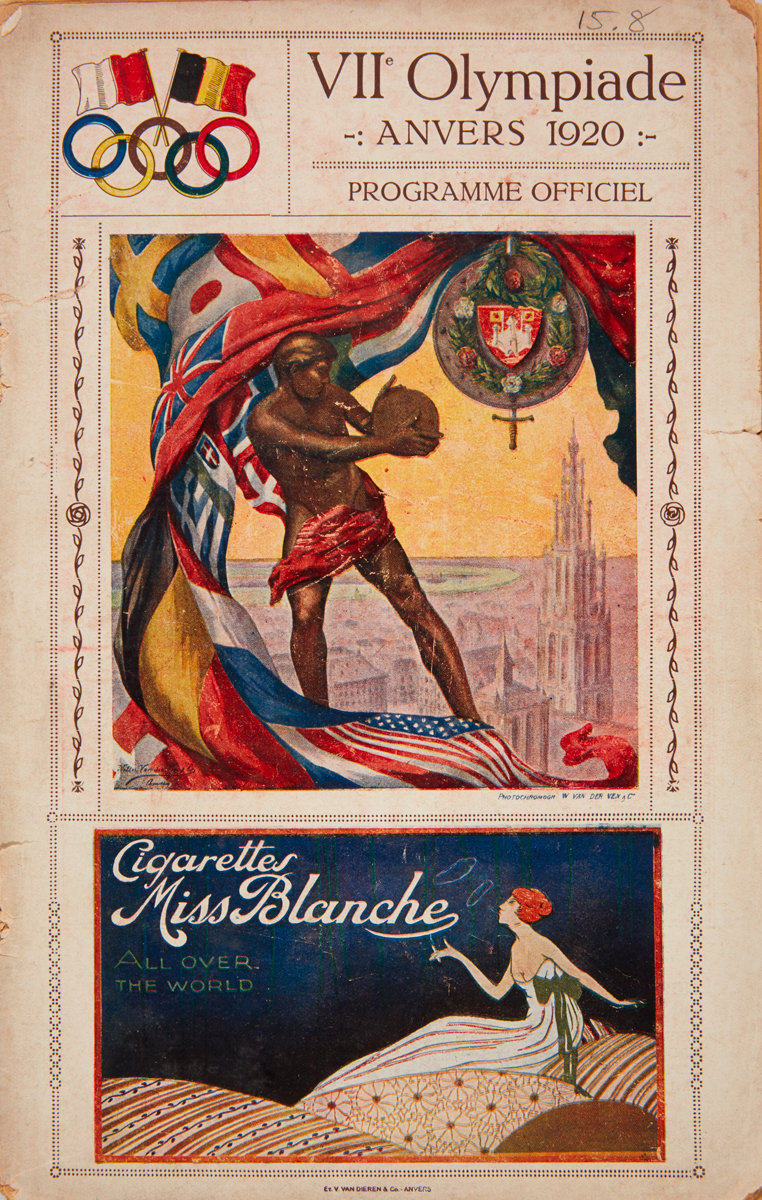
La portada del programa se basó en la ilustración del póster de los Juegos.

El Comité organizador incluyó todos estos deportes en el programa, a excepción del esquí, pero el torneo de golf que estaba previsto disputarse en el Real Club de Golf de Kapellen finalmente no se disputó. El programa lo componían 22 deportes divididos en 29 disciplinas y 156 pruebas, lo que supuso un aumento significativo respecto al limitado programa de 14 deportes y 102 pruebas disputadas en los Juegos de 1912. Al igual que en los Juegos de 1912, además del programa deportivo se organizaron competiciones artísticas.
Se disputaron dos deportes de invierno: el patinaje artístico, ya presente en 1908, y el hockey sobre hielo, que figuraba por primera vez; estos dos deportes se incluyeron en los Juegos de Invierno desde su primera edición en 1924. El tiro con arco se disputó por última vez hasta su regreso en 1972, y el tira y afloja se incluyó por última vez en el programa olímpico.
El korfbal se disputó como deporte de exhibición; similar al baloncesto, este deporte también se incluyó como deporte de exhibición en los Juegos Olímpicos de Ámsterdam 1928 y fueron las dos únicas veces que se incluyó en el programa de unos Juegos Olímpicos.
Las primeras pruebas en disputarse fueron los deportes de invierno, del 23 al 29 de abril. La vela, el polo y el tiro les siguen en julio y el tiro con arco y el ciclismo a principios de agosto. La mayoría de las competiciones se celebraron durante las dos semanas que transcurren entre la ceremonia de apertura, que se celebró el 14 de agosto, y la entrega de medallas, el 30 de agosto. Los últimos partidos de fútbol, el torneo de hockey, las pruebas ecuestres y el rugby se disputaron a principios de septiembre. Los Juegos se clausuraron el 12 de septiembre con el fin de las competiciones ecuestres.
Los 22 deportes y 29 disciplinas del programa olímpico se enumeran a continuación indicando el número de pruebas disputadas en cada una:

### Deportes oficiales
- Atletismo (29)
- Boxeo (8)
- Ciclismo
  -  Ciclismo en pista (4)
  -  Ciclismo en ruta (2)
- Ecuestre
  -  Concurso completo (2)
  -  Doma clásica (1)
  -  Salto ecuestre (2)
  -  Volteo (nuevo) (2)
- Esgrima (6)
- Fútbol (1)
- Gimnasia artística (4)
- Halterofilia (5)
- Hockey sobre césped (1)
- Hockey sobre hielo (nuevo) (1)
- Lucha
  -  Lucha grecorromana (5)
  -  Lucha libre (5)
- Natación (10)
- Patinaje artístico sobre hielo (3)
- Pentatlón moderno (1)
- Polo (1)
- Remo (5)
- Rugby (1)
- Saltos (5)
- Tenis (5)
- Tira y afloja (1)
- Tiro (21)
- Tiro con arco (10)
- Vela (14)
- Waterpolo (1)

### Deportes de exhibición
- Korfbal (1)

### Otras competiciones
- Arte (5)

### Participantes

#### Deportistas
A pesar de la ausencia de los grandes Imperios Centrales y de la situación de posguerra, según las cifras del COI en Amberes participaron 2626 deportistas, de los cuales 65 eran mujeres, frente a los 2407, de ellos 48 mujeres, que participaron en los Juegos Olímpicos de Estocolmo 1912. Las mujeres estaban presentes en el tenis, deporte practicado por hombres y mujeres de la aristocracia, así como en la natación, los saltos de trampolín y el patinaje artístico, deportes compatibles con la imagen «grácil» que por entonces se tenía de la mujer; las pruebas de vela también estaban abiertas a las mujeres y participó una británica.

#### Delegaciones

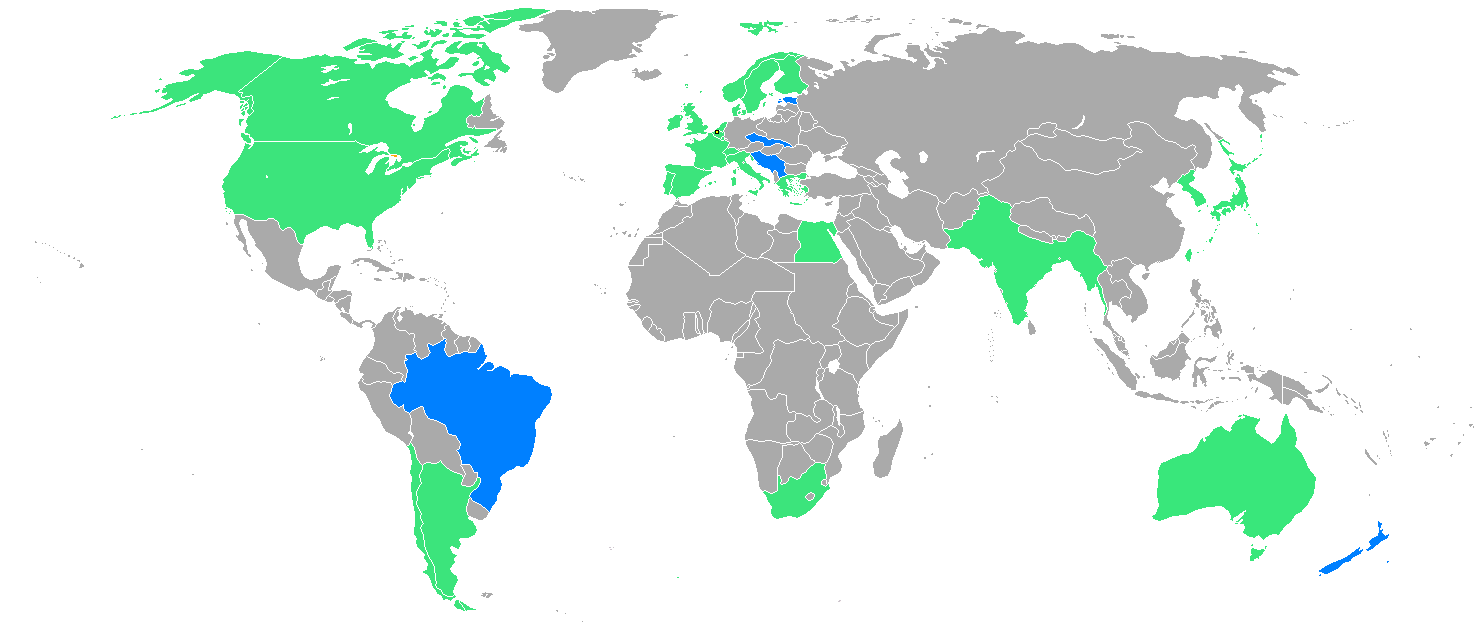
Países que participaron por primera vez.
Países que ya habían participado.

La participación de los atletas de los Imperios Centrales (Imperio alemán, Imperio austrohúngaro, Imperio otomano y el Reino de Bulgaria), derrotados en la Primera Guerra Mundial y de la que se les consideraba responsables, supuso un importante dilema para el COI, como escribió Pierre de Coubertin en sus Memorias:

Pero había un gran problema: la participación de los «imperios centrales», como todavía se les llamaba. Apenas habían pasado unos meses desde que el último soldado alemán había evacuado Bélgica y se había disparado el último cañón en el frente. El sentido común indicaba que los equipos alemanes no podían, sin ser imprudentes, pretender presentarse en el estadio olímpico antes de 1924. Por otra parte, proclamar solemnemente cualquier tipo de ostracismo, incluso tras el conflicto que acababa de ensangrentar Europa, constituiría un desgarro en la constitución olímpica, que hasta entonces había sido tan resistente; y podría dar lugar a un peligroso precedente.

Según una resolución adoptada por el COI, únicamente las naciones representadas por un miembro del Comité podían ser admitidas en los Juegos, aunque los organizadores también podían invitar a naciones no europeas que no contaran con un miembro. Dado que los representantes en el COI de Alemania y sus aliados se consideraron suspendidos, estos países no fueron invitados a los Juegos, pero no fueron excluidos de forma explícita.
Treinta y un países aceptaron la invitación del Comité Olímpico Belga, pero finalmente se desestimó la participación de Polonia y Rumanía, con lo que en los Juegos de Amberes participaron veintinueve delegaciones, una más que en 1912. Brasil, Estonia, Nueva Zelanda, Checoslovaquia, Mónaco y Yugoslavia participaron por primera vez en unos Juegos Olímpicos; las cuatro primeras delegaciones mencionadas también obtuvieron sus primeras medallas en unos Juegos.
Los 29 países participantes son los siguientes (el número entre paréntesis es el número conocido de atletas inscritos por cada delegación según el reconocido historiador experto en los Juegos Olímpicos Bill Mallon, que enumera 2664 participantes, incluidas 77 mujeres):
| - Argentina (1) - Australia (13) - Bélgica (330) - Brasil (16) - Canadá (52) - Checoslovaquia (119) - Chile (2) - Dinamarca (155) - Egipto (18) - España (57) | - Estados Unidos (287) - Estonia (14) - Finlandia (63) - Francia (303) - Grecia (48) - India (6) - Italia (172) - Japón (15) - Luxemburgo (26) - Mónaco (4) | - Noruega (193) - Nueva Zelanda (4) - Países Bajos (130) - Portugal (13) - Reino Unido (234) - Sudáfrica (39) - Suecia (258) - Suiza (77) - Yugoslavia (15) |

### Alojamiento
La Comisión de alojamiento instaló a los miembros de los comités nacionales de los países participantes en hoteles o domicilios particulares. La mayoría de los atletas fueron alojados en escuelas de la ciudad de Amberes, aunque los tiradores lo hicieron en el cuartel de oficiales del Campamento de Beverloo y los remeros en hoteles de Bruselas.
Algunos participantes se mostraron satisfechos con las condiciones de alojamiento, mientras que otros se quejaron de ellas. El atleta británico Philip J. Noel-Baker consideró que el alojamiento y la comida eran «muy buenos» y el personal belga «amable y dispuesto». Los hombres de la delegación estadounidense, que a excepción de los miembros de la Armada estadounidense, habían viajado en condiciones precarias en el buque de transporte de tropas Princess Matoika, se quejaron de la falta de intimidad, la escasez de agua caliente, la dureza de las camas y el inadecuado desayuno de la escuela en la que se alojaban. Tres atletas de lanzamiento de peso y martillo recibieron autorización para dormir en un hotel y el especialista en triple salto Dan Ahearn les acompañó sin permiso; fue suspendido del equipo nacional, pero unos 200 atletas estadounidenses firmaron una petición en su favor y finalmente fue readmitido. Por su parte, las mujeres estadounidenses recibieron los mejores camarotes del barco durante las dos semanas de travesía y durante los Juegos durmieron en la residencia de huéspedes de la Asociación Cristiana de Mujeres Jóvenes.

### Premios y diplomas
Las medallas entregadas en los Juegos fueron obra del grabador y escultor belga Josue Dupon. El anverso muestra a un atleta desnudo que sostiene una palma y una corona de laurel en su mano izquierda; tras él, la figura de la diosa Feme toca una trompeta sobre un friso con un motivo griego y la inscripción «VII OLYMPIADE». En el reverso aparece la estatua de Silvio Brabo en la Grote Markt con la catedral y el puerto de Amberes de fondo. En la parte superior figura la inscripción «ANVERS MCMXX». Las medallas tienen un diámetro de 59 mm, un grosor de 4,4 mm y un peso de 79 gr. Después de las medallas de oro macizo entregadas a los ganadores de 1904 a 1912, esta fue la primera vez que los ganadores recibieron una medalla confeccionada en vermeil (plata cubierta de oro). Se acuñaron un total de 1250 piezas, todas en Bruselas: 450 en vermeil, 400 en plata y 400 en bronce. Se entregaron en varias ocasiones, pero especialmente en una ceremonia celebrada el 30 de agosto en la que el rey Alberto I, el príncipe Leopoldo y el príncipe Carlos entregaron las medallas de oro, plata y bronce, respectivamente.

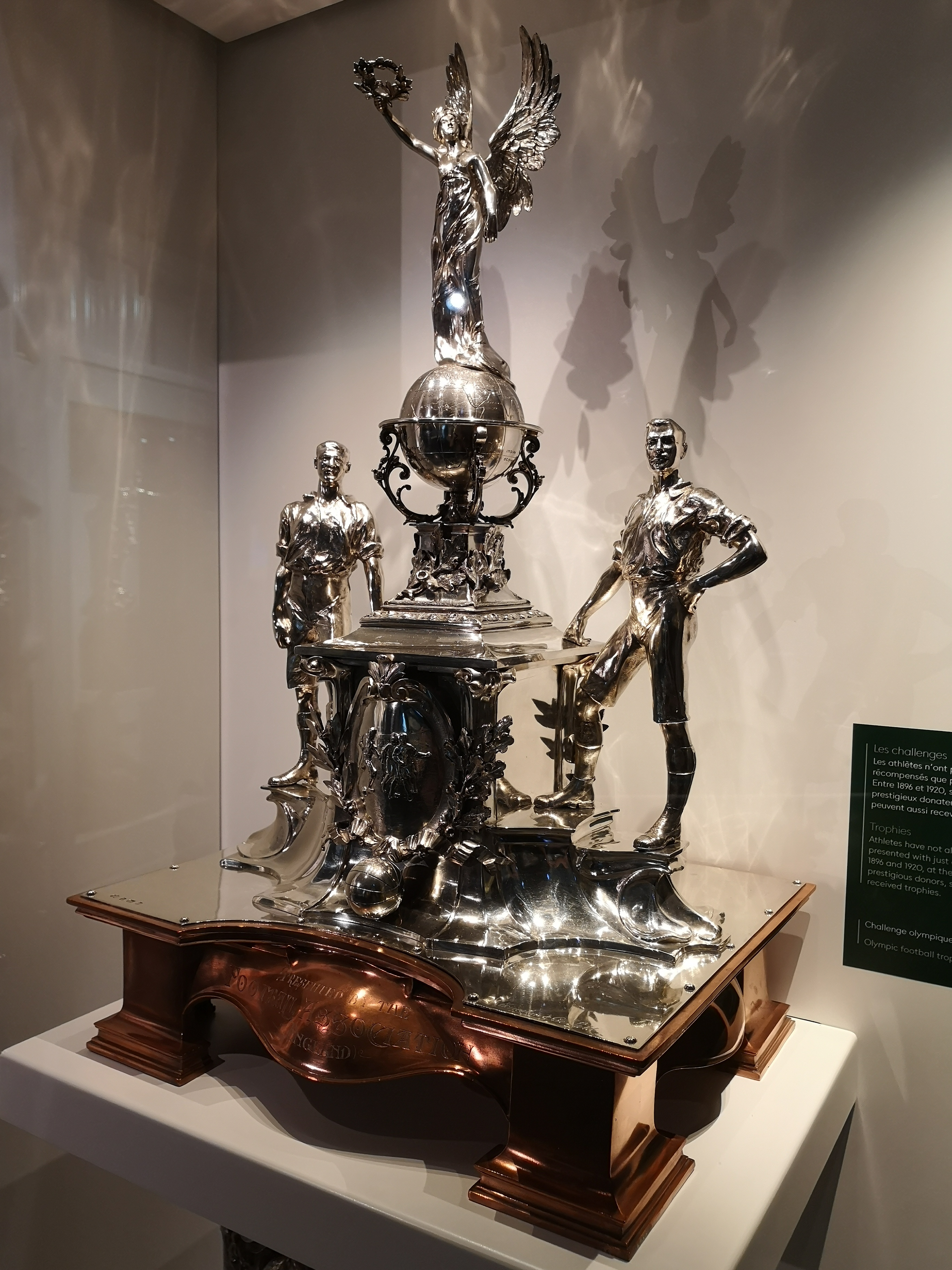
El trofeo del «Desafío olímpico» de fútbol, ofrecido por la Asociación Inglesa de Fútbol, fue entregado al equipo belga en 1920.

Se elaboraron 1350 ejemplares de un diploma que se entregó a los ganadores de medallas y a otros atletas meritorios. La ilustración, dibujada a la sanguina por el artista belga Henri Privat-Livemont, representa la coronación de un atleta en los Juegos Olímpicos, con la ciudad de Amberes de fondo.
Además de las medallas, los ganadores de las pruebas individuales, los dobles de tenis y los timoneles de los barcos de vela que terminaron en primer lugar recibieron una estatuilla de bronce de 28 cm de altura titulada «L'athlète victorieux» (El atleta victorioso); se fabricaron 125 ejemplares de esta estatuilla, obra del artista belga Léandre Grandmoulin, cuyo molde se rompió para evitar imitaciones.
Se distribuyó una medalla de bronce conmemorativa, de la que se confeccionaron 6000 unidades, entre todos los participantes, miembros del comité y personas involucradas en la organización de los Juegos; obra del artista belga Pierre Theunis, representa un antiguo carro de carreras victorioso en el anverso y la diosa Niké coronando a los ganadores de los Juegos Olímpicos en el reverso.
Al igual que en 1908 y 1912, algunos ganadores también recibieron un galardón denominado «Desafío olímpico». Se trataba de un premio donado por una personalidad o una asociación, que debía devolverse al COI antes de los siguientes Juegos Olímpicos para que pudiera entregarse al siguiente ganador. Sin embargo, los Desafíos olímpicos dejaron de entregarse a los deportistas después de estos Juegos, fundamentalmente porque eran muy valiosos y se corría el riesgo de que se deñaran o perdieran durante el envío a la sede del COI en Lausana o a la ciudad anfitriona de los siguientes Juegos.

## Sedes
El estadio ya existente del Beerschot Athletic Club se convirtió en la sede principal de los Juegos, con una capacidad de 35 000 espectadores. Las obras de remodelación fueron proyectadas por los arquitectos de amberinos Fernand de Montigny y Louis Somers y ejecutadas por la empresa británica Humphreys & Co. La pista, de ceniza y arcilla, fue instalada por el especialista británico Charles Perry, al igual que la del Estadio Olímpico de Estocolmo ocho años antes. La primera piedra fue colocada por el burgomaestre Jan-Baptist De Vos el 4 de julio de 1919 y se inauguró oficialmente el 23 de mayo de 1920. El Estadio olímpico acogió la ceremonia de apertura, las pruebas de atletismo, gimnasia artística, rugby, hockey, halterofilia, levantamiento de pesas y algunas de las competiciones ecuestres y algunos partidos de fútbol. El torneo de tenis se disputó en las pistas de tenis del Beerschot Athletic Club. Estaba previsto que los torneos de esgrima se celebraran al aire libre, junto al estadio olímpico, pero se trasladaron en su mayor parte a las pistas de linóleo de la sala Floralies, en el parque de Middelheim, a causa del mal tiempo.
Se construyó un estadio de deportes acuáticos con una piscina de 100 m en el foso de unas antiguas fortificaciones de la ciudad para la natación, los saltos y el waterpolo. Las pruebas de patinaje artístico y hockey sobre hielo se celebraron en el Palacio de Hielo de Amberes, un edificio construido en 1910 para el patinaje sobre ruedas y transformado en pista de hielo en 1919; ante la imposibilidad de disponer de un recinto de hielo artificial en pleno verano, las competiciones disputadas en este Palacio tuvieron que desarrollarse en abril, mucho antes del inicio de los Juegos. Las competiciones de boxeo y lucha se celebraron en el salón de actos de la Real Sociedad Zoológica, cerca de la estación central, y las de tiro con arco en el parque Rossignols (Nachtegalenpark). El ciclismo en pista se desarrolló en el Velódromo de Amberes Zuremborg (denominado Garden City en las revistas británicas) y el de ruta por la región de Amberes. Situado cerca de la ciudad, el Club de campo de Hoogboom, en las inmediaciones de Kapellen, acogió algunas pruebas de ecuestre y tiro al plato.
El resto de las pruebas se celebraron en otras partes de Bélgica; era la primera vez que los Juegos Olímpicos se celebraban en una zona tan extensa. La mayoría de las competiciones de tiro se celebraron en el campamento militar de Beverloo, a 75 km al este de Amberes, que fue cedido por el ministro de Defensa Nacional. Como el canal que se había proyectado en 1913 no pudo construirse en Amberes, las regatas se celebraron en el canal de Willebroeck, en Bruselas. El polo se celebró en el hipódromo Wellington (Wellingtonrenbaan), en Ostende, a 100 km al oeste de Amberes. Las competiciones de vela se disputaron en el mar del Norte, frente a las costas de Ostende, con la excepción de las dos últimas regatas de la clase dinghy de 12 pies que se disputaron en el lago IJ, cerca de Ámsterdam (Países Bajos). Los partidos de fútbol se repartieron entre el Estadio Olímpico y el Estadio Broodstraat de Amberes, el Estadio Joseph Marien de Bruselas y el Estadio Jules Otten de Gante, una descentralización que no fue bien acogida por los habitantes de Amberes, que querían que todos los encuentros de fútbol se celebraran en su ciudad.

## Desarrollo

### Ceremonia de apertura

#### Apertura de los Juegos

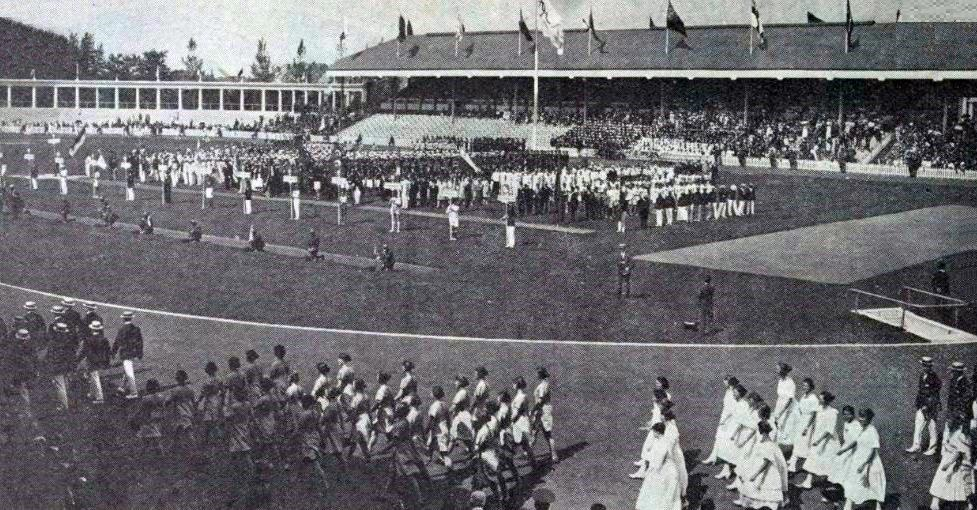
Ceremonia de apertura de los Juegos Olímpicos de Amberes.

En la mañana del 14 de agosto de 1920, se celebró una ceremonia religiosa presidida por el cardenal Mercier en la catedral de Nuestra Señora de Amberes en presencia de atletas, miembros del comité organizador, autoridades olímpicas y políticas y delegados militares de los países aliados o neutrales. El acto incluyó un De profundis en homenaje a los deportistas muertos durante la guerra, un Te Deum en honor a los Aliados y un sermón en francés del cardenal.
Sobre las 14.30 horas, el rey Alberto I y su familia fueron recibidos en el estadio olímpico por el conde Henri de Baillet-Latour y el barón Pierre de Coubertin. El estadio distaba mucho de estar lleno. El himno nacional belga, La Brabanzona, fue interpretado por una orquesta y entonado por un coro sueco. Un disparo de cañón dio la señal para el desfile de las naciones, que marcharon detrás de sus abanderados en orden alfabético en francés. Bélgica cerró el desfile.
Henri de Baillet-Latour se dirigió entonces al rey Alberto I: «Desde los cuatro rincones del mundo, en respuesta a nuestra invitación, los atletas se han reunido en Amberes para celebrar con nosotros el regreso de la paz. ¡Que estas justas se libren de forma cortés y leal, que el mejor se alce con la victoria! Este es mi deseo. Por favor, Su Majestad, declare abiertos los Juegos Olímpicos de Amberes.»

#### Presentación de la bandera olímpica

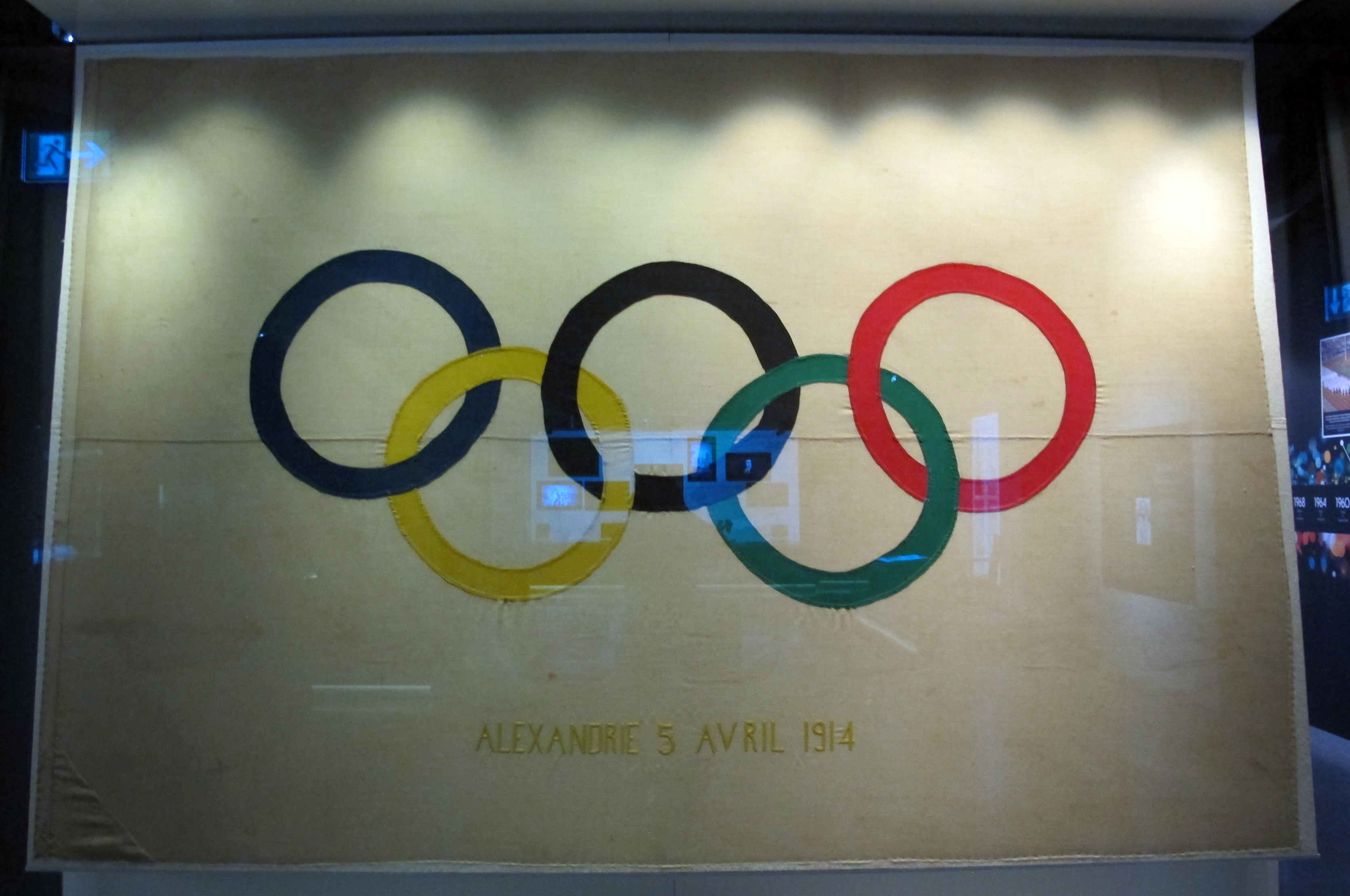
La primera bandera olímpica se presentó en público en Alejandría el 5 de abril de 1914.

Tras la apertura de los Juegos declarada por el rey, la bandera olímpica fue izada en un mástil al son de trompetas tebanas. Los anillos olímpicos, que representan las cinco partes del mundo, fueron diseñados por Pierre de Coubertin en 1913. La bandera olímpica ondeó por primera vez en Alejandría en los Juegos Pan-Egipcios el 5 de abril de 1914 y fue adoptada oficialmente por el COI en el Congreso de París de junio de 1914. Tras la cancelación de los Juegos de 1916, la bandera se izó por primera vez en un estadio olímpico en esta ceremonia de apertura. Cientos de réplicas de la bandera decoraron también la ciudad de Amberes y las sedes de las competiciones.
La «bandera de Amberes», posiblemente sustituida con el paso del tiempo, se transmitió a la siguiente ciudad anfitriona cada cuatro años, hasta que los organizadores de los Juegos Olímpicos de 1988 la sustituyeron en 1985 por la «bandera de Seúl». La bandera olímpica que había en el estadio fue robada al final de los Juegos y no se recuperó hasta 1997, cuando el saltador de trampolín estadounidense Harry Prieste, medalla de bronce en 1920, anunció que la había robado a raíz de un reto del nadador Duke Kahanamoku; la bandera fue entregada al entonces presidente del COI, Juan Antonio Samaranch, antes de la inauguración de los Juegos Olímpicos de Sídney 2000.
Durante el izado de la bandera olímpica, unos soldados que representaban a cada delegación extranjera soltaron palomas con los colores de las naciones participantes en señal de paz. También fue la primera vez que la suelta de palomas formó parte de la ceremonia de apertura de unos Juegos Olímpicos.

#### Primer juramento olímpico

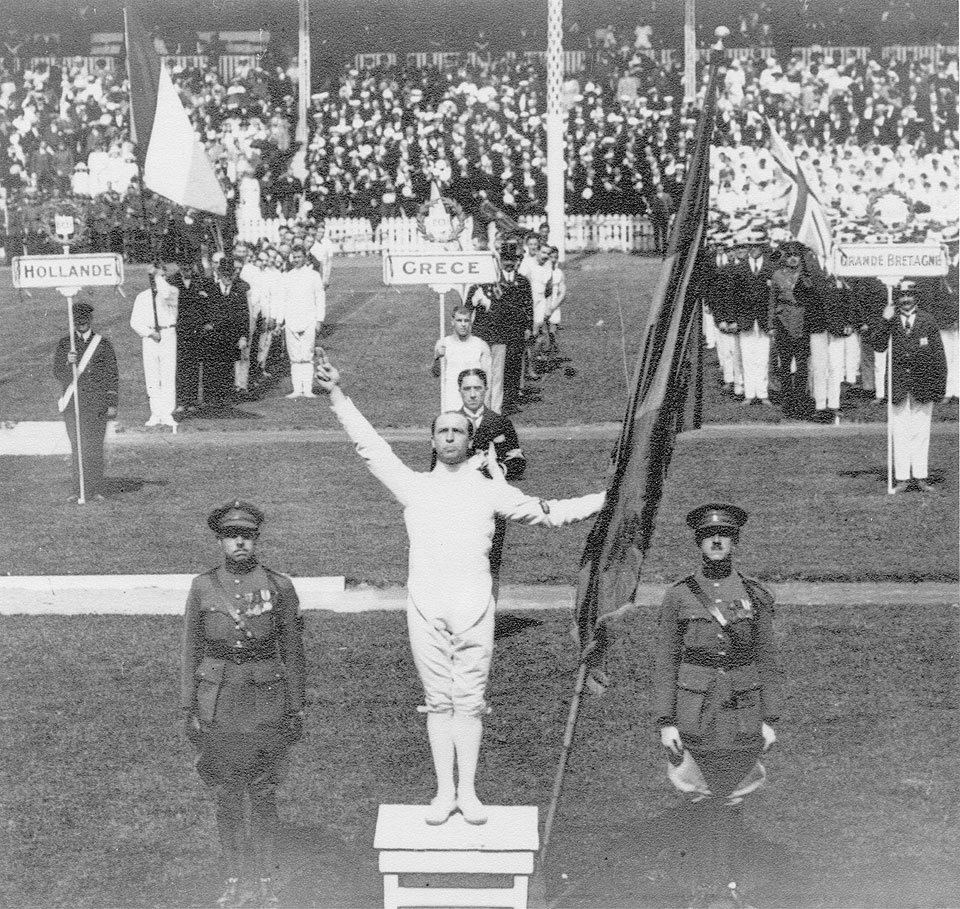
Victor Boin pronunciando el primer Juramento Olímpico de la historia.

Tras la bendición del estadio por el cardenal Mercier y la actuación de un coro flamenco, el deportista y piloto del ejército belga Victor Boin se presentó acompañado de dos soldados que portaban la bandera belga. Subió a un podio y prestó el primer Juramento Olímpico de la historia de los Juegos:

Juramos participar en los Juegos Olímpicos como competidores leales, observar escrupulosamente las reglas y mostrar un espíritu caballeresco por el honor de nuestros países y por la gloria del deporte.

La primera vez que se mencionó el juramento olímpico fue en la revista olímpica de julio de 1906 por Pierre de Coubertin, quien sentía la necesidad de añadir un juramento de equidad e imparcialidad al protocolo olímpico. Victor Boin fue medallista olímpico con el equipo belga de waterpolo en 1908 y 1912 y participó en las competiciones de esgrima en 1920, a los 34 años de edad. También periodista, sirvió como adjunto en el ejército durante la Primera Guerra Mundial y tuvo el honor de pilotar el avión que llevó a la reina Elisabeth a Inglaterra el 5 de julio de 1918 para asistir a las bodas de plata del rey Jorge y la reina María. Tras el juramento, la orquesta tocó por segunda vez La Brabanzona, los coros de Flandes y Suecia entonaron canciones y los atletas abandonaron el estadio en el mismo orden en que habían entrado. La ceremonia concluyó alrededor de las 15.30 horas..

### Deportes

#### Atletismo
Las 29 pruebas de atletismo tuvieron lugar del 15 al 23 de agosto en el Estadio Olímpico y las disputaron 509 participantes de 25 naciones. La pista, de 389,80 m de longitud, se encontraba en mal estado debido a la lluvia por lo que las marcas fueron en general discretas. En los Juegos Inter-Aliados celebrados en París en 1919 los estadounidenses habían dominado las pruebas de atletismo, y en Amberes se hicieron con nueve medallas de oro, al igual que los finlandeses.

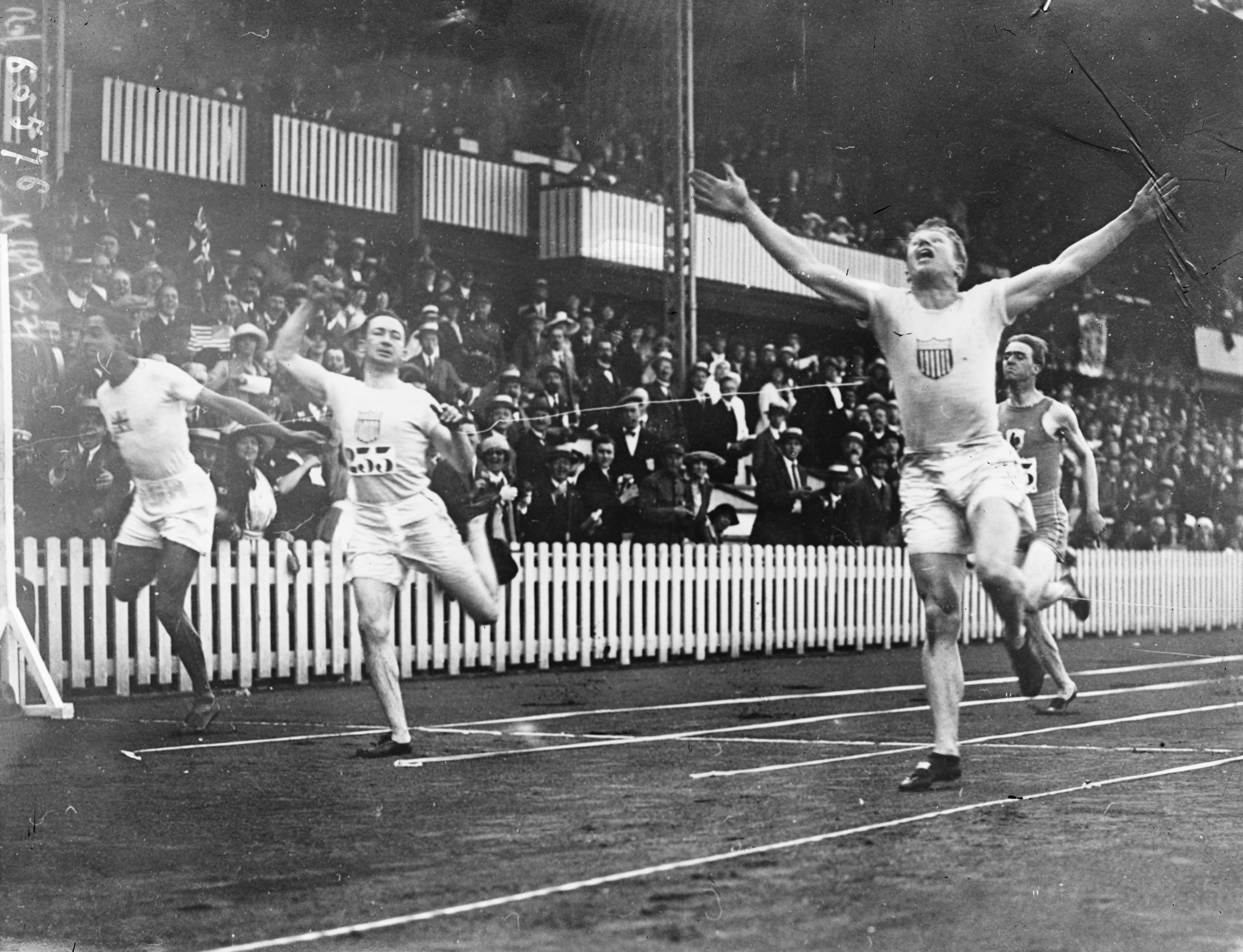
Charles Paddock ganó la final de los 100 metros.

Cuatro de los seis finalistas en la prueba de los 100 metros eran estadounidenses. Charles Paddock ganó la carrera dando su famoso «jump finish», un salto sobre la línea de meta; Morris Kirksey se hizo con la plata y el británico Harry Edward con el bronce, mientras que Loren Murchison, uno de los favoritos, pero que salió después de los demás porque no entendió bien al juez de salida, que hablaba en francés, terminó último. Paddock terminó segundo en los 200 metros, por detrás de su compatriota Allen Woodring, que había llegado a Amberes como suplente; Edward volvió a ser medalla de bronce. El sueco Nils Engdahl se puso inicialmente en cabeza en los 400 metros, pero terminó tercero por detrás del sudafricano Bevil Rudd y del británico Guy Butler; el estadounidense Ted Meredith, plusmarquista mundial desde 1916, no se clasificó para la final.
Los estadounidenses, que partían como favoritos en relevo 4 × 100 m, ganaron la prueba y establecieron un nuevo récord mundial en 42,2 s; quedaron por delante de los franceses y los suecos. En relevo 4 × 400 m, los favoritos, Reino Unido, ganaron el oro por menos de un segundo sobre Sudáfrica, con Francia en tercer lugar. El canadiense Earl «Tommy» Thomson, que había sufrido un accidente casi mortal en 1914, ganó los 110 metros vallas por delante de los estadounidenses Harold Barron y Frederic Murray; su tiempo de 14,8 s estableció un nuevo récord del mundo, aunque su tiempo de 14,4 s logrado ese mismo año en el campeonato de la Intercollegiate Association of Amateur Athletes of America en la distancia de 120 yardas (109,728 m) seguía siendo su mejor marca. Los 400 metros vallas, una carrera poco frecuente en aquella época, fue dominada por los estadounidenses; Frank Loomis batió el récord mundial, superando a John Norton y August Desch. En 1920 la prueba de carrera con obstáculos no era habitual en las grandes competiciones y la distancia olímpica se corrió en distintos formatos entre 1900 y 1908, estableciéndose 3000 metros para estos Juegos; se corrió sobre hierba, por el interior de la pista de ceniza, y el británico Percy Hodge se impuso con facilidad por más de 20 s sobre el estadounidense Patrick Flynn y más de 30 sobre el italiano Ernesto Ambrosini.
El británico Albert Hill, que prestó servicios en el Real Cuerpo Aéreo en Ypres durante la guerra, ganó los 800 metros por delante del estadounidense Earl Eby y el sudafricano Bevil Rudd, que lideraron la carrera desde el inicio de la segunda vuelta hasta la recta final. Hill también ganó los 1500 metros por delante de su compañero de equipo Philip Baker y del estadounidense Lawrence Shields, que tuvo que luchar con Baker en la recta final, permitiendo a Hill alejarse en la cabeza. Baker, abanderado de la delegación británica, fue testigo de los primeros ataques con gas venenoso durante la guerra; más tarde fue diputado y ministro, participó en la redacción de la Carta de las Naciones Unidas y recibió el Premio Nobel de la Paz en 1959 por su compromiso con el desarme. En 2020 seguía siendo el único medallista olímpico que ha ganado un Premio Nobel.

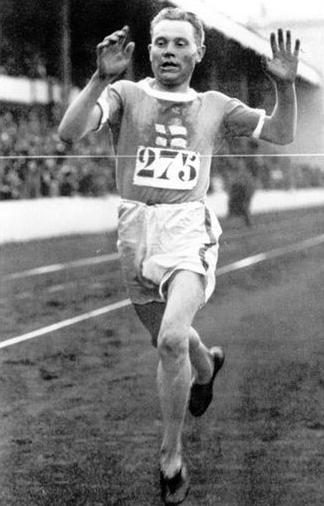
Paavo Nurmi en el Estadio Olímpico de Amberes.

Los 5000 metros se decidieron entre el francés Joseph Guillemot y el finlandés Paavo Nurmi, que estaban muy por encima de sus competidores. Guillemot inició su esprint a falta de 150 metros y ganó el título olímpico con 4,6 s de ventaja sobre Nurmi y 17,6 s sobre el sueco Erik Backman. Este resultado se consideró una revancha de la misma prueba disputada en los Juegos de 1912 en Estocolmo, donde el finlandés Hannes Kolehmainen venció por escaso margen al francés Jean Bouin, que posteriormente murió en combate en 1914. En los 10 000 metros, Nurmi superó a Guillemot al comienzo de la última vuelta y ganó la carrera con 1,4 s de ventaja sobre el francés y 5 s sobre el escocés James Wilson. La carrera individual de campo a través se desarrolló sobre un recorrido de aproximadamente ocho kilómetros. Paavo Nurmi dominó la carrera junto a Erik Backman, al que se impuso en el esprint final, mientras que su compatriota Heikki Liimatainen obtuvo el tercer puesto. Joseph Guillemot se lesionó el tobillo al pisar un agujero y abandonó a falta de tres kilómetros para la meta. La clasificación de campo a través por equipos se estableció a partir de los resultados de la carrera individual: se contabilizaron los tres mejores atletas de cada equipo y Finlandia quedó en primer lugar, por delante de Reino Unido y Suecia. Con 23 años de edad y en sus primeros Juegos Olímpicos, Paavo Nurmi ganó tres medallas de oro y una de plata, las primeras de las doce medallas olímpicas (nueve de ellas de oro) que ganó a lo largo de su carrera. Para establecer la clasificación de la prueba de 3000 metros por equipos se tenían en cuenta los tres primeros atletas de cada país; los estadounidenses se proclamaron campeones, por delante de británicos y suecos.
Tras ganar cuatro medallas en los Juegos de 1912 en distancias más cortas, Hannes Kolehmainen compitió en el maratón olímpico de 1920; en una carrera que transcurrió bajo la lluvia, se puso al frente después de 27 kilómetros y terminó en primer lugar por un estrecho margen de 12,8 s sobre el estonio Jüri Lossmann, mientras que el italiano Valerio Arri se hizo con el bronce. Kolehmainen fue el primer atleta de pista en ganar el oro en maratón, la quinta y última medalla olímpica de su carrera.

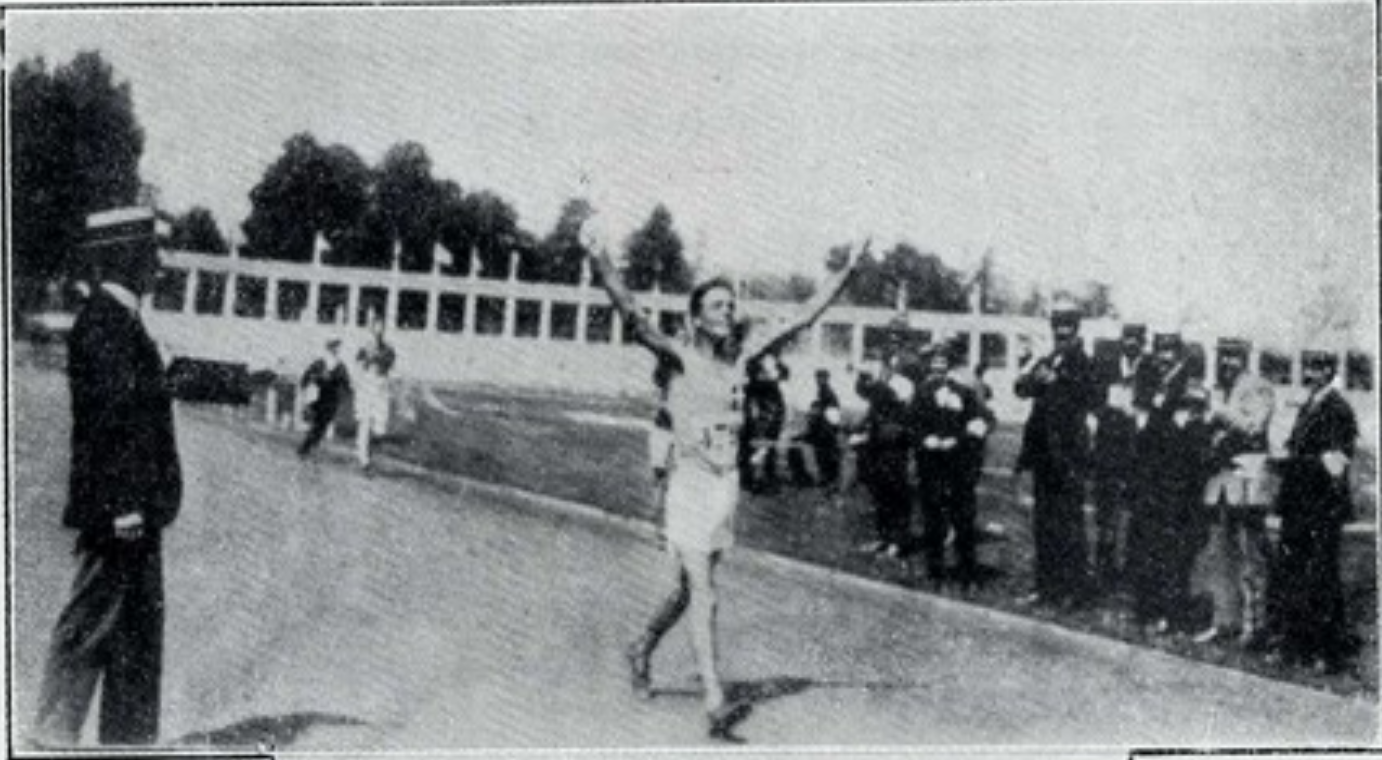
Ugo Frigerio ganó las dos pruebas de marcha.

El italiano Ugo Frigerio, favorito en las competiciones de marcha, ganó con facilidad la prueba de 10 kilómetros, durante la cual pidió ánimos a los espectadores del estadio. Primer campeón olímpico italiano de atletismo, superó en casi dos minutos al estadounidense Joseph Pearman y al británico Charles Gunn. Antes de la carrera de los 3000 metros, Frigerio ofreció partituras al director de la orquesta que se encontraba en el estadio para que interpretara marchas militares italianas durante la carrera. Lideró la prueba de principio a fin e incluso se permitió parar para reprochar a la orquesta que no tocara al ritmo adecuado. Terminó unos cinco segundos por delante del australiano George Parker y ocho del estadounidense Richard Remer y celebró su victoria ejecutando una serie de volteretas.
Los atletas de Estados Unidos y del norte de Europa ganaron todas las medallas en las pruebas de salto. En el salto de altura, el estadounidense Richmond Landon fue el único atleta que superó el listón en 1,935 m o 1,936 m, lo que supuso el récord olímpico y le valió la medalla de oro; otros dos atletas alcanzaron los 1,90 m, su compatriota Harold Muller, que superó el listón en el primer intento, ganó la plata y el sueco Bo Ekelund, que lo hizo en el segundo, el bronce. Bajo la lluvia y el viento, el estadounidense Frank Foss ganó la prueba de salto con pértiga por un amplio margen, estableciendo un nuevo récord mundial con 4,09 m; superó al danés Henry Petersen por 39 cm, el mayor margen de la historia olímpica en esta prueba, y al estadounidense Edwin Myers por 49 cm. El estadounidense Sol Butler, que había ganado los Juegos Inter-Aliados con un salto de 7,55 m, se lesionó en la ronda de clasificación de salto de longitud. El sueco William Petersson ganó la medalla de oro con un salto de 7,150 m; el estadounidense Carl Johnson y el sueco Erik Abrahamsson completaron el podio con 7,095 y 7,080 m respectivamente. El finlandés Vilho Tuulos ganó el triple salto con un resultado de 14,505 m conseguidos en el primer intento de las calificaciones; los suecos Folke Jansson y Erik Almlöf ganaron la plata y el bronce.

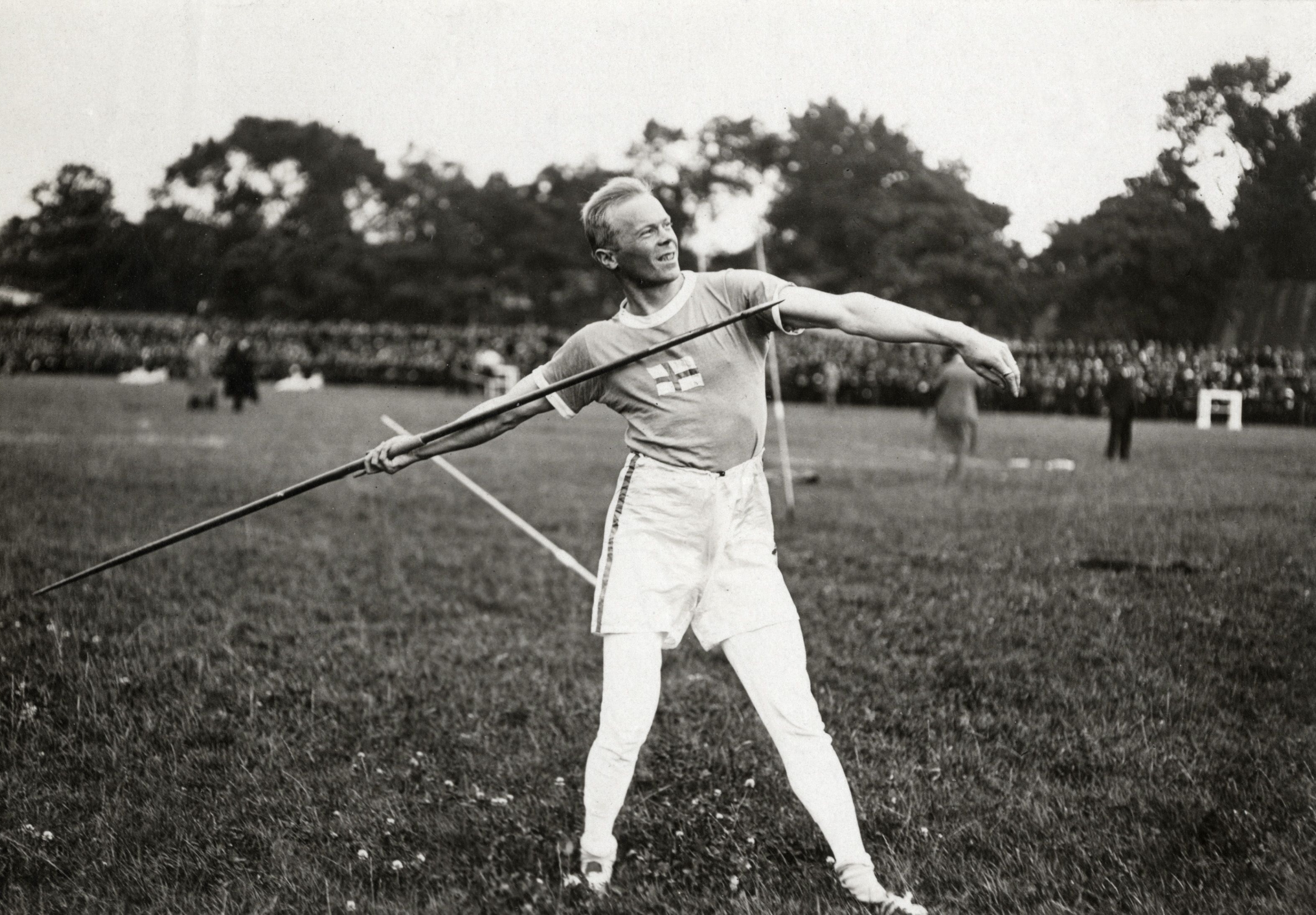
Jonni Myyrä se proclamó campeón olímpico de jabalina por delante de tres compatriotas.

Los atletas de Finlandia y Estados Unidos se repartieron las medallas de oro en las pruebas de lanzamiento. El finlandés Ville Pörhölä se impuso a su compatriota Elmer Niklander y al estadounidense Harry Liversedge en el lanzamiento de peso, mientras que Patrick McDonald, poseedor del récord olímpico desde 1912, terminó cuarto. McDonald consiguió la victoria en la prueba de lanzamiento de peso de 56 libras a la edad de 42 años y 26 días, lo que le convirtió en el campeón olímpico de atletismo de mayor edad de la historia, récord que se mantiene tras diputarse los Juegos de Tokio 2020; quedó por delante de su compatriota Patrick Ryan y del sueco Carl Johan Lind. Patrick Ryan estaba en posesión del récord mundial de lanzamiento de martillo, prueba que ganó con facilidad después de que su rival Matthew McGrath se retirara por una lesión de rodilla en la segunda ronda; los medallistas de plata y bronce fueron Carl Johan Lind y el estadounidense Basil Bennett. Elmer Niklander, que ya había ganado la plata en el lanzamiento de peso, ganó el lanzamiento de disco por delante de su compatriota y plusmarquista mundial Armas Taipale y del estadounidense Gus Pope. Los finlandeses ocuparon los cuatro primeros puestos en el lanzamiento de jabalina. El plusmarquista mundial Jonni Myyrä recibió un golpe en el hombro de una jabalina de un competidor estadounidense durante el calentamiento, pero esto no le impidió ganar la prueba por delante de Urho Peltonen y Pekka Johansson.
Los resultados del pentatlón se establecieron sumando las clasificaciones obtenidas por los atletas en las cinco pruebas (salto de longitud, jabalina, 200 metros, disco y 1500 metros). El finlandés Eero Lehtonen ganó la medalla de oro con 14 puntos. Las puntuaciones de sus rivales fueron muy ajustadas: el estadounidense Everett Bradley fue segundo con 24 puntos y dos atletas empataron con 26; para otorgar la medalla de bronce se utilizó el baremo del decatlón para calcular la puntuación y el finlandés Hugo Lahtinen quedó por delante del estadounidense Robert LeGendre. El decatlón resultó muy disputado: el noruego Helge Løvland superó al estadounidense Brutus Hamilton en la última prueba, los 1500 metros; el sueco Bertil Ohlson terminó tercero.

#### Boxeo

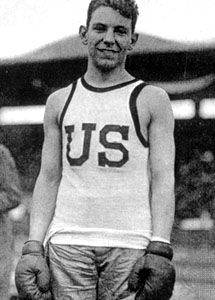
Eddie Eagan se convirtió en el único campeón olímpico en dos deportes diferentes en los Juegos de Verano y de Invierno.

Los combates de boxeo, que volvían a los Juegos Olímpicos tras su ausencia en 1912, reunieron a 116 participantes que compitieron del 21 al 24 de agosto en el salón de actos de la Real Sociedad Zoológica. Era un deporte muy popular en Amberes, aunque el boxeo amateur de los Juegos Olímpicos estaba a la sombra del boxeo profesional. Los participantes se encuadraron en ocho categorías de peso y los combates se disputaron en tres asaltos (dos de tres minutos y uno de cuatro), con asaltos adicionales de dos minutos si fuera necesario en caso de empate. Los combates se dirimían por dos jueces y un árbitro. Ocho de las doce delegaciones participantes ganan al menos una medalla.
El estadounidense Frankie Genaro, nacido Frank DiGennara, se impuso en la final del peso mosca al danés Anders Petersen tras una decisión unánime de los jueces; el británico William Cuthbertson ganó la medalla de bronce. Tras los Juegos, Genaro se hizo profesional y dominó la categoría de peso mosca durante varios años. En el peso gallo, el sudafricano Clarence Walker ganó sus cuatro combates por decisión de los jueces y se hizo con el oro por delante del canadiense Chris Graham y del británico George McKenzie. Tras un reñido combate en la primera ronda de la categoría de peso pluma y luego dos victorias por nocaut, el francés Paul Fritsch ganó la final por decisión de los jueces contra su compatriota Jean Gachet; el italiano Edoardo Garzena ganó la medalla de bronce en esta categoría. En peso ligero el británico Frederick Grace acudió a los Juegos con 36 años para defender su título obtenido en Londres 1908, pero perdió por escaso margen en cuartos de final ante el estadounidense Samuel Mosberg. Mosberg ganó su semifinal en tan solo 15 s contra el sudafricano Richard Beland y luego la final contra el danés Gotfred Johansen; el canadiense Clarence Newton se impuso el combate por el tercer puesto contra Beland.
En la categoría de peso wélter el canadiense de origen estadounidense Bert Schneider se impuso en la ronda adicional de la final al británico Alex Ireland; el estadounidense Frederick Colberg ganó la medalla de bronce. El británico Harry Mallin ganó el título de peso medio tras vencer a dos estadounidenses y dos canadienses; en los Juegos de 1924 se convirtió en el primer boxeador en defender con éxito su título olímpico. Los canadienses Georges Prud'homme y Moe Herscovitch ganaron las medallas de plata y bronce. El estadounidense Eddie Eagan viajó a Amberes para disputar el torneo de peso semipesado durante sus vacaciones universitarias; eliminó al sudafricano Thomas Holdstock y luego al británico Harold Franks (medalla de bronce) y ganó la final de forma ajustada contra el noruego Sverre Sørsdal.
Tras finalizar sus estudios de Derecho, Eagan se unió a tres antiguos medallistas olímpicos de bobsleigh y compitió en los Juegos Olímpicos de Invierno de 1932; su equipo ganó la medalla de oro en la categoría cuatro hombres, convirtiéndose así en el primer deportista en ser campeón olímpico en dos deportes diferentes tanto en los Juegos de Verano como en los de Invierno, logro que se mantiene en 2020. En la categoría de peso pesado el británico Ronald Rawson ganó la ronda de cuartos de final y la semifinal por KO técnico y se impuso en la final por KO en el segundo asalto al danés Søren Petersen; el francés Xavier Eluère fue bronce.

#### Ciclismo
Se disputaron dos disciplinas de ciclismo: en pista y en ruta. Las cuatro pruebas de ciclismo en pista se celebran en el velódromo de Amberes Zuremborg; el recinto cuenta con una pista de 400 m y capacidad para 14 000 espectadores, aunque cada día solo acudieron unos 500. Las dos pruebas de carretera se disputaron en la zona de Amberes ante un gran número de espectadores. En las seis pruebas, disputadas entre el 9 y el 13 de agosto, participaron un total de 103 ciclistas de 14 países. Tras la ausencia del ciclismo de carretera en las olimpiadas de 1900, 1904 y 1908 y del de pista en 1912, ambas disciplinas volvieron a estar presentes en estos Juegos. En aquella época el ciclismo era muy popular en Bélgica en categoría profesional; el ciclismo amateur que se disputaba en los Juegos Olímpicos era de menor nivel.

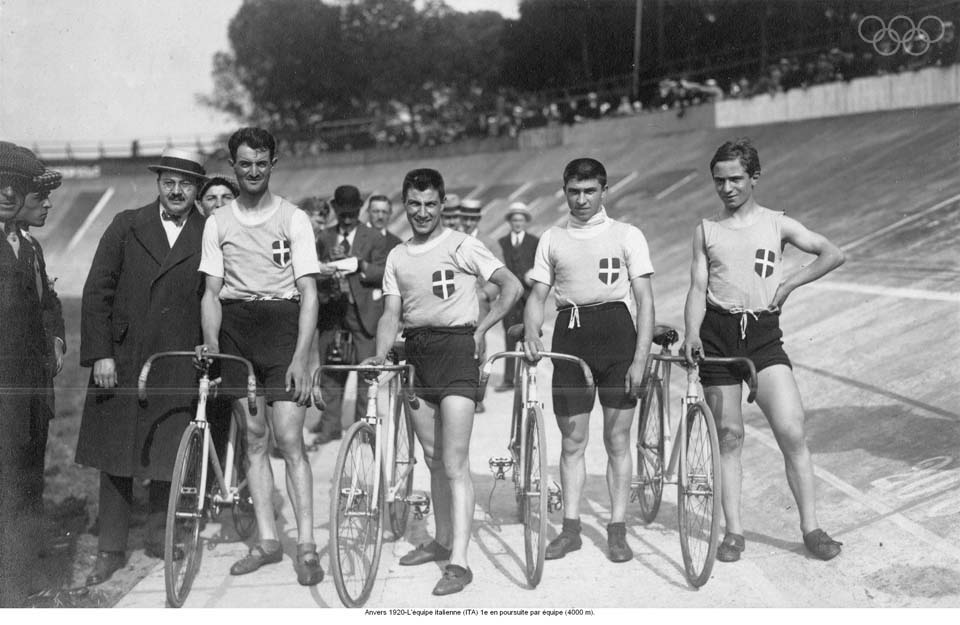
Los italianos ganaron la persecución por equipos.

La prueba de velocidad individual se disputó sobre una distancia de 1000 metros. En la final, el neerlandés Maurice Peeters se impuso por delante de dos británicos, Thomas Johnson y Harry Ryan; los británicos acusaron a Peeters de haberse desviado de su trayectoria para impedir el paso de Johnson en la última curva, pero se desestimó la reclamación. La final de la carrera en tándem enfrentó a los británicos Thomas Lance y Harry Ryan con los sudafricanos William Smith y James Walker sobre una distancia de 2000 metros; los británicos adelantaron a los sudafricanos al comienzo de la última vuelta y ganaron la carrera por un cuerpo de ventaja. La medalla de bronce fue para Frans de Vreng y Piet Ikelaar, de Países Bajos. La final de la persecución por equipos, una carrera de 4000 metros, la disputaron Reino Unido e Italia. Para determinar el ganador se tomaba en cuenta el resultado del tercer clasificado de cada equipo. Después de cuatro vueltas, el británico Albert White, cuarto miembro del equipo, se descolgó de sus compañeros y fue alcanzado por los italianos; se desplazó hacia el exterior para dejarles pasar, pero los italianos ya estaban en el exterior de la pista para adelantarle y pensaron que les habían obstaculizado deliberadamente. Los italianos reclamaron; los jueces italianos y británicos se retiraron y el tercer juez, un francés, falló a favor de Italia, que se hizo con la medalla de oro por delante de Reino Unido. El equipo sudafricano ganó el bronce. La última prueba en pista fue la de 50 km, en la que participaron 31 ciclistas, de los cuales 14 terminaron la carrera. En la recta final, el corredor británico Thomas Harvey, que lideraba el esprint a 200 m de meta, se cayó porque, al parecer, su rueda trasera chocó con la delantera del corredor belga Henry George, que consiguió mantenerse en pie y terminó en primer lugar; el británico Cyril Alden chocó con la bicicleta de Harvey que estaba en el suelo, pero cayó traspasando la línea de meta justo detrás de él. Piet Ikelaar obtuvo el tercer puesto.

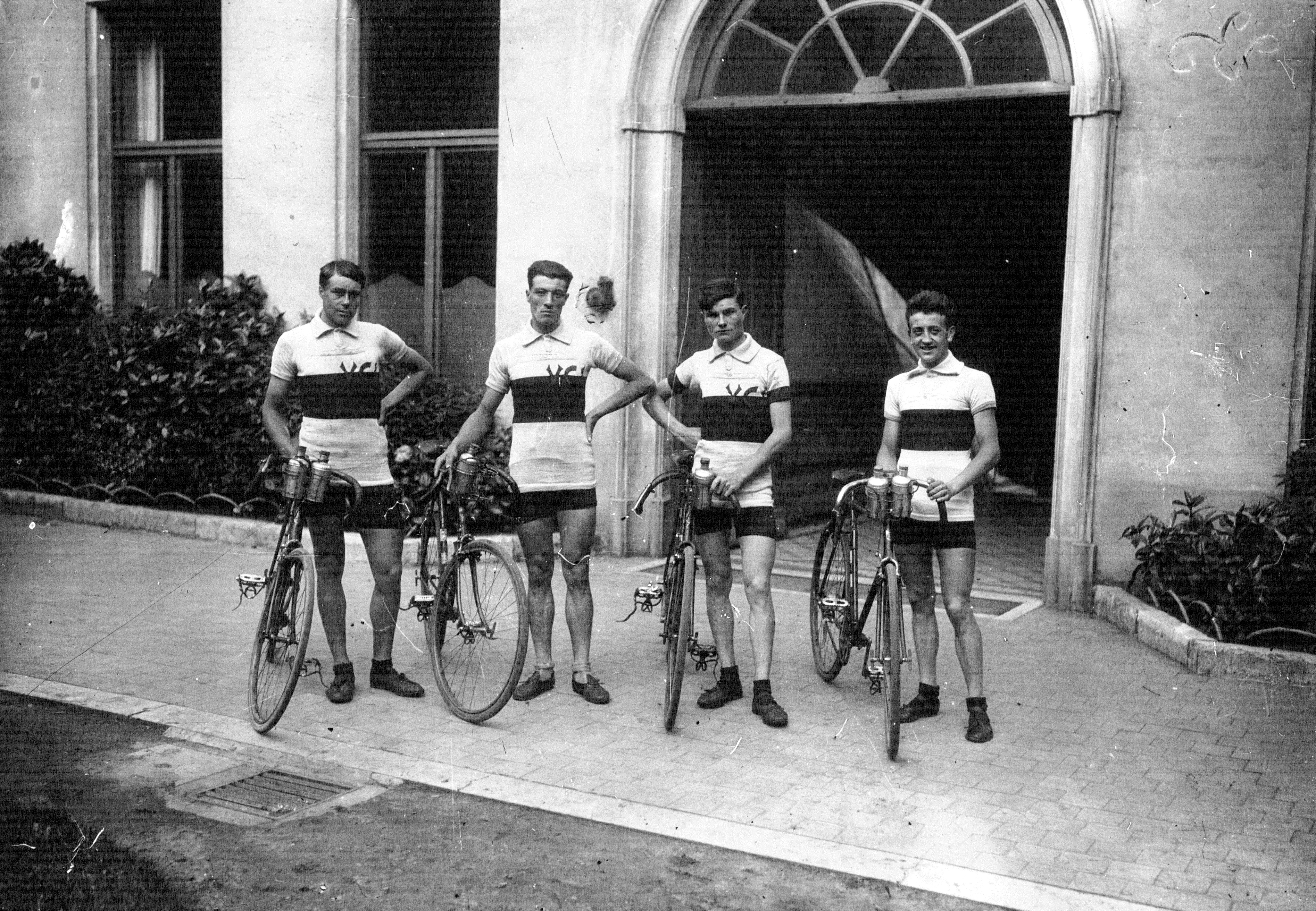
El equipo francés consiguió la victoria en la prueba de ruta por equipos.

La competición de ciclismo en ruta consistió en una contrarreloj de 175 km. Los ciclistas partieron del barrio de Merksem en el centro de Amberes a intervalos de cuatro minutos, continuaron hacia el este a través del municipio de Turnhout y llegaron a Mol después de 96 km; el recorrido volvió a girar hacia el suroeste y, tras 135 km, llegaron a Heist-op-den-Berg y a la ciudad de Lieja. La meta estaba situada a tres kilómetros del velódromo de Amberes. El recorrido pasaba por seis pasos a nivel, pero si un corredor tenía que detenerse a causa de un tren, su tiempo de espera se deducía del tiempo total. En un principio el sudafricano Henry Kaltenbrun fue declarado vencedor dado que su tiempo era el mejor, sin embargo, los suecos solicitaron a los jueces que se restaran los 4 min 1 s que Harry Stenqvist había tenido que esperar en un paso a nivel, lo que le permitió ascender del tercer al primer puesto, con lo que Stenqvist fue medalla de oro, Kaltenbrun de plata y el francés Fernand Canteloube, anunciado inicialmente como segundo, recibió la medalla de bronce. La clasificación por equipos se estableció sumando los tiempos de los cuatro ciclistas de cada país: Francia fue primera, por delante de Suecia y Bélgica.

#### Ecuestre

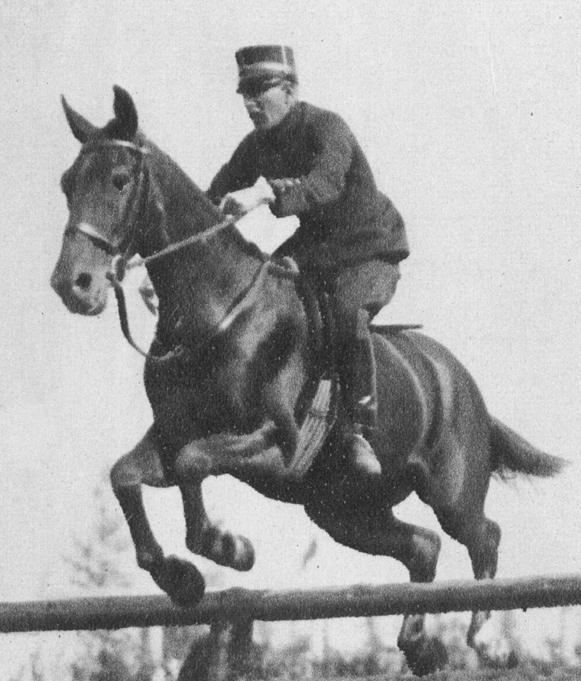
Carl Gustaf Lewenhaupt fue bronce en la prueba de salto individual.

Las pruebas ecuestres se celebran del 6 al 12 de septiembre en el Estadio Olímpico y sus alrededores en el caso de la doma y el salto, en la región de Amberes las pruebas de campo a través y en el Club de Campo del campamento militar de Hoogboom, donde también se celebra el tiro al plato, se disputaron las carreras de obstáculos. Participaron ochenta y nueve jinetes de ocho países. Los suecos ganaron cuatro de los siete títulos olímpicos en juego.
El concurso completo se desarrolló en tres jornadas: el primer día era un recorrido de 50 km, de los cuales 5 km eran de campo a través con 20; el segundo día era un recorrido de 20 km campo a través, que debía cubrirse en una hora, seguido de una carrera de obstáculos de 4000 m; el tercer día, un circuito de salto de obstáculos. Los tres primeros puestos individuales fueron para dos suecos y un italiano: Helmer Mörner con su caballo Germania, Åge Lundström con Yrsa y Ettore Caffaratti montando a Caniche. La clasificación por equipos se estableció sumando las puntuaciones de los tres mejores miembros de cada delegación; Suecia obtuvo el oro por delante de Italia y Bélgica.
El coronel Gustaf Adolf Boltenstern terminó tercero en la competición de doma, pero fue descalificado por entrenar en el estadio antes del inicio de la competición, lo que no impidió que los suecos ocuparan los cuatro primeros puestos de la clasificación; los medallistas fueron Janne Lundblad con Uno, Bertil Sandström con Sabel y Hans von Rosen con Running Sister.
En la competición de salto de obstáculos individual, el italiano Tommaso Lequio di Assaba y su caballo Trebecco terminaron en primer lugar con dos puntos de penalización; quedaron por delante del italiano Alessandro Valerio con Cento (tres puntos) y del sueco Carl Gustaf Lewenhaupt con Mon Cœur (cuatro). A continuación, con diferentes jinetes, se celebró la competición por equipos, donde se tenían en cuenta las puntuaciones de los tres mejores miembros de cada equipo; Suecia se proclamó campeona con 14 puntos, por delante de Bélgica (16,25) e Italia (18,75 puntos).
La modalidad de volteo fue la única vez que formó parte del programa de unos Juegos Olímpicos. Generalmente reservada a los oficiales, consistía en una sucesión de figuras o acrobacias sobre el caballo con y sin silla de montar. Los participantes eran todos suecos, belgas o franceses. Los mejores jinetes individuales fueron el soldado belga Daniel Bouckaert, el francés Field y el belga Louis Finet, que obtuvieron 30,5, 29,5 y 29 puntos respectivamente de los 34 posibles. La clasificación por equipos se estableció sumando las puntuaciones de los tres mejores jinetes de cada país; Bélgica, con 87,5 puntos, ocupó el primer puesto, por delante de Francia (81,083) y Suecia (59,416 puntos).

#### Esgrima

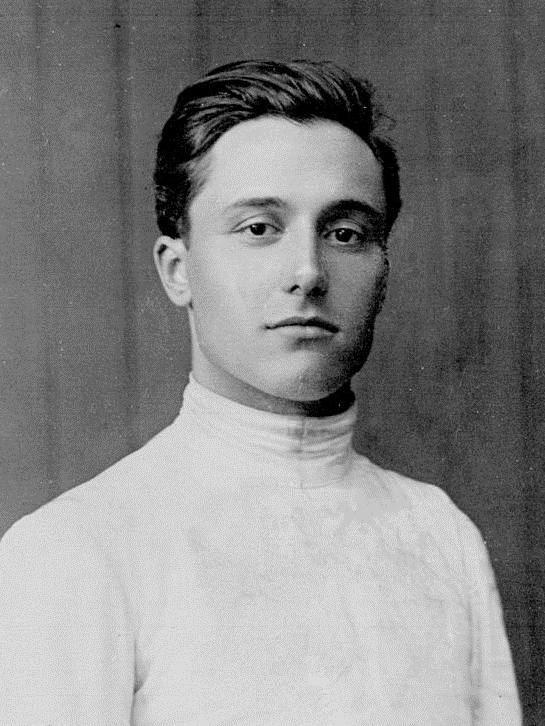
Nedo Nadi ganó cinco medallas de oro en estos Juegos (fotografía de 1912).

Se había previsto que las competiciones de esgrima tuvieran lugar al aire libre en seis pistas de cemento junto al estadio olímpico, pero la mayoría se tuvieron que trasladar a unas pistas de suelo de linóleo de la sala Floralies del parque de Middelheim debido al mal tiempo. Las seis modalidades (espada, florete y sable, individual y por equipos) se celebraron del 15 al 26 de agosto y participaron 149 atletas de 13 países. El italiano Nedo Nadi ganó las cinco pruebas en las que compitió, incluidas las tres por equipos junto a su hermano Aldo. Nedo Nadi, que se vio favorecido por la ausencia de los esgrimistas húngaros y de los problemas físicos de su rival francés Lucien Gaudin, tras la disputa de los Juegos de Tokio 2020 sigue el único esgrimista de la historia con cinco títulos olímpicos en una edición de los Juegos; también ganador de la prueba de florete individual en los Juegos de 1912, Nedo Nadi recibió dos condecoraciones y llegó a ser capitán del ejército italiano durante la guerra.
En la ronda final de florete, el francés Roger Ducret ganó su combate contra Nadi y tan solo debía vencer al italiano Pietro Speciale, que había perdido sus diez combates anteriores de la ronda final, para convertirse en campeón olímpico, sin embargo, perdió este último combate y Nedo Nadi se hizo con el oro con diez victorias en once combates, por delante de los franceses Philippe Cattiau y Roger Ducret (medalla de bronce), ambos con nueve victorias, pero clasificados en ese orden por el número de tocados recibidos. El equipo italiano, liderado por los hermanos Nadi, ganó el torneo por equipos tras vencer en sus ocho combates; Francia fue plata y Estados Unidos bronce.
Los franceses ocuparon los tres primeros puestos en el torneo de espada individual; Armand Massard fue oro con nueve victorias en la ronda final, por delante de Alexandre Lippmann, con siete victorias y Gustave Buchard, con seis. Posteriormente Massard fue presidente del Comité Olímpico Francés y vicepresidente del Comité Olímpico Internacional. En la prueba por equipos Italia quedó segunda en su grupo de clasificación, empatada con Portugal, pero luego ganó la ronda final por delante de Bélgica y Francia. Victor Boin, que había sido medallista olímpico en waterpolo en 1908 y 1912, fue medallista en esgrima en estos Juegos con el equipo belga.
La prueba de sable individual siempre la ganaron los húngaros desde 1908 hasta 1964, excepto en estos Juegos, a los que no fueron invitados por los motivos ya indicados. Nedo Nadi ganó los once combates de la ronda final y se convirtió en campeón olímpico por delante de su hermano Aldo, con nueve victorias y del neerlandés Adrianus de Jong, con seis. Los italianos también se impusieron en la prueba por equipos tras ganar sus siete combates de la ronda final; Francia fue plata con seis victorias y Países Bajos bronce con cinco.

#### Fútbol

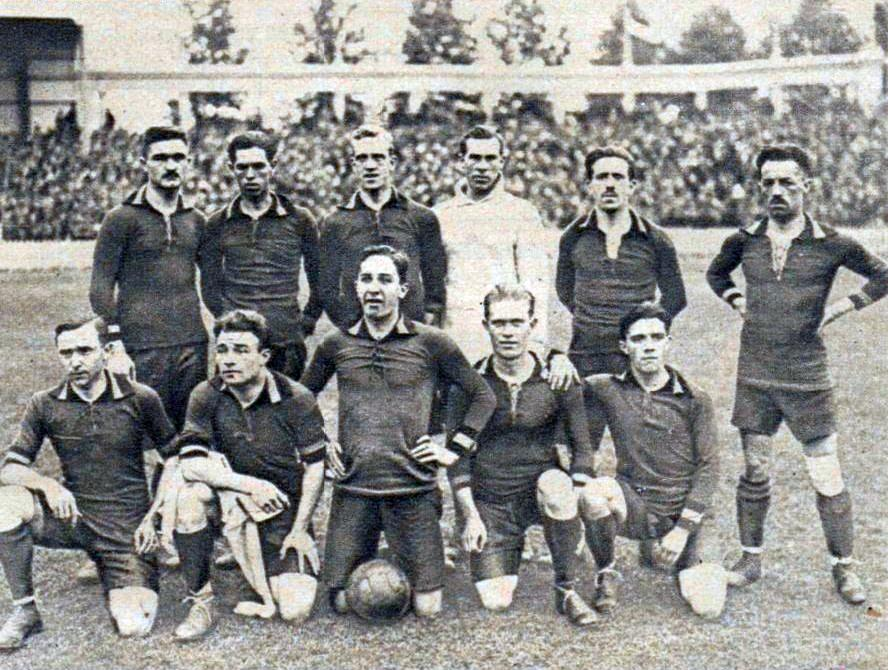
El equipo belga se proclamó campeón olímpico ante su público.

El torneo de fútbol lo disputaron 190 jugadores repartidos en 14 equipos del 28 de agosto al 5 de septiembre. La mayoría de los partidos se jugaron en Amberes, en el estadio olímpico y en el estadio Broodstraat, pero algunos de los primeros encuentros se disputaron en el estadio Joseph Marien de Bruselas y en el Jules Otten de Gante. La composición del podio se determinó según el sistema Bergvall: los equipos eliminados por el ganador disputarían un torneo por la medalla de plata y los equipos derrotados por el primer o segundo clasificado jugarían por la medalla de bronce. Egipto fue el primer representante africano en una competición olímpica de fútbol. El equipo belga ganó la medalla de oro que, en 2020, sigue siendo el único gran título de su historia.
La participación del equipo checoslovaco en estos Juegos fue su primera competición reconocida por la FIFA. La primera ronda, de la que quedaron exentas Bélgica y Francia, estuvo marcada por las goleadas de Checoslovaquia a Yugoslavia (7-0) y de Suecia a Grecia (9-0), así como por la eliminación de la bicampeona olímpica Reino Unido a manos de Noruega (3-1). En los cuartos de final, Países Bajos venció a Suecia tras la prórroga (5-4), mientras que Checoslovaquia eliminó a Noruega por 4-0. Por su parte Francia le ganó a Italia 3-1 y Bélgica a España por el mismo resultado gracias a un triplete de Robert Coppée; en este partido, los belgas recibieron silbidos de su propia afición porque el equipo solo contaba con un jugador de Amberes. Checoslovaquia y Bélgica se clasificaron para la final al vencer a Francia (4-1) y Países Bajos (3-0) respectivamente.

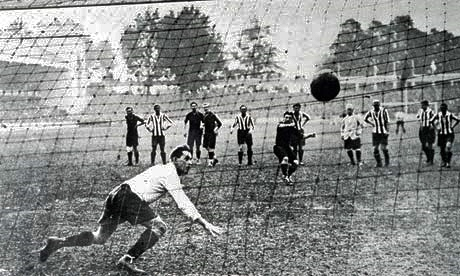
El jugador belga Robert Coppée abrió el marcador de penalti a los pocos minutos del inicio de la final.

La final se disputó en el Estadio Olímpico, que ya se encontraba lleno dos horas antes del comienzo del partido, incluso con espectadores sin entrada que accedieron por un túnel excavado bajo una valla y con soldados belgas desplegados en torno al campo para evitar una invasión del terreno de juego. Los checoslovacos no estaban satisfechos con la elección del árbitro británico John Lewis, ya que había sido agredido físicamente por aficionados checos durante un partido en Praga y consideraban que no podía ser objetivo. El belga Robert Coppée abrió el marcador desde el punto de penalti a los seis minutos de juego y Henri Larnoe marcó el 2-0 a los treinta minutos. En el minuto treinta y nueve el checoslovaco Karel Steiner fue expulsado por «golpear violentamente» a Robert Coppée y todo su equipo, ya disgustados por algunas de las decisiones arbitrales y considerando injusta la expulsión, abandonó el campo en señal de protesta al ser invadido por el público y pidieron la anulación del resultado. Finalmente Checoslovaquia fue descalificada y Bélgica se proclamó campeona olímpica. Karel Pešek, que también formaba parte del equipo nacional de hockey sobre hielo, es el primer y único atleta de la historia que compitió en los mismos Juegos Olímpicos en deportes de invierno y de verano.
Con la descalificación de Checoslovaquia, los finalistas del encuentro por la medalla de plata fueron el ganador del minitorneo disputado entre los cuatro equipos eliminados en cuartos de final y el ganador del partido entre los dos semifinalistas derrotados; este partido entre los semifinalistas estaba programado para después de la final por la medalla de oro y varios jugadores franceses ya habían abandonado la ciudad, por lo que Francia no se presentó y Países Bajos se enfrentó a España en el partido por el segundo puesto. Los españoles ganaron la plata al vencer por 3-0 y los Países Bajos se llevaron el bronce.

#### Gimnasia artística

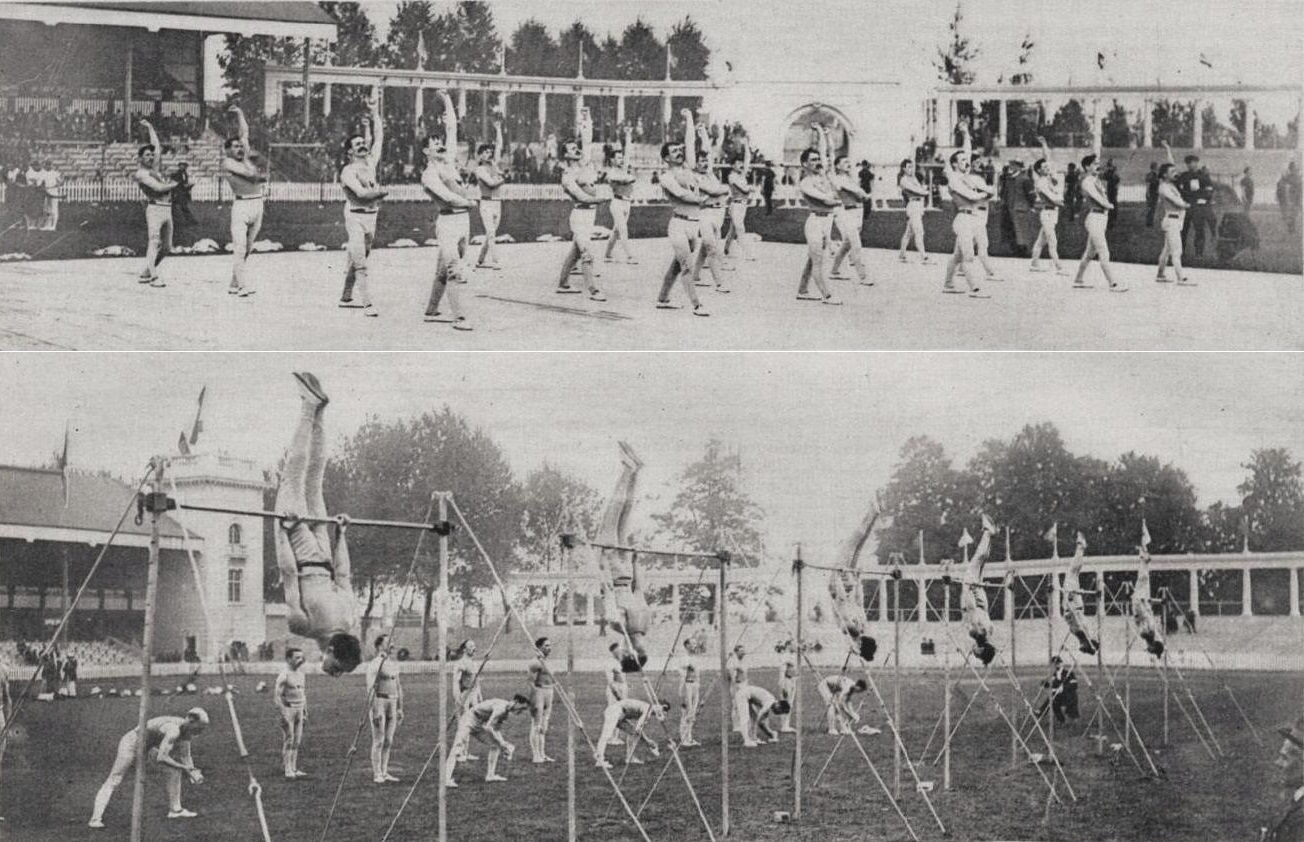
El equipo francés, fotografiado en las pruebas de suelo y barra fija, fue bronce en el concurso general.

Las competiciones de gimnasia se disputaron en su modalidad de gimnasia artística y tuvieron lugar del 23 al 27 de agosto en el Estadio Olímpico, con la participación de 250 gimnastas de once países. Consistieron en un concurso general individual y tres por equipos, uno de acuerdo con el sistema de las federaciones europeas de gimnasia, otro siguiendo el conocido como sistema sueco y uno de ejercicios libres. Las tres pruebas por equipos contaron con la participación de pocos países, pero con muchos gimnastas por equipo.
En el concurso general individual participaron por primera vez gimnastas de tres continentes. Se componía de cinco aparatos: suelo, barra fija, barras paralelas, anillas y caballo con arcos; el italiano Giorgio Zampori ganó la medalla de oro por delante de los franceses Marco Torrès, campeón del mundo en 1909 y 1913 y Jean Gounot. En el concurso general por equipos participaron cinco países con equipos de dieciséis a veinticuatro gimnastas. Con la ausencia de Suiza y Alemania, que habrían sido las favoritas, Italia ganó la competición con cierta facilidad por delante de Bélgica y Francia.
En la competición por equipos con el sistema sueco participaron tres países. La prueba consistió en once ejercicios de calistenia de dificultad variable. Suecia se proclamó campeona por delante de Dinamarca y Bélgica fue la medalla de bronce. La prueba por equipos con ejercicios libres la disputaron veinticuatro daneses y veintiséis noruegos; de acuerdo con la media de las puntuaciones otorgadas por los jueces daneses y noruegos, Dinamarca ganó el oro.

#### Halterofilia

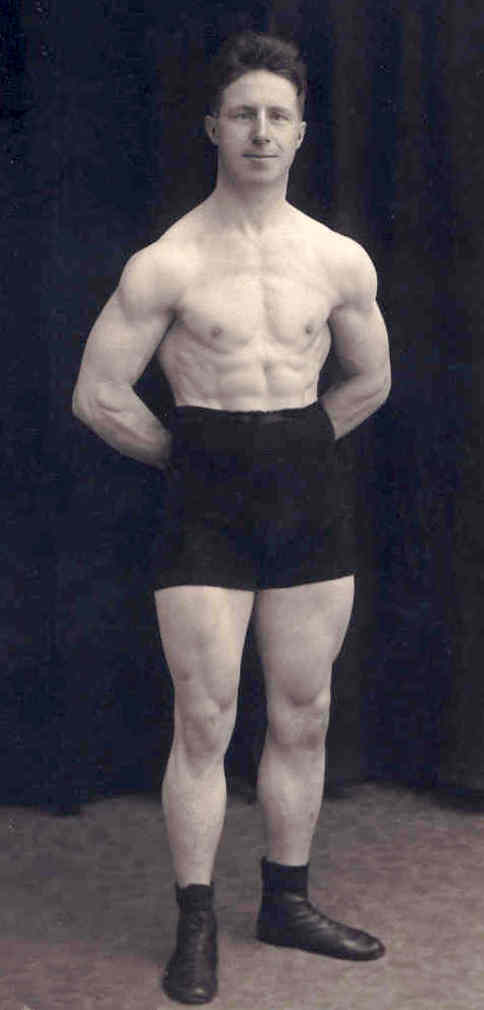
Frans De Haes fue el campeón olímpico en la categoría de peso pluma.

Las competiciones de halterofilia se celebraron en el Estadio Olímpico poco después de las pruebas de atletismo, entre los días 29 y 31 de agosto. Participaron cincuenta y tres atletas de catorce países, entre los que no se encontraban los por entonces considerados mejores del mundo, al ser alemanes o austriacos. Se establecieron cinco categorías de peso y en cada una los competidores tuvieron que realizar tres movimientos: arrancada con una mano, dos tiempos con la otra mano y dos tiempos con dos manos.
En la categoría de peso pluma (≤60 kg) el campeón fue el belga Frans De Haes. De Haes había regresado a Amberes al finalizar la guerra tras haber huido con su familia a los neutrales Países Bajos en 1914, donde se inició en la halterofilia a los 17 años; el Frontpartij de Amberes, partido del que era miembro, organizó una gran fiesta en la que estuvieron presentes muchas de las asociaciones deportivas de la ciudad. Para hacerse con la plata, el estonio Alfred Schmidt tuvo que vencer en una ronda de desempate al suizo Eugène Ryter. El estonio Alfred Neuland ganó la prueba de peso ligero (≤67,5 kg) por delante de los belgas Louis Williquet y Florimond Rooms y se convirtió en el primer campeón olímpico de su país; posteriormente Neuland fue campeón del mundo en 1922 en la categoría de peso medio y ganó la medalla de plata en el mismo peso en los Juegos de 1924.
El oro en la categoría de peso medio (≤75 kg) fue para el francés Henri Gance. El italiano Pietro Bianchi y el sueco Albert Pettersson empataron con un total de 235 kg por lo que disputaron un desempate por el segundo puesto con un levantamiento a dos manos, pero ambos consiguieron levantar 107,5 kg, por lo que el resultado se resolvió mediante un sorteo y Bianchi recibió la medalla de plata. En peso semipesado (≤82,5 kg), el francés Ernest Cadine ganó la medalla de oro por delante del suizo Fritz Hünenberger y del sueco Erik Pettersson; Hünenberger consiguió el mismo resultado en los Juegos de 1924. La categoría de peso pesado (>82,5 kg) solo contaba con seis participantes; el italiano Filippo Bottino se proclamó campeón olímpico por delante del luxemburgués Joseph Alzin y del francés Louis Bernot.

#### Hockey sobre césped

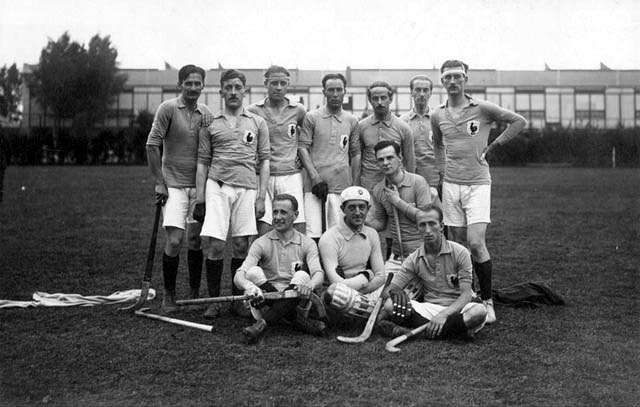
El equipo francés terminó cuarto y último en la competición.

El torneo de hockey sobre hierba se disputó del 1 al 5 de septiembre en el Estadio Olímpico. Cada uno de los cuatro equipos participantes se enfrentó a los otros tres. Los británicos estaban liderados por Stanley Shoveller, que ya había sido campeón olímpico en Londres y fue el único jugador que participó en 1908 (en 1912 el hockey no se incluyó en el programa) y en estos Juegos. Vencieron a Dinamarca (5-1) y a Bélgica por un amplio margen (12-1) y ganaron por abandono a Francia (que se retiró debido a la enfermedad de varios miembros del equipo), consiguiendo así la medalla de oro. Tanto Dinamarca como Bélgica vencieron a Francia y Dinamarca se impuso en el enfrentamiento entre ambos por un resultado de 5-2; los daneses fueron por tanto plata y los belgas de bronce.
Entre los jugadores del equipo belga se encontraba el amberino Fernand de Montigny, que ya había ganado una medalla de bronce en esgrima en Londres, consiguiendo así una medalla en una segunda disciplina; junto con Louis Somers, diseñó los planos del estadio olímpico donde se celebró el torneo. El entrenador del equipo olímpico belga de fútbol, el barón Raoul Daufresne de La Chevalerie, también fue miembro del equipo de hockey ganador de la medalla de bronce.

#### Hockey sobre hielo

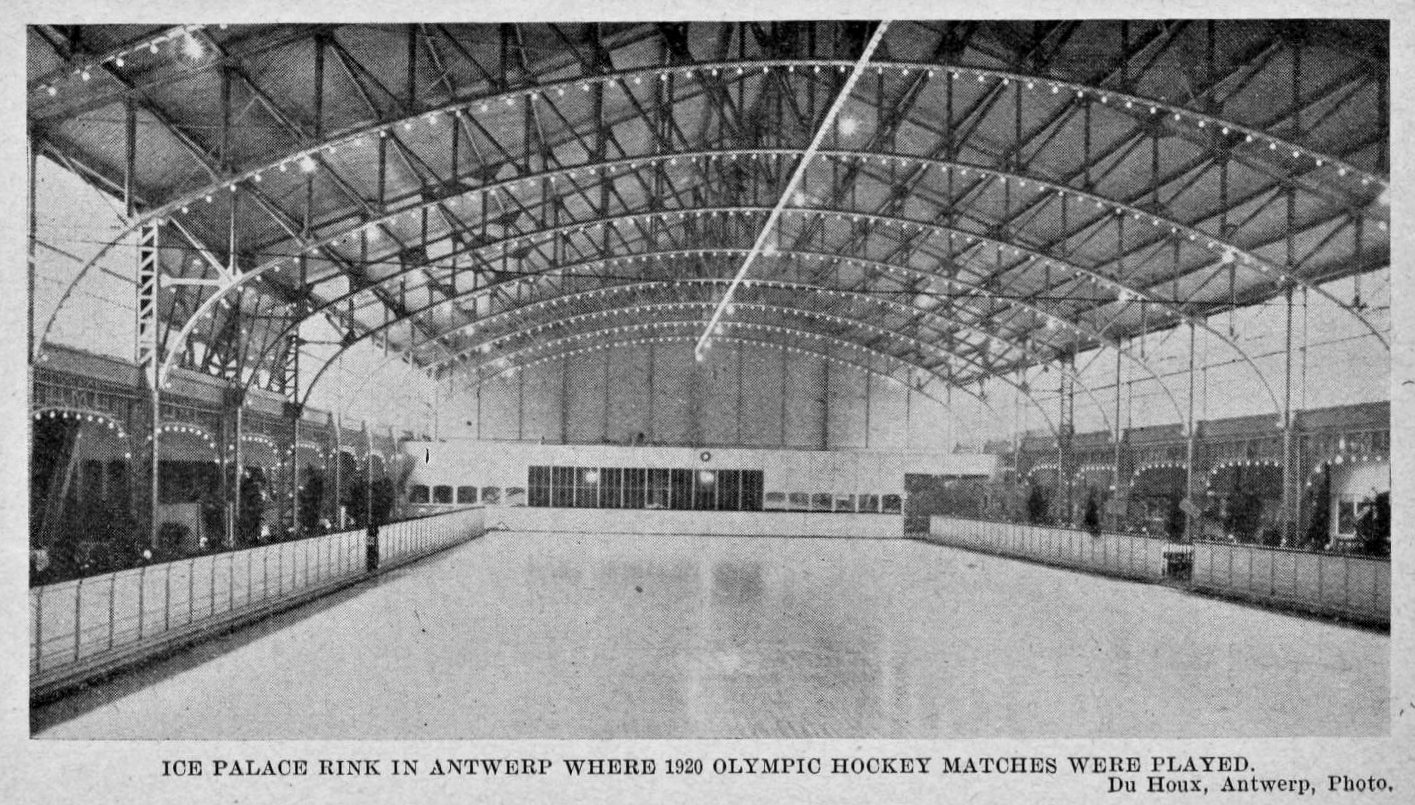
Los partidos de hockey se disputaron en el Palacio de Hielo de Amberes.

El primer torneo olímpico de hockey sobre hielo de la historia se celebró en el Palacio de Hielo de Amberes del 23 al 29 de abril; este deporte se incluyó en la «Semana Internacional de Deportes de Invierno» celebrada en Chamonix en 1924 y posteriormente reconocida como los primeros Juegos Olímpicos de Invierno. Siete equipos y 61 jugadores participaron en el torneo, que al igual que el fútbol se disputó según el sistema Bergvall: tras la final, los tres equipos derrotados por el ganador jugaron un torneo por la medalla de plata y los equipos que perdieron ante el medallista de oro o de plata jugaron por la medalla de bronce. Los partidos se disputaron con siete jugadores por cada equipo en dos periodos de 20 minutos. Los Winnipeg Falcons representaban a Canadá tras ganar el campeonato nacional amateur, la Allan Cup. Con jugadores de origen mayoritariamente islandés, los Falcons consiguieron el primer puesto para Canadá tras derrotar a la mayoría de sus oponentes con resultados abultados. Este fue el primero de los seis títulos que ganó Canadá en los primeros siete torneos olímpicos.

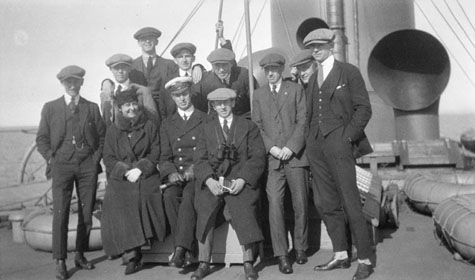
Los Winnipeg Falcons se proclamaron campeones del primer torneo olímpico de hockey sobre hielo.

En los cuartos de final Bélgica se enfrentó al equipo sueco, formado principalmente por jugadores de bandy que nunca habían jugado al hockey antes de esta olimpiada; pese a ello, Suecia se impuso a los anfitriones por 8-0 con un juego extremadamente físico, incluso duro. Estados Unidos y Canadá eliminaron fácilmente a sus primeros rivales, Suiza (29-0) y Checoslovaquia (15-0), respectivamente. Francia que, al ser un número impar de participantes había quedado exenta tras realizarse un sorteo, debutó en el torneo en las semifinales y perdió ante Suecia por un marcador de 4-0. La semifinal contra Estados Unidos fue el único partido reñido de Canadá; el marcador seguía mostrando un empate en el descanso, pero los Falcons acabaron ganando por 2-0. Los canadienses se impusieron en la final a Suecia por 12-1 y se hicieron con la medalla de oro; el capitán canadiense Frank Fredrickson marcó ocho goles durante la final.
Los tres equipos derrotados por Canadá se disputaron el segundo puesto; Estados Unidos venció a Suecia (7-0) y a Checoslovaquia (16-0) para llevarse la medalla de plata. Por último, los equipos que perdieron ante Canadá o Estados Unidos compitieron por la medalla de bronce. Suecia venció a Suiza por 4-0, pero perdió ante Checoslovaquia por 1-0; los checoslovacos, que no habían marcado ningún gol antes de este partido, obtuvieron la medalla de bronce.

#### Lucha

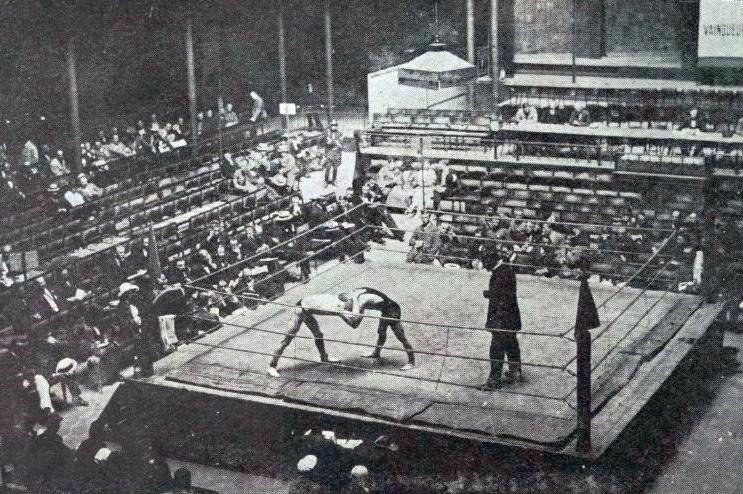
Combate de lucha en el salón de actos de la Real Sociedad Zoológica de Amberes.

Los combates de lucha se disputaron en el salón de actos de la Real Sociedad Zoológica de Amberes del 16 al 27 de agosto. La lucha profesional gozaba de gran popularidad en el país, pero no en el caso de la lucha amateur que se disputaba en los Juegos Olímpicos. En las diez competiciones (dos modalidades con cinco categorías de peso en cada una) participaron un total de 155 luchadores de 19 países. Se trataba de la segunda vez, tras los Juegos de 1908, que ambas modalidades de lucha se incluyeron en el programa de una misma olimpiada. Ante la ausencia de alemanes, austriacos y húngaros, los luchadores del norte de Europa dominaron las competiciones; los finlandeses ganaron cinco de los diez títulos olímpicos en juego.
Los primeros combates de lucha grecorromana se disputaron a dos períodos de 10 minutos en los que era necesario ganar por pegada (cuando un luchador mantiene los hombros de su oponente contra la lona); si no se conseguía una derrota por pegada se disputaban otros 20 minutos (en ocasiones se añadieron períodos adicionales de 10 minutos), o se resolvía por decisión de los jueces. Tras los resultados del primer día la organización consideró que era necesario que acortar los combates, por lo que a partir de la segunda jornada se pasaron a disputar a una ronda de 10 minutos (era necesario ganar por pegada) con una prórroga de 15, con posibilidad de resolución por los jueces. Las pruebas se disputaban en formato de eliminación simple para determinar el ganador y para el segundo y el tercer puesto mediante el sistema Bergvall: los luchadores eliminados por el ganador competirían en un torneo por la medalla de plata y, a continuación, los luchadores derrotados por el primer o segundo clasificado lo harían por la medalla de bronce. En la categoría de peso pluma (≤60 kg), el finlandés Oskari Friman se proclamó campeón tras eliminar a sus cuatro oponentes en menos de ocho minutos; su compatriota Heikki Kähkönen fue plata y el sueco Fritiof Svensson bronce. El finlandés Emil Väre ganó cuatro de sus cinco combates por pegada y retuvo su título olímpico de peso ligero (≤67,5 kg) conseguido en los Juegos de 1912; el podio lo completaron su compatriota Taavi Tamminen y el noruego Frithjof Andersen. En la categoría de peso medio (≤75 kg), el sueco Carl Westergren ganó el primero de sus tres títulos olímpicos en tres categorías diferentes; los otros dos medallistas fueron finlandeses: el perdedor de la final, Arthur Lindfors, cayó derrotado por pegada a los 31 m 25 s, ganó la medalla de plata y el bronce fue para Masa Perttilä. El sueco Claes Johanson, que fuera oro en peso medio en 1912, en estos Juegos se proclamó campeón en peso semipesado (≤82,5 kg); el finlandés Edil Rosenqvist terminó segundo y el danés Johannes Eriksen tercero. En los pesos pesados (>82,5 kg), el finlandés Adolf Lindfors ganó el combate final al eliminar por pegada al sueco Anders Ahlgren tras 47 m y 38 s; Ahlgren estaba tan agotado que se retiró y no compitió en el torneo por la medalla de plata, que ganó el danés Poul Hansen. El finlandés Martti Nieminen ganó la medalla de bronce.
Los combates de lucha libre se debían resolver en un único período de diez minutos, a excepción de las finales, que se disputaban en tres. Las asignación de medallas se resolvía mediante un torneo por eliminación simple y concluían con una final y un combate por la medalla de bronce. La final del peso ligero la disputaron los estadounidenses Charles Ackerly y Samuel Gerson, ambos capitanes de los clubs de lucha de sus universidades y también ambos ganadores de sus respectivos torneos universitarios; Ackerly consiguió el oro y el bronce fue para el británico Bernard Bernard. En la final de peso ligero el finlandés Kalle Anttila, que competía en su primer torneo internacional, venció al sueco Gottfrid Svensson, que ya había participado en 1912; el británico Peter Wright ganó el combate por la medalla de bronce. En la categoría de peso medio el finlandés Eino Leino se impuso en la final a su compatriota Väinö Penttala, consiguiendo la primera de sus cuatro medallas olímpicas en cuatro Juegos consecutivos; el bronce fue para el estadounidense Charles Johnson. En la categoría de peso semipesado el suizo Charles Courant ganó su semifinal, pero se lesionó el tobillo y, aunque intentó luchar en la final contra el sueco Anders Larsson, tuvo que abandonar y conformarse con la plata; el estadounidense Walter Maurer fue tercero. Por último, el campeón de lucha suiza Robert Roth fue oro en pesos pesados. El medallista de plata, el estadounidense Nat Pendleton, posteriormente se convirtió en actor; apareció en ciento nueve películas entre 1924 y 1947, entre las que destacan Plumas de caballo (Horse Feathers, 1932), protagonizada por los hermanos Marx, o El gran Ziegfeld (The Great Ziegfeld, 1936). El duelo por el tercer puesto terminó en empate y se concedieron dos medallas de bronce al estadounidense Fred Meyer y al sueco Ernst Nilsson.

#### Natación

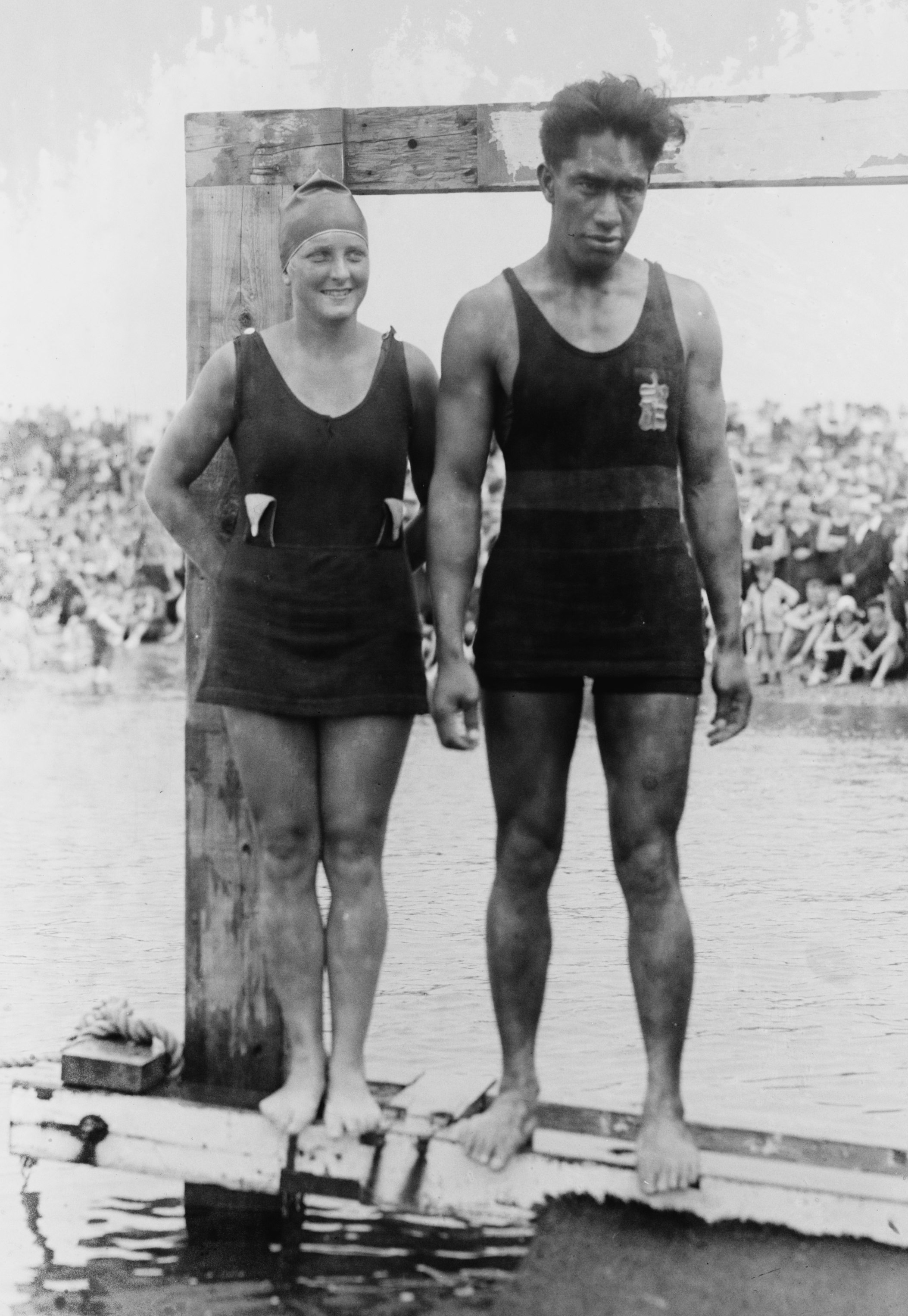
La estadounidense Ethelda Bleibtrey ganó tres medallas de oro y su compatriota Duke Kahanamoku dos (fotografía c. 1915 o c. 1920).

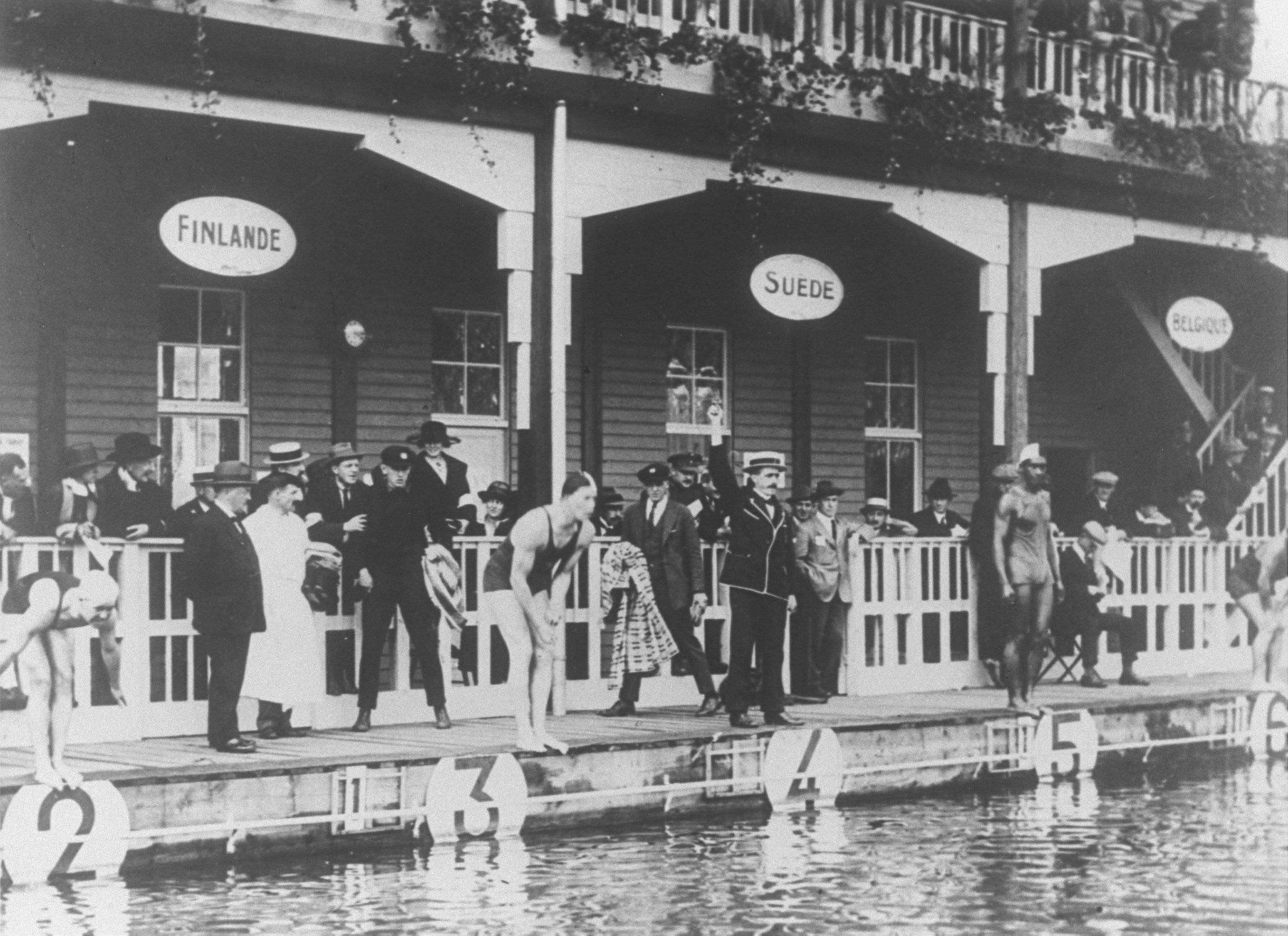
Imagen de la piscina del Estadio de deportes acuáticos de Amberes durante una de las pruebas.

Las pruebas de natación se desarrollaron en el Estadio de deportes acuáticos construido en el centro de Amberes con motivo de estos Juegos, con la participación de 92 hombres y 24 mujeres de 19 países, entre el 22 y el 29 de agosto. El agua estaba muy turbia y fría y, debido al mal tiempo, los nadadores procuraban calentarse lo más rápido posible después de cada prueba. Las competiciones estuvieron dominadas por los estadounidenses, que ganaron ocho de los diez títulos olímpicos en juego.
El estadounidense de origen hawaiano Duke Paoa Kahinu Mokoe Hulikohola Kahanamoku (conocido como Duke Kahanamoku) ostentaba el título olímpico en los 100 metros estilo libre desde Estocolmo 1912. En estos Juegos ganó la final por delante de los también hawaianos Pua Kealoha y William Harris, estableciendo un nuevo récord mundial en 1 min 0,4 s. Sin embargo, el australiano William Herald dijo que había sido obstaculizado por el estadounidense Norman Ross y presentó una reclamación; la final se volvió a disputar sin Ross, pero el podio siguió siendo el mismo y Kahanamoku se convirtió en el primer nadador en conseguir el título olímpico de los 100 metros libres en dos Juegos consecutivos. Nacido en el Reino de Hawái en 1890 y ciudadano estadounidense desde la anexión del archipiélago por Estados Unidos en 1898, Kahanamoku se convirtió en un campeón de natación mejorando la técnica del crol; también es conocido por realizar, paralelamente a las demostraciones de natación, exhibiciones de surf que introdujeron en este deporte a gran número de personas en las costas de Estados Unidos y Australia, lo que le valió el calificativo de «padre del surf moderno».
Norman Ross ganó fácilmente la final de los 400 metros libres tras la retirada del australiano Frank Beaurepaire; su compatriota Ludy Langer fue plata y el canadiense George Vernot bronce. En la final de los 1500 metros libres, Ross alcanzó a Vernot y lo superó a los 900 metros, ganando de nuevo con facilidad, con 12 m de ventaja sobre Vernot y 20 sobre Beaurepaire. Liderados por Kahanamoku y Ross, los estadounidenses ganaron con claridad la final de la prueba de relevos 4 × 200 metros estilo libre, estableciendo un nuevo récord mundial; los australianos fueron plata a 21 segundos y los británicos bronce a 32,8 segundos de los estadounidenses
El estadounidense Warren Kealoha estableció un nuevo récord mundial en las semifinales de los 100 metros espalda y después ganó la final por delante de su compatriota Ray Kegeris y del belga Gérard Blitz. Los 200 metros y los 400 metros braza fueron las únicas pruebas que se les escaparon a los estadounidenses: el sueco Håkan Malmrot ganó ambas pruebas sin dificultad por delante de su compatriota Thor Henning y del finlandés Arvo Aaltonen.
La estadounidense Ethelda Bleibtrey ganó las tres únicas pruebas en categoría femenina del programa de natación en estos Juegos (100 m, 300 m y 4 × 100 m estilo libre); también batió el récord del mundo en cada una de las pruebas, mejorando en casi tres segundos el récord de los 100 metros libres que hasta entonces ostentaba la australiana Fanny Durack. Las medallas de plata y bronce en las dos carreras individuales también fueron ganadas por estadounidenses: Irene Guest y Frances Schroth en los 100 metros y Margaret Woodbridge y Frances Schroth en los 300 metros, la única vez que esta modalidad se incluyó en el programa de unos Juegos Olímpicos; las británicas fueron segundas en los relevos, a 29,2 s de las estadounidenses, y las suecas terminaron terceras.

#### Patinaje artístico sobre hielo

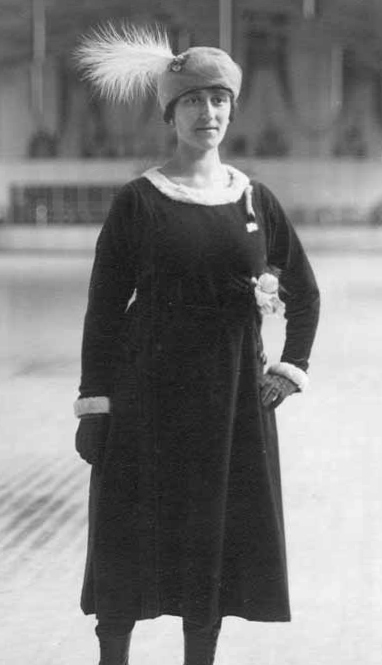
Magda Julin ganó la competición en categoría femenina.

El patinaje artístico sobre hielo regresó a los Juegos Olímpicos tras su primera aparición en Londres 1908. Las tres pruebas del programa (masculina, femenina y por parejas) tuvieron lugar del 24 al 27 de abril en el Palacio de Hielo de Amberes. En ellas participaron 14 hombres y 12 mujeres de ocho países. Los campeones volvieron a realizar su programa libre el 29 de abril durante una exhibición en la que el presidente del comité organizador, Henri de Baillet-Latour, hizo entrega de las medallas. La Unión Internacional de Patinaje sobre Hielo (ISU, por sus siglas en inglés) no organizó las pruebas, ya que consideraba que se debía permitir competir a todas las naciones miembros de la ISU, incluidos los países del Eje derrotados en la guerra.
El sueco Gillis Grafström se clasificó en primer lugar tanto en las figuras obligatorias como en el programa libre; este fue el primero de sus tres títulos olímpicos, ya que también fue oro en los Juegos de 1924 y 1928 y plata en los de 1932. Quedó por delante de los noruegos Andreas Krogh y Martin Stixrud, mientras que el sueco Ulrich Salchow, campeón olímpico en 1908, terminó cuarto.
Las puntuaciones de las patinadoras fueron muy dispares y la sueca Magda Julin se proclamó campeona olímpica a pesar de que ninguno de los cinco jueces la situó en primera posición, la única vez que esto ha ocurrido en unos Juegos Olímpicos; su compatriota Svea Norén ganó la plata y la estadounidense Theresa Weld-Blanchard el bronce. Esta última era la favorita de la prensa local, pero varios jueces consideraron que algunos de sus saltos no eran adecuados para una mujer porque le subían la falda hasta las rodillas; habría ganado la medalla de plata si la clasificación se hubiera basado en la puntuación total en lugar de la suma de las posiciones.
Los finlandeses Ludowika y Walter Jakobsson, favoritos en la competición por parejas tras haber sido campeones del mundo en 1911 y 1914, fueron clasificados por unanimidad en primer lugar por los jueces; el podio lo completaron los noruegos Alexia e Yngvar Bryn y los británicos Phyllis Johnson y Basil Williams. Phyllis Johnson había ganado la medalla de plata en 1908 con otra compañera e Yngvar Bryn también compitió en atletismo en los Juegos Olímpicos de París 1900.

#### Pentatlón moderno

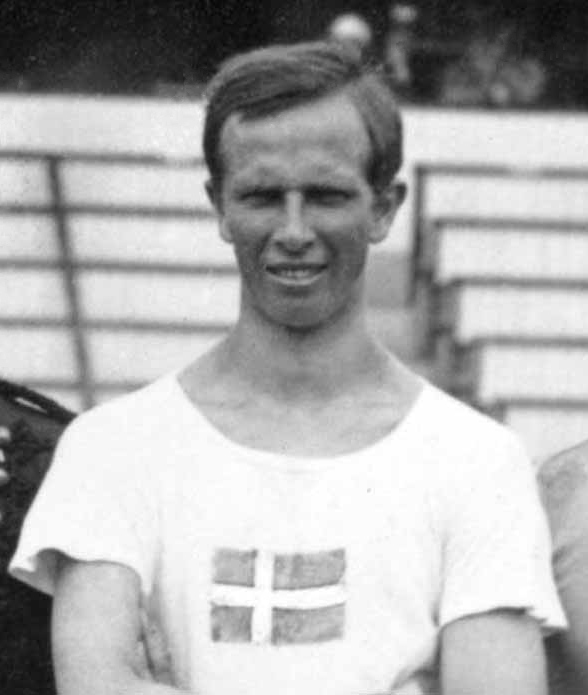
El sueco Gustaf Dyrssen se proclamó campeón olímpico de pentatlón moderno.

En el pentatlón moderno participaron veintitrés atletas de ocho países entre el 24 y el 27 de agosto. Los suecos dominaron la competición y ocuparon los cuatro primeros puestos. El oficial de artillería del ejército sueco Erik de Laval ganó la prueba de tiro, que consistía en cuatro rondas de cinco disparos en la modalidad de pistola o revólver contra silueta a 25 metros. El piloto Gösta Runö consiguió el primer puesto en natación, que consistió en 300 metros en estilo libre. El también militar sueco Gustaf Dyrssen se puso en cabeza tras la prueba de esgrima en la modalidad de espada a un toque y la mantuvo tras los 5000 metros obstáculos a caballo y los 4000 metros de carrera a pie campo a través.
El podio final, establecido al sumar el puesto conseguido por los atletas en cada una de las cinco pruebas, quedó encabezado por Dyrssen, que fue oro con 18 puntos (6.º en tiro y ecuestre y 2.º en natación, esgrima y campo a través), por delante de De Laval, que obtuvo 23 puntos y Runö que fue bronce con 27.

#### Polo
El torneo de polo se disputó en el hipódromo de Ostende del 25 al 31 de julio. Participaron cuatro equipos de cuatro jugadores. En la semifinal España venció a Estados Unidos por 13-3 y Reino Unido a Bélgica, en un partido bajo la lluvia, por 8-3. Estados Unidos ganó el partido por el tercer puesto por 11-3 contra Bélgica. Reino Unido se proclamó campeona olímpica al derrotar a España por 13-11 en un partido muy reñido; Alfred Grisar, uno de los jugadores belgas, actuó como árbitro del partido final.

#### Remo

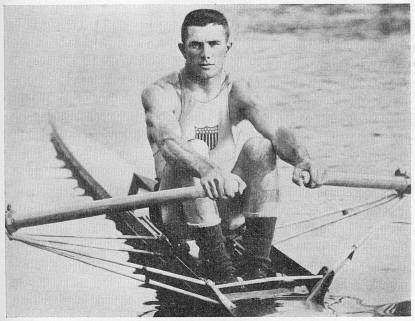
John Kelly ganó dos títulos olímpicos en estos Juegos.

Las cinco pruebas de remo tuvieron lugar del 27 al 29 de agosto en el canal de Willebroeck, con la participación de 136 remeros de 14 países. El recorrido, situado en una zona industrial, consistió en un trazado recto de más de dos kilómetros desde Les Trois Fontaines hasta Marly, cerca de Bruselas.
La inscripción del remero estadounidense John Kelly había sido rechazada en la Real Regata de Henley de ese año porque su club, el Vesper Boat de Filadelfia, fue vetado por sospechas de profesionalismo; Kelly se desquitó unas semanas después ganando la final olímpica de scull individual por un segundo de ventaja sobre el británico Jack Beresford, vencedor en Henley. Darcy Hadfield terminó tercero, consiguiendo así la primera medalla olímpica de la delegación neozelandesa. Treinta minutos más tarde, Kelly volvió a hacerse con el oro en doble scull junto a su primo Paul Costello; los dos estadounidenses ganaron con claridad la final por delante de los italianos Pietro Annoni y Erminio Dones y de los franceses Gaston Giran y Alfred Plé. Kelly volvió a conquistar un título olímpico con su primo en París 1924 y posteriormente hizo una fortuna con su negocio de construcción y se casó con la entrenadora Margaret Katherine Majer, con la que tuvo cuatro hijos, entre ellos John B. Kelly Jr., futuro doble ganador en Henley y medallista olímpico de scull individual en Melbourne 1956, y Grace Kelly, futura actriz y princesa de Mónaco.

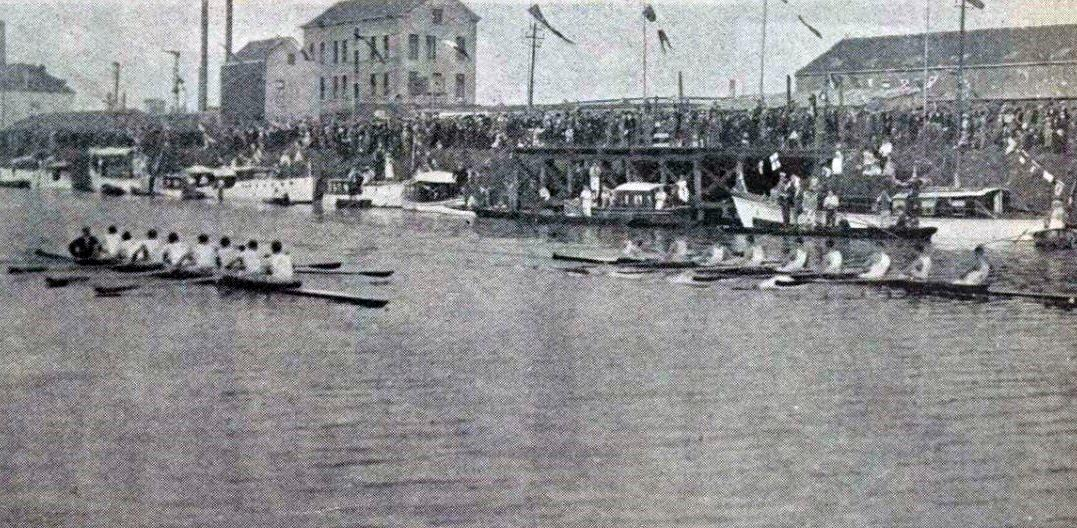
Prueba de ocho bolas en el canal de Willebroeck.

En la final de dos con timonel, Francia se mantuvo en cabeza durante la mayor parte del recorrido, pero Italia ganó la carrera por un segundo de ventaja, mientras que Suiza fue bronce. Los suizos, campeones de Europa en 1920, ganaron la final de cuatro con timonel por delante de los estadounidenses y los noruegos; los canadienses se presentaron con un equipo potente en esta prueba, pero tuvieron que pedir un bote prestado porque el suyo no llegó a Amberes y uno de sus portantes se rompió durante la semifinal, con lo que al solo poder utilizar tres remos, quedaron eliminados en esta fase de la competición. Los favoritos en ocho con timonel eran los estadounidenses de la Academia Naval de Annapolis y los británicos del Leander Club, que se enfrentaron en la final; los británicos iban en cabeza, pero los estadounidenses les adelantaron a falta de 50 metros y ganaron por menos de un segundo. La medalla de bronce se concedió inicialmente al equipo suizo, que había marcado el tercer mejor tiempo en la fase de clasificación, pero, tras una reclamación, se programó una carrera entre los dos perdedores de las semifinales, Noruega y Francia, para otorgar el tercer puesto; esta carrera no se celebró y Noruega suele figurar como medallista de bronce porque su tiempo en las semifinales fue mejor que el de Francia.

#### Rugby

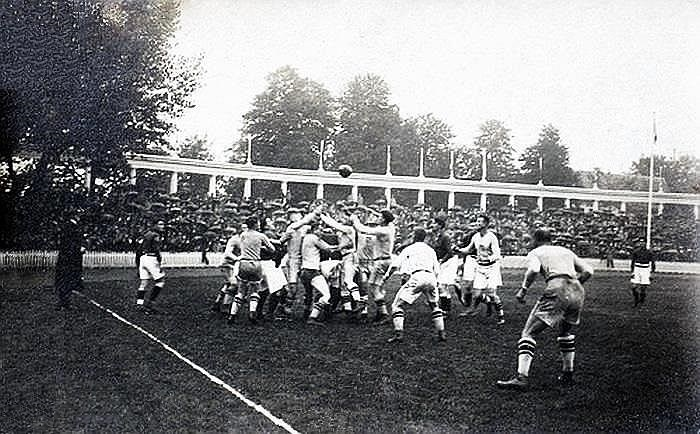
Encuentro entre Estados Unidos y Francia en el estadio olímpico.

La competición de rugby consistió en un único partido disputado el 5 de septiembre en el Estadio Olímpico entre Estados Unidos y Francia. El equipo estadounidense estaba formado por estudiantes de varias universidades californianas y el francés por jugadores de cuatro clubes parisinos. El partido se disputó bajo la lluvia y ante 20 000 espectadores. No se consiguió ningún punto en la primera parte, pero, a mediados de la segunda parte, el estadounidense Dink Templeton abrió el marcador con un arrêt de volée que supuso la consecución de tres puntos y a continuación Lou Hunter anotó un ensayo que luego fue convertido, dejando así el resultado final a favor de Estados Unidos en 8-0. El jugador estadounidense Morris Kirksey también formó parte del equipo de atletismo de Estados Unidos y ganó la medalla de plata en los 100 metros y el oro en el relevo 4 × 100 metros. Con el triunfo estadounidense, Daniel Carroll consiguió su segunda medalla de oro en rugby, ya que formó parte del equipo australiano ganador en los Juegos de 1908.

#### Saltos

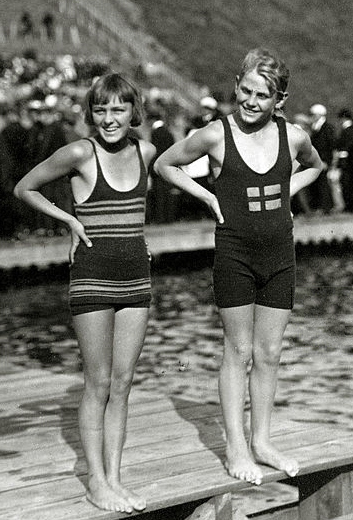
Aileen Riggin y Nils Skoglund fueron medallistas con tan solo 14 años.

Las cinco pruebas de saltos se disputaron al aire libre, en las turbias y frías aguas del estadio de deportes acuáticos de Amberes y participaron 53 atletas (35 hombres y 18 mujeres) de 14 países. Tanto los hombres como las mujeres compitieron en las pruebas de saltos o clavados simples y de trampolín, mientras que la prueba de plataforma fue solo para hombres. La prueba de clavados simples consistió en cuatro saltos, uno parado y otro en carrera, desde las plataformas de 5 y 10 metros para los hombres y 4 y 8 metros para las mujeres. La prueba de plataforma consistió en ocho saltos (cuatro de ellos obligatorios) desde alturas de 5 y 10 metros. Por último, la prueba de trampolín consistió en doce saltos (seis obligatorios, cuatro libres y dos al azar) desde 1 y 3 metros.
En las pruebas masculinas, los suecos ocuparon los cuatro primeros puestos en clavados simples: Arvid Wallman fue oro, por delante de Nils Skoglund, Johan Jansson y Erik Adlerz. Skoglund tenía entonces 14 años y 11 días y hasta los juegos de Tokio 2020 seguía siendo el medallista olímpico más joven de la historia en una prueba individual masculina en esta disciplina. La prueba de plataforma fue ganada por el que partía como favorito, el estadounidense Clarence Pinkston, por delante del sueco Erik Adlerz y el estadounidense Harry Prieste. Los saltos de trampolín fueron dominados por los estadounidenses, que se llevaron las tres medallas: Louis Kuehn fue oro, Clarence Pinkston plata y Louis Balbach bronce.
En categoría femenina, la danesa Stefanie Clausen se proclamó ganadora en clavados simples, por delante de la británica Beatrice Armstrong y la sueca Eva Ollivier. En la prueba de trampolín solo participaron cuatro saltadoras, todas estadounidenses. La medallista de oro Aileen Riggin y la de plata Helen Wainwright se convirtieron en las medallistas olímpicas más jóvenes de la historia hasta la fecha con, respectivamente, 14 años y 120 días y 14 años y 168 días; Thelma Payne fue bronce. Aileen Riggin fue también la atleta más pequeña de los Juegos Olímpicos de 1920: medía 1,40 m y pesaba 29,5 kg.

#### Tenis

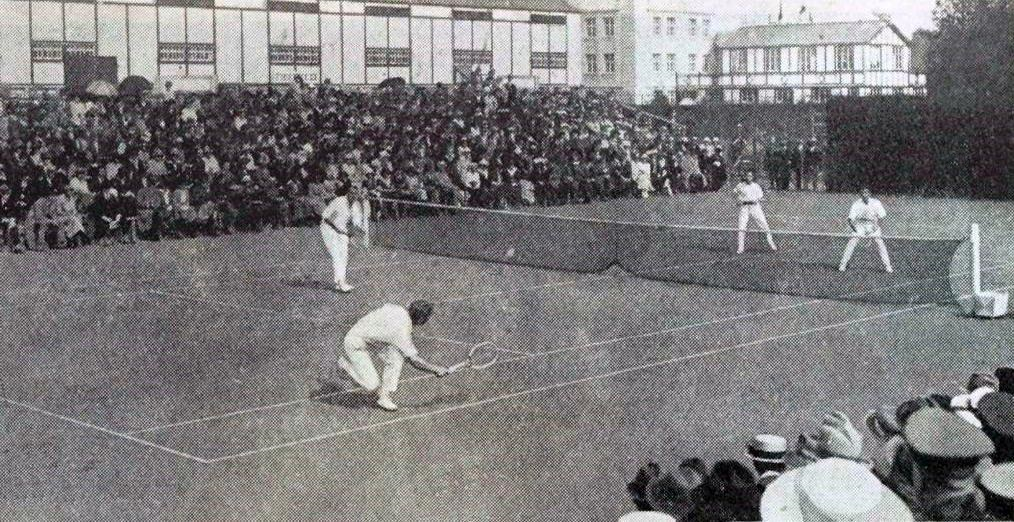
Partido de dobles masculino.

Las cinco competiciones de tenis se celebraron en las nuevas pistas instaladas junto al Estadio Olímpico del 16 al 24 de agosto. Participaron 75 tenistas (52 hombres y 23 mujeres) de 14 países, con la ausencia de importantes jugadores estadounidenses que optaron por participar en sus campeonatos nacionales que se disputaban en aquellas fechas. Las pistas, de ladrillo triturado que se asemejaba a la actual tierra batida, estaban en mal estado y la proximidad de los espectadores de atletismo hizo que muchos partidos se vieran interrumpidos por los vítores del Estadio adyacente. En la competición destacó la actuación de la francesa Suzanne Lenglen, que ganó tres medallas, dos de ellas de oro; conocida como «la Divina», está considerada una de las mejores jugadoras de la historia con 241 títulos, incluidos seis individuales de Wimbledon, y una racha de 181 victorias consecutivas.
El individual masculino se disputó sin los tres mejores jugadores del mundo, el australiano Gerald Patterson, que se inscribió, pero no pudo participar por motivos laborales, y los estadounidenses Bill Tilden y Bill Johnston. Por aquel entonces todavía no existía el tie-break y, en la segunda ronda, el británico Gordon Lowe ganó su partido contra el griego Ávgoustos Zerléndis tras cinco sets y 76 juegos en dos días, con una duración total de unas seis horas (14-12, 8-10, 5-7, 6-4, 6-4); este partido fue el más largo de la historia hasta los Juegos Olímpicos de 1996, cuando se hizo la transición a los partidos del mejor de cinco al mejor de tres sets (con la excepción de las finales). En las semifinales, el sudafricano Louis Raymond perdió los dos primeros sets ante el británico Oswald Turnbull, pero luego ganó los tres siguientes para llegar a la final, en la que venció al japonés Ichiya Kumagae, primer medallista olímpico de ese país, en cuatro sets para proclamarse campeón olímpico; el sudafricano Charles Winslow fue bronce.
En la categoría de dobles masculinos, los británicos Oswald Turnbull y Max Woosnam se impusieron en la final en cuatro sets a los japoneses Ichiya Kumagae y Seiichiro Kashio, mientras que los franceses Max Décugis y Pierre Albarran ganaron la medalla de bronce. Woosnam es un atleta versátil, ya que también jugaba al fútbol y al cricket a un alto nivel.

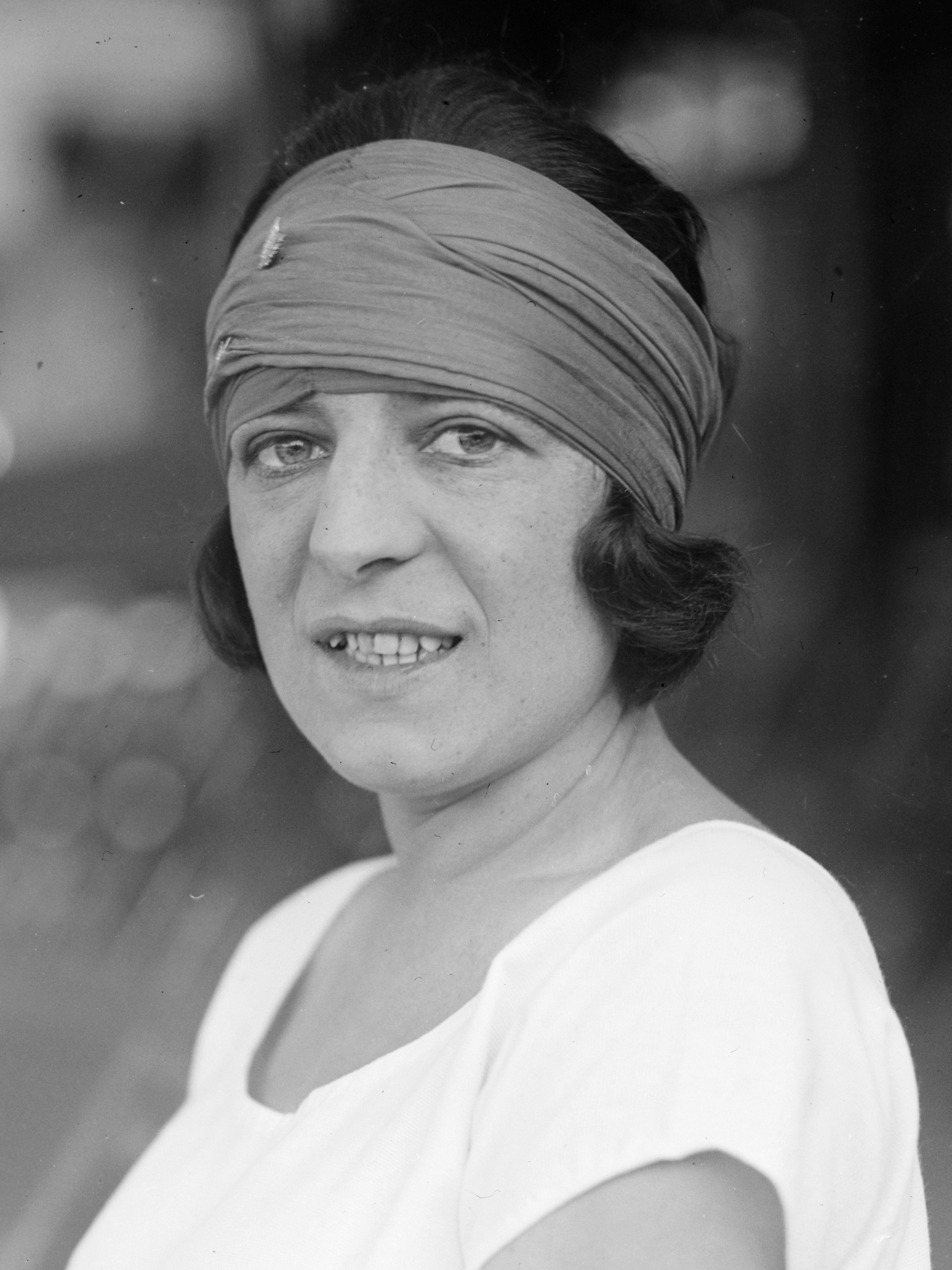
Suzanne Lenglen.

La francesa Suzanne Lenglen, de 21 años, que partía como favorita en el cuadro individual femenino, ya que había ganado el torneo de Wimbledon en 1919 y 1920 y el Campeonato de Francia en 1920, dominó el torneo, perdiendo solo cuatro juegos en diez sets. Tras ganar dos rondas sin ceder un juego, eliminó a la sueca Sigrid Fick por 6-0 y 6-1 en las semifinales y venció a la británica Dorothy Holman por 6-3 y 6-0 en la final; la británica Kitty McKane ganó la medalla de bronce.
En los dobles femeninos, categoría que se disputaba por primera vez en unos Juegos, Suzanne Lenglen y Elisabeth d'Ayen perdieron su semifinal ante las británicas Kitty McKane y Winifred McNair en tres sets, 6-2, 3-6 y 6-8, aunque se alzaron con la medalla de bronce sin jugar, ya que su rival en el partido por el tercer puesto renunció a jugar. McKane y McNair, de 43 años, se impusieron en la final a sus compatriotas Geraldine Beamish y Dorothy Holman por 8-6 y 6-4.
En la modalidad de dobles mixtos, Suzanne Lenglen formó pareja con Max Décugis, medalla de plata en dobles masculinos en los Juegos de 1900 y ganador del dobles masculino en el torneo de Wimbledon de 1911. La pareja francesa se impuso en la final a la británica formada por Kathleen McKane y Max Woosnam por 6-4 y 6-2 y se convirtieron en campeones olímpicos tras haber perdido solo un set durante el torneo; los checos Milada Skrbková y Ladislav Žemla fueron medalla de bronce.

#### Tira y afloja

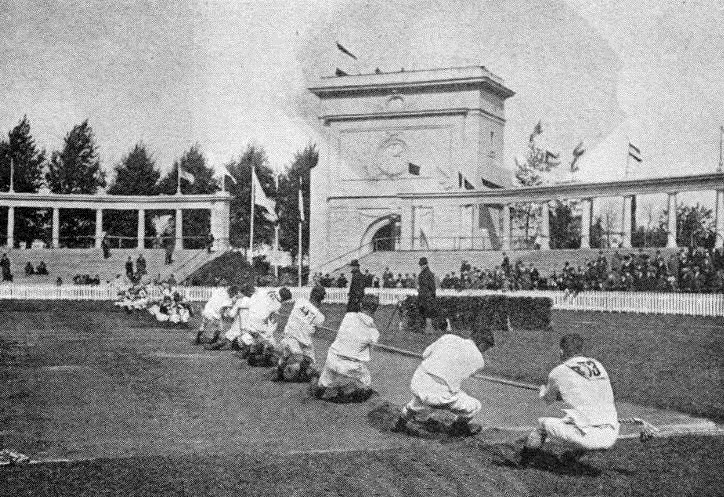
Los británicos ganaron la prueba de tira y afloja.

El tira y afloja, que se había incluido en las cuatro olimpiadas anteriores, en estos Juegos fue la última vez que formó parte del programa olímpico. El torneo se celebró del 17 al 20 de agosto en el Estadio Olímpico, con la participación de cinco equipos compuestos por ocho atletas cada uno que compitieron en dos rondas utilizando el sistema Bergvall: un torneo eliminatorio determinó el ganador, luego los equipos derrotados por el ganador compitieron en un torneo por la medalla de plata, y los equipos eliminados por el primer o segundo lugar lo hicieron por la medalla de bronce.
El equipo británico, del que formaban parte miembros de la policía londinense, derrotó a Estados Unidos en la primera ronda y luego a Bélgica en la semifinal y a Países Bajos en la final, en ambas ocasiones por un resultado de 2-0. Las dos rondas de la final duraron 28,2 y 13,4 segundos. Tres miembros del equipo británico ganaron su tercera medalla olímpica en estos Juegos, tras las conseguidas en 1908 y 1912.
El ganador de la medalla de plata no estuvo claro durante muchos años debido a las incoherencias del informe oficial, que la atribuía a los Países Bajos en una página y a los Estados Unidos en otra. En la década de 1960, el historiador olímpico Tony Bijkerk consiguió ponerse en contacto con un participante neerlandés que le mostró su medalla de plata y su diploma de los Juegos. Bijkerk utilizó una fotografía tomada con estos objetos para demostrar el segundo puesto de los Países Bajos al COI, que dio carácter oficial al resultado. La medalla de bronce fue para Bélgica.

#### Tiro

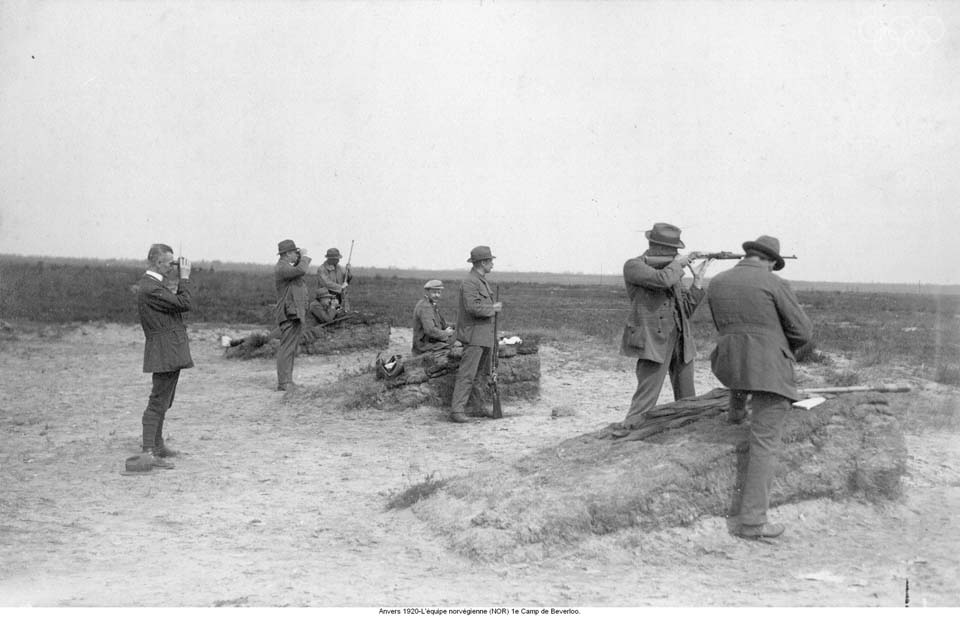
El equipo noruego en el campamento militar de Beverloo.

En el programa de estos Juegos figuraban 21 pruebas de tiro, lo que supuso un récord en esta disciplina deportiva en una olimpiada; la mayoría de ellas se disputaron en el campamento de Beverloo, un campo de entrenamiento de tiro del ejército belga a 75 km de Amberes. El terreno era accidentado y expuesto a los fuertes vientos reinantes durante la competición y se construyeron montículos para que los tiradores pudieran ver bien los blancos por encima de las elevaciones del terreno. Las competiciones de tiro al pichón y tiro al ciervo se desarrollaron en el Club de campo del campamento militar de Hoogboom, cerca de Kapellen. Participaron un total de 234 tiradores de 18 países, que compitieron entre el 22 de julio y el 3 de agosto. En las pruebas de rifle y pistola se concedieron medallas individuales y por equipos y, en la mayoría de ellas, el tirador podía optar, bien por realizar un tiro adicional, o por que su puntuación por equipos se aplicara también a la prueba individual, opción que escogieron muchos de los competidores. Los estadounidenses dominaron en esta disciplina y se hicieron con 23 medallas, 13 de ellas de oro.
En el primer tiro de la prueba de rifle libre de tres posiciones a 300 metros, el estadounidense Morris Fisher permaneció apuntando durante 20 minutos debido al nerviosismo, por lo que su entrenador le ordenó disparar y finalmente ganó la prueba gracias a su excelente puntuación en la posición de sentado; los estadounidenses que, a diferencia de la mayoría de los europeos que utilizaban rifles Schützen, utilizan fusiles Springfield, ganaron la prueba por equipos, por delante de Noruega y Suiza. Estados Unidos también ganó la prueba de rifle en posición tendida a 300 metros, por delante de Francia y Finlandia; el noruego Otto Olsen ganó la competición individual con una puntuación perfecta de 60, una de sus cinco medallas en estos Juegos. En la prueba por equipos de rifle en posición tendida a 600 metros, Estados Unidos, Sudáfrica y Suecia terminaron empatados con 287 puntos. Tras una ronda adicional Suecia quedó tercera, pero los otros dos países seguían empatados; finalmente, tras una última ronda, los estadounidenses ganaron la medalla de oro y Sudáfrica la de plata. En la competición individual, cuatro tiradores quedaron empatados con 59 puntos; después de la ronda adicional, los suecos Hugo Johansson y Mauritz Eriksson, que ya habían sido medallistas en Estocolmo 1912, terminaron primero y segundo. En la prueba de rifle de pie a 300 metros, Dinamarca ganó con claridad por delante de Estados Unidos y Suecia. En la prueba individual el estadounidense Carl Osburn, que obtuvo 53 puntos en la competición por equipos de esta prueba, ejerció su opción de volver a tirar para intentar conseguir un mejor resultado individual y logró subir su puntuación a 56, lo que le valió el oro; su compatriota Larry Nuesslein había conseguido 56 puntos en la prueba por equipos, pero también optó por volver a tirar, pero en la prueba individual registró una puntuación de 54 y tuvo que conformarse con el bronce tras un desempate con el danés Lars Jørgen Madsen. Carl Osburn había ganado cinco medallas de tiro en los Juegos Olímpicos de 1912 y añadió seis más en estos Juegos. En la competición de rifle en posición tendida por equipos a 300 y 600 metros, Estados Unidos fue oro, por delante de Noruega y Suiza. Los estadounidenses también dominaron la competición de rifle de pequeño calibre a 50 metros, en la que ganaron la prueba por equipos por delante de Suecia y Noruega, así como las tres medallas individuales.

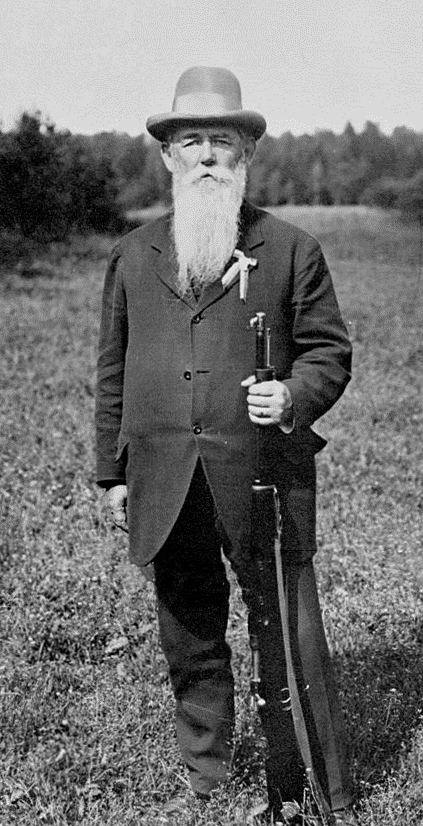
El sueco Oscar Swahn, que aparece aquí en una fotografía de 1912, se convirtió en Amberes en el medallista olímpico de mayor edad de la historia.

Estados Unidos se impuso con claridad en la prueba de pistola militar a 30 metros, por delante de Grecia y Suiza. Guilherme Paraense, con una pistola Smith & Wesson, ganó la competición individual, convirtiéndose en el primer campeón olímpico brasileño de la historia. Durante la prueba de pistola libre a 50 metros por equipos, se comprobó que por error los brasileños estaban situados a 45 m de las dianas y los estadounidenses a 54, por lo que los dos equipos volvieron a empezar y los estadounidenses ganaron la competición, por delante de Suecia y Brasil; el estadounidense Karl Frederick ganó la prueba individual por delante del brasileño Afrânio da Costa, que utilizó un Colt que le había prestado el equipo estadounidense.
El objetivo del tiro al plato (o foso olímpico) consistía en acertar a los 100 platillos de arcilla lanzados al aire desde una distancia de 15 metros en cuatro rondas. Los estadounidenses dominaron la prueba individual, ya que Mark Arie se hizo con el primer puesto por delante de cinco compatriotas; también ganaron fácilmente la prueba por equipos por delante de Bélgica y Suecia.
En la competición tiro al ciervo en carrera, los competidores utilizaban un rifle para disparar desde una distancia de 100 metros a una silueta de metal de un ciervo recorriendo una distancia de veintitrés metros en cuatro segundos. En la modalidad individual de un solo disparo el ganador fue el noruego Otto Olsen por delante del sueco Alfred Swahn, que ya había sido medallista en 1908 y 1912, y del noruego Harald Natvig; Noruega ganó la prueba por equipos por delante de Finlandia y Estados Unidos. Noruega también ganó en la modalidad de tiro doble por delante de Suecia y Finlandia. El noruego Ole Lilloe-Olsen ganó su tercer oro en estos juegos oro al proclamarse campeón en la prueba individual por delante del sueco Fredric Landelius y del noruego Einar Liberg. Oscar Swahn, padre de Alfred, ganó la plata con el equipo sueco; desde los Juegos de 1912 ya era el medallista de oro de mayor edad de la historia y en Amberes le añadió el ser el atleta olímpico y medallista olímpico de mayor edad al obtener una medalla con 72 años y 281 días, récords que seguían vigentes cien años después.

#### Tiro con arco

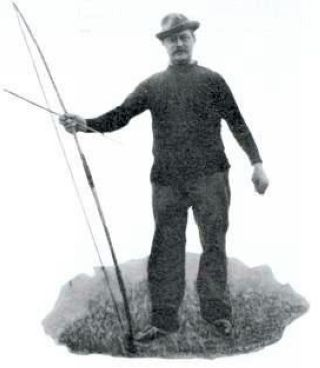
El belga Hubert Van Innis obtuvo seis medallas, cuatro de ellas de oro (se desconoce la fecha de la foto).

Las diez pruebas de tiro con arco disputadas en estos Juegos se celebraron del 3 al 5 de agosto en el Parque de Rossignols. Dado que el COI no estableció normas sobre la competición, el Comité organizador decidió «que la competición se desarrollara en las dos modalidades habituales en Bélgica y [encomendó] la elaboración del programa y del reglamento a las federaciones belgas competentes». Las dos categorías elegidas fueron el tiro al blanco, utilizado hoy en día, en el que los participantes disparan a una diana con círculos de puntuación concéntricos, y el tiro a la pértiga, en el que el objetivo es acertar a unos pájaros artificiales colocados en vigas transversales que estaban suspendidas de un gran poste una altura de 31 metros. Las competiciones contaron con treinta participantes de Bélgica, Francia y Países Bajos. Los belgas ganaron ocho de las diez pruebas disputadas, en las que destacó Hubert Van Innis, con seis medallas.
En la modalidad de tiro al blanco el reglamento establecía que cada país estaría representado en la prueba individual por su mejor arquero en la prueba por equipos. Los equipos estaban formados por ocho arqueros que disparaban 60 flechas cada uno, mientras que en las pruebas individuales cada participante disparaba 20 flechas. En la prueba por equipos en la distancia de 28 metros Países Bajos fue oro, por delante de Bélgica y Francia, y el belga Hubert Van Innis se impuso con claridad al francés Léonce Quentin en la prueba individual, que no contó con participantes neerlandeses. En la de 33 metros, Bélgica ganó la competición por equipos por delante de Francia (Países Bajos no participó) y en la prueba individual Van Innis superó a Julien Brulé. En 50 metros Bélgica volvió a vencer a Francia en la prueba por equipos, en la que Van Innis consiguió la mejor puntuación, pero en la competición individual fue derrotado por Brulé. Hubert Van Innis ganó cuatro medallas de oro y dos de plata en estos Juegos. Con las tres medallas conseguidas en los Juegos de 1900, a sus 54 años en 1920 sumaba ya nueve medallas, seis de ellas de oro; un siglo después, sigue siendo el arquero más laureado de la historia olímpica, así como el belga con más medallas en unos Juegos Olímpicos.
En la modalidad de tiro a la pértiga solo participó el equipo belga, formado por seis arqueros, que ganaron en las pruebas por equipos de aves pequeñas y de aves grandes. En la competición individual, Edmond Van Moer venció en la prueba de aves pequeñas por delante de Louis Van De Perck y Joseph Hermans, mientras que Edmond Cloetens fue oro en la prueba de aves grandes por delante de Louis Van de Perck y Firmin Flamand.

#### Vela

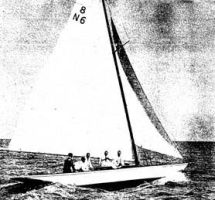
La embarcación noruega Lyn, medalla de plata en la clase 8 metros rating 1919.

Las competiciones de vela se disputaron frente a las costas de Ostende del 7 al 10 de julio, con la excepción de las dos últimas regatas de la clase dinghy de 12 pies que se celebraron cerca de Ámsterdam (Países Bajos), el 3 de septiembre. En Ostende las regatas se desarrollaron en dos recorridos triangulares de 6 y 12 millas náuticas (11,1 y 22,2 km). La clasificación se estableció sumando el puesto obtenido por las embarcaciones en las diferentes regatas y solo se podían inscribir un máximo de dos barcos por país en cada prueba.
Las competiciones de vela de estos Juegos fueron unas de las más inusuales de la historia olímpica: se habían programado dieciséis pruebas, pero las clases 8,5 metros rating 1919 y 9 metros rating 1907 se cancelaron por falta de participantes y, aunque según el COI un equipo británico ganó la última prueba (18 pies), no está claro si la regata se celebró realmente, si el barco llegó a la meta o si se concedió una medalla; en seis de las pruebas disputadas solo participó una tripulación, en cinco dos tripulaciones y únicamente dos pruebas contaron con más de dos embarcaciones.
En la clase dinghy de 12 pies participaron dos tripulaciones neerlandesas. La segunda regata del 8 de julio fue declarada nula debido al desplazamiento de una boya; como todos los participantes eran de los Países Bajos, el Comité Olímpico Belga pidió al Comité Olímpico Neerlandés que organizara la segunda y la tercera regata, que tuvieron lugar el 3 de septiembre en el lago IJ, cerca de Ámsterdam. Finalmente la tripulación del Beatrijs III venció a la del Boreas.
En la clase 6 metros rating 1907 participaron cuatro tripulaciones. El barco belga Edelweiss II quedó primero por delante del noruego Marmi y las otras dos tripulaciones, empatadas después de las tres regatas programadas, disputaron una adicional para decidir entre ellas; la embarcación noruega Stella se hizo con el tercer puesto, por delante de la belga Suzy. En la clase 6 metros rating 1919, el barco noruego Jo no pudo participar en la primera regata debido a algunos daños el mástil, pero ganó las dos siguientes y se hizo con el oro por delante del belga Tan-Fe-Pah. La primera regata de la clase 6,5 metros rating 1919 no se celebró porque el barco francés Rose Pompon llegó tarde a Ostende; la embarcación Oranje ganó las dos siguientes regatas y se llevó la medalla de oro, por delante de la tripulación francesa, que fue plata. En la clase 7 metros rating 1907 la tripulación británica del Ancora fue primera, por delante del barco noruego noruegos del Fornebo. La embarcación noruega Irene fue la única participante en la clase de 8 metros rating 1907 y recibió la medalla de oro. Los noruegos del Sildra ganaron el oro en la clase 8 metros rating 1919 por delante de sus compatriotas del Lyn y de los belgas del Antwerpia V. En las cuatro pruebas siguientes, sin enfrentarse a otros competidores, vencieron tripulaciones noruegas: la clase 10 metros rating 1907 por Eleda, la clase 10 metros rating 1919 por Mosk II, la de 12 metros rating 1907 por Atlanta y la clase 12 metros rating 1919 por la embarcación Heira II.
Dos de las pruebas se disputaron bajo la norma Square Metre Skerry Cruiser Class Rule. El barco sueco Kullan ganó, como único participante, en la clase 30 m². En la de 40 m² las embarcaciones suecas Sif y Elsie fueron descalificadas de la primera regata por salirse del itinerario fijado; debido a un problema de equipamiento, la Elsie no terminó la segunda regata y no comenzó la tercera, por lo que la Sif fue oro y la Elsie plata.

#### Waterpolo

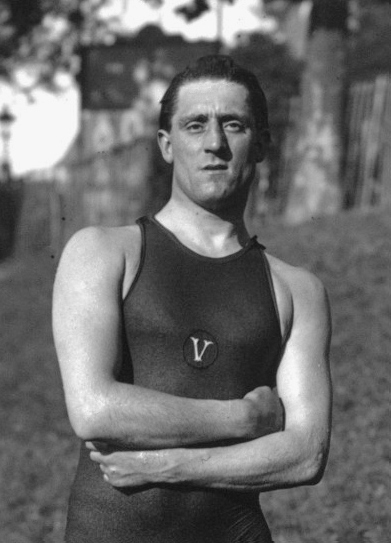
Paul Radmilovic (fotografía de 1909), consiguió su tercer oro olímpico con el equipo británico.

El torneo de waterpolo se celebró en el Estadio de deportes acuáticos de Amberes del 22 al 31 de agosto. Participaron doce equipos y 99 jugadores. Bélgica derrotó a Suiza por un marcador de 11-0 y posteriormente a Países Bajos y Suecia por marcadores más ajustados de 2-1 y 5-3; en la final se enfrentaron al equipo británico, defensores del título, que habían vencido con claridad a España (9-0) y a Estados Unidos (7-2). William Henry Dean abrió el marcador para los británicos, pero el belga Maurice Blitz marcó dos goles, aunque Dean volvió a marcar y empató antes del descanso; finalmente Paul Radmilovic marcó el único gol de la segunda parte, dándole el título al Reino Unido que ganó la final por 3-2. Este fue el tercer título olímpico consecutivo del Reino Unido; Paul Radmilovic y Charles Sydney Smith ya habían formado parte del equipo en los Juegos de 1908 y 1912 y Charles Bugbee en los de 1912. Tras la final, los espectadores belgas, descontentos con el resultado, atacaron a los jugadores británicos, que tuvieron que ser puestos bajo guardia armada. El podio se determinó mediante una variante del sistema Bergvall y los tres equipos que perdieron ante el ganador disputaron el segundo puesto. Estados Unidos venció a España (5-0) y luego el equipo belga ganó a los estadounidenses por un marcador de 7-2 para llevarse la medalla de plata. En la final del torneo por el tercer puesto, Suecia se impuso a Estados Unidos por 5-0 y consiguió la medalla de bronce.

### Otras competiciones
El korfbal se incluyó en el programa de estos Juegos como deporte de exhibición a petición del barón van Tuyll van Serooskerken, miembro del COI y dirigente de la Federación Neerlandesa de Korfbal (NKB); la organización de la competición corrió a cargo de la propia NKB. El 22 de agosto se disputó un partido en el Estadio Olímpico en presencia del embajador de los Países Bajos en Bélgica; el equipo A (Ámsterdam) y el equipo B (Holanda Meridional) estaban formados por seis hombres y seis mujeres y el equipo de Holanda Meridional ganó el partido con un resultado de 2-0. Gimnastas belgas (hombres y mujeres) hicieron una demostración antes del inicio del maratón y se disputó un partido de waterpolo femenino entre dos equipos neerlandeses para popularizar este deporte entre las mujeres.
Las competiciones de arte formaron parte del programa olímpico de 1912 a 1948; en estos Juegos se celebraron cinco competiciones artísticas, aunque apenas se dispone de información sobre ellas, ya que el informe oficial solo recoge los resultados. Artistas de dieciocho países enviaron sus obras para participar en las cinco categorías establecidas: arquitectura, escultura, literatura, música y pintura. En arquitectura no se concedió medella de oro ni de bronce; la de plata fue para el noruego Holger Sinding-Larsen, único participante conocido, por su Projet pour une École de Gymnastique. En escultura el oro se concedió al belga Alberic Collin por su obra La Force, la plata fue para el belga Simon Goossens y su escultura Les Patineurs y el bronce para el también belga Alphonse De Cuyper, por las esculturas Lanceur de Poids y Coureur. En la categoría de literatura la medalla de oro se concedió al poeta italiano Raniero Nicolai por Canzoni Olympioniche, obra que hacía referencia a la historia de los antiguos corredores de maratón, la medalla de plata fue para el británico Theodore Andrea Cook por el poema Olympic Games of Antwerp, una oda sobre los horrores de la Primera Guerra Mundial y la medalla de bronce se otorgó al belga Maurice Bladel, probablemente un crítico de arte, por La Louange des Dieux. En música el oro fue para el belga Georges Monier por Olympique (título incierto), la plata fue para el italiano Oreste Riva por Epinicion (título incierto); no se concedió la medalla de bronce. En la competición de pintura el jurado no concedió medalla de oro; la medalla de plata fue para la francesa Henriette Brossin de Mère-de Polanska por L'Elan, aunque no se puede confirmar con seguridad el título de esta obra, y el bronce fue para el belga Alfred Ost por el póster Joueur de Football, obra que probablemente ya se había diseñado en 1910.

### Ceremonia de clausura
La clausura de los Juegos tuvo lugar el 12 de septiembre, tras la disputa de las pruebas ecuestres. En su calidad de presidente del COI, el barón Pierre de Coubertin pronunció el discurso de clausura y sonaron de nuevo las trompetas tebanas, disparos de cañón y se entonó una cantata, obra de Pierre Benoist, interpretada por 1200 personas. El Comité Organizador de los Juegos de Amberes 1920 ofreció al COI una bandera olímpica bordada en seda, que el barón de Coubertin confió al Ayuntamiento de Amberes para su custodia y posteriormente ser enviada al Ayuntamiento de París en 1924.

### Medallero
De acuerdo con el Comité Olímpico Internacional, veintidós de los veintinueve países participantes ganaron al menos una medalla. Las dos primeras delegaciones con más medallas en los Juegos Olímpicos de 1912, en Amberes volvieron a encabezar el medallero y en el mismo orden. Estados Unidos fue el primero con 95 medallas, 41 de ellas de oro, conseguidas sobre todo en atletismo, tiro, natación y saltos. El país anfitrión obtuvo 42 medallas, 16 de ellas de oro, principalmente en tiro con arco, clasificándose en tercer lugar; tras la celebración de los Juegos Olímpicos de Tokio 2020, sigue siendo el mejor resultado de Bélgica en unos Juegos Olímpicos.
| Puesto | País                     | Medalla de oro, Juegos Olímpicos | Medalla de plata, Juegos Olímpicos | Medalla de bronce, Juegos Olímpicos | Total |
| ------ | ------------------------ | -------------------------------- | ---------------------------------- | ----------------------------------- | ----- |
| 1      | Estados Unidos           | 41                               | 27                                 | 27                                  | 95    |
| 2      | Suecia                   | 19                               | 20                                 | 25                                  | 64    |
| 3      | Bélgica (país anfitrión) | 16                               | 12                                 | 14                                  | 42    |
| 4      | Finlandia                | 15                               | 10                                 | 9                                   | 34    |
| 5      | Reino Unido              | 14                               | 16                                 | 13                                  | 43    |
| 6      | Italia                   | 14                               | 6                                  | 5                                   | 25    |
| 7      | Noruega                  | 13                               | 10                                 | 9                                   | 32    |
| 8      | Francia                  | 9                                | 20                                 | 13                                  | 42    |
| 9      | Países Bajos             | 4                                | 2                                  | 5                                   | 11    |
| 10     | Dinamarca                | 3                                | 9                                  | 1                                   | 13    |

### Deportistas más laureados
Los deportistas que ganaron al menos tres medallas de oro fueron en su mayoría en la disciplina de tiro y tiro con arco. El esgrimista estadounidense Willis Lee (siete medallas, cinco de ellas de oro) lideró la clasificación gracias a las pruebas por equipos. Los dos siguientes fueron el también esgrimista italiano Nedo Nadi (cinco medallas de oro) y el arquero belga Hubert Van Innis (seis medallas, cuatro de oro). Aldo Nadi, hermano de Nedo, fue séptimo con cuatro medallas, tres de ellas de oro, al igual que el corredor finlandés Paavo Nurmi. Dos nadadores aparecen en la clasificación con tres medallas de oro: el estadounidense Norman Ross y su compatriota Ethelda Bleibtrey, la única mujer en la tabla.
| Puesto | Atleta                  | Disciplina    | Medalla de oro, Juegos Olímpicos | Medalla de plata, Juegos Olímpicos | Medalla de bronce, Juegos Olímpicos | Total |
| ------ | ----------------------- | ------------- | -------------------------------- | ---------------------------------- | ----------------------------------- | ----- |
| 1      | Willis Lee (USA)        | Tiro          | 5                                | 1                                  | 1                                   | 7     |
| 2      | Nedo Nadi (ITA)         | Esgrima       | 5                                | 0                                  | 0                                   | 5     |
| 3      | Hubert Van Innis (BEL)  | Tiro con arco | 4                                | 2                                  | 0                                   | 6     |
| 4      | Lloyd Spooner (USA)     | Tiro          | 4                                | 1                                  | 2                                   | 7     |
| 5      | Carl Osburn (USA)       | Tiro          | 4                                | 1                                  | 1                                   | 6     |
| 6      | Otto Olsen (NOR)        | Tiro          | 3                                | 2                                  | 0                                   | 5     |
| 7      | Aldo Nadi (ITA)         | Esgrima       | 3                                | 1                                  | 0                                   | 4     |
| 7      | Paavo Nurmi (FIN)       | Atletismo     | 3                                | 1                                  | 0                                   | 4     |
| 9      | Dennis Fenton (USA)     | Tiro          | 3                                | 0                                  | 1                                   | 4     |
| 10     | Ethelda Bleibtrey (USA) | Natación      | 3                                | 0                                  | 0                                   | 3     |
| 10     | Edmond Cloetens (BEL)   | Tiro con arco | 3                                | 0                                  | 0                                   | 3     |
| 10     | Morris Fisher (USA)     | Tiro          | 3                                | 0                                  | 0                                   | 3     |
| 10     | Karl Frederick (USA)    | Tiro          | 3                                | 0                                  | 0                                   | 3     |
| 10     | Joseph Jackson (USA)    | Tiro          | 3                                | 0                                  | 0                                   | 3     |
| 10     | Ole Lilloe-Olsen (NOR)  | Tiro          | 3                                | 0                                  | 0                                   | 3     |
| 10     | Norman Ross (USA)       | Natación      | 3                                | 0                                  | 0                                   | 3     |
| 10     | Ollie Schriver (USA)    | Tiro          | 3                                | 0                                  | 0                                   | 3     |
| 10     | Edmond Van Moer (BEL)   | Tiro con arco | 3                                | 0                                  | 0                                   | 3     |

### Desafíos olímpicos
En los Juegos Olímpicos de 1920 se concedieron trece galardones de «Desafío olímpico».
| Deporte           | Disciplina                      | Donante                      | Vencedor               |
| ----------------- | ------------------------------- | ---------------------------- | ---------------------- |
| Atletismo         | Lanzamiento de disco            | Madame de Montgomery         | Elmer Niklander (FIN)  |
| Atletismo         | Pentatlón                       | Rey de Suecia                | Eero Lehtonen (FIN)    |
| Atletismo         | Decatlón                        | Emperador de Rusia           | Helge Løvland (NOR)    |
| Esgrima           | Espada por equipos              | The English Fencers          | Italia                 |
| Fútbol            | Torneo masculino                | Asociación Inglesa de Fútbol | Bélgica                |
| Hípica            | Concurso completo por equipos   | Caballería sueca             | Suecia                 |
| Hípica            | Salto de obstáculos por equipos | Rey de Italia                | Suecia                 |
| Lucha             | Lucha grecorromana, peso pesado | Gold & Silversmiths          | Adolf Lindfors (FIN)   |
| Natación          | 1500 metros estilo libre        | Conde Brunetta d'Usseaux     | Norman Ross (USA)      |
| Pentatlón moderno | Torneo masculino                | Pierre de Coubertin          | Gustaf Dyrssen (SWE)   |
| Remo              | Ocho                            | Conde Brunetta d'Usseaux     | Estados Unidos         |
| Saltos            | Saltos simples, femenino        | Condesa Casa de Miranda      | Stefanie Clausen (DEN) |
| Tiro              | Foso olímpico                   | Lord Westbury                | Mark Arie (USA)        |

## Cobertura mediática, acogida y opiniones
Los Juegos tuvieron poca cobertura en la prensa belga. Por ejemplo Le Soir, uno de los principales periódicos del país, solo dedicó un octavo de página a la victoria de la selección olímpica belga de fútbol y no la mencionó en su portada. En el informe oficial, en referencia a la prensa los organizadores consideraron que «a causa de la rivalidad entre las redacciones política y deportiva, no dieron a los Juegos de Amberes la cobertura que merecían», a diferencia de la prensa extranjera; también criticaron a la prensa de Bruselas por su tendencia a ignorar los acontecimientos en su «rival» Amberes y denunciaban una «conspiración de silencio».
Un informe realizado en 1983 por el periodista y comentarista deportivo belga Wilfried Mostinckx sobre el tratamiento de los Juegos Olímpicos en la prensa muestra que los diarios francófonos de Amberes y Bruselas dedicaron aproximadamente la misma proporción de sus páginas a los Juegos Olímpicos (entre 3,39 % y 8,33 % de media entre el 1 de agosto y el 15 de septiembre de 1920); en el caso de los periódicos neerlandófonos de Bruselas y de los demás periódicos flamencos y valones, el porcentaje es en general inferior, oscilando entre el 0,5 % y el 3,78 %. De los cuatro periódicos extranjeros analizados, el Nieuwe Rotterdamsche Courant (Países Bajos) alcanza una proporción del 3,18 %, mientras que los otros tres, Le Temps (Francia), The Daily Telegraph (Reino Unido) y el Frankfurter Zeitung und Handelsblatt (Alemania) están por debajo del 1 %.
Con la excepción de algunos deportes, los Juegos Olímpicos de Amberes despertaron poco interés entre la población y su organización fue criticada por la prensa local. Al día siguiente de la ceremonia de apertura, un periodista escribió en el Sport-revue que «no habían entendido que el deporte está más en el alma del pueblo que en las altas esferas». El 4 de septiembre, en la revista Ons Volk se decía «Los Juegos Olímpicos de Amberes parecen haber sido un éxito en cuanto a la participación por parte de los competidores. Fueron un fracaso en términos de interés público». Los periodistas de la revista francesa La Vie au grand air coincidieron con esa apreciación y escribieron en varios artículos publicados después de los Juegos que «la indiferencia total reinó desde el primer hasta el último día» y que «en opinión de todas las personas de buena fe, los Juegos de Amberes fueron un fracaso total… el espectáculo de los asientos blancos a los que el público nunca asistió fue suficiente para demostrar este fracaso». Los alemanes se vieron privados de los Juegos de 1916 que debían organizar y no fueron invitados a los de 1920; el corresponsal Willy Meisi describió los Juegos como «una debacle en todos los sentidos».
Después de los Juegos, sin conocer aún el balance financiero final, el secretario-ponente del Comité Organizador, Rodolphe-William Seeldrayers, escribió en un informe al Comité Olímpico Belga: «Es necesario reiterar que la Olimpiada de Amberes fue, desde todos los puntos de vista, un gran éxito»; sin embargo, añadió, debido a la escasa asistencia de público y a las críticas de la prensa belga: «En nuestro país, que aún no está suficientemente educado en materia deportiva, mucha gente no comprendió el alcance exacto de la VII Olimpiada y no percibió su brillante éxito». El historiador belga Roland Renson justifica el desinterés de la clase obrera por su falta de medios: «A principios del siglo XX, el deporte estaba reservado a los 'happy few'. Para practicarlo, se necesita tiempo, dinero y energía. La gente, que tenía otras cosas de las que preocuparse, solo se entretenía con el fútbol, el ciclismo y el boxeo…».
El barón Pierre de Coubertin se mostró agradecido a los organizadores; escribió en septiembre de 1920 en la Revue sportive illustrée belge: «el éxito de los Juegos Olímpicos de Amberes superó todas las expectativas. Del 14 de agosto al 12 de septiembre, a pesar de las circunstancias políticas, económicas y meteorológicas tan poco favorables, la celebración de la VII Olimpiada se desarrolló con una maestría, perfección y dignidad a la altura del poderoso y perseverante esfuerzo de sus organizadores». El atleta británico Philip J. Noel-Baker, que ganó una medalla en atletismo en estos Juegos y el Premio Nobel de la Paz en 1959, coincidió con la opinión de Coubertin; escribió, mucho después de los Juegos, que «preparar el estadio y los pabellones deportivos necesarios para los distintos deportes olímpicos, alojar a los equipos, organizar los actos sociales y ceremoniales, incluidas las visitas reales, y hacer todo esto en los dieciocho meses posteriores al armisticio y a la reconstrucción nacional era realmente una tarea hercúlea. Con esfuerzos hercúleos, se ejecutó admirablemente».
Como conclusión de su libro Anvers 1920 : les jeux ressuscités, publicado en 1995, Roland Renson describe el resultado de los Juegos en varios aspectos. Según él, «fue sin duda un gran éxito poder organizar, menos de dos años después del armisticio del 11 de noviembre de 1918, unos Juegos Olímpicos internacionales con la participación de atletas de los cinco continentes», aunque «muchas cosas materiales fallaron en Amberes». Respecto al carácter elitista de los Juegos, escribe: «La séptima Olimpiada no logró impulsar la participación de la clase obrera y de las mujeres en el deporte. En muchos aspectos, los Juegos de Amberes seguían ligados a la 'Belle Époque', pero 'La Grande Guerre' había hecho doblar las campanas». En cuanto a los Juegos, considera que «Amberes significó, por un lado, una despedida nostálgica del folclore deportivo y, por otro, un estímulo a la innovación en el programa olímpico» y hace referencia a las últimas apariciones en las Olimpiadas de pruebas «anacrónicas» como el tira y afloja, el tiro con arco a la pértiga y el volteo a caballo, así como a la aparición del juramento y la bandera olímpicos en la ceremonia de apertura. Por último, señala que «tras los terribles acontecimientos de la Primera Guerra Mundial, los Juegos de Amberes de 1920 marcaron un nuevo comienzo para el Movimiento Olímpico», de ahí el título del libro.
En su libro de 2003 The 1920 Olympic Games el estadounidense Bill Mallon y el holandés Tony Bijkerk destacan el éxito de los organizadores: «Finalmente, la nación que no tenía ninguna posibilidad razonable de organizar unos Juegos Olímpicos en 1920 lo consiguió». considerando que «ningunos otros Juegos Olímpicos se han celebrado en circunstancias tan austeras» y que «los Juegos Olímpicos de 1920 ayudaron al mundo a recuperarse de la guerra, y quizás nos permitieron volver a disfrutar de un espectáculo deportivo en lugar de tener que preocuparnos por el futuro de la humanidad». También afirman que los Juegos de Amberes ayudaron al Movimiento Olímpico a recuperarse después de la guerra, ya que los Juegos Olímpicos pudieron reanudarse con rapidez, tal y como pretendía Pierre de Coubertin.

## Posteridad

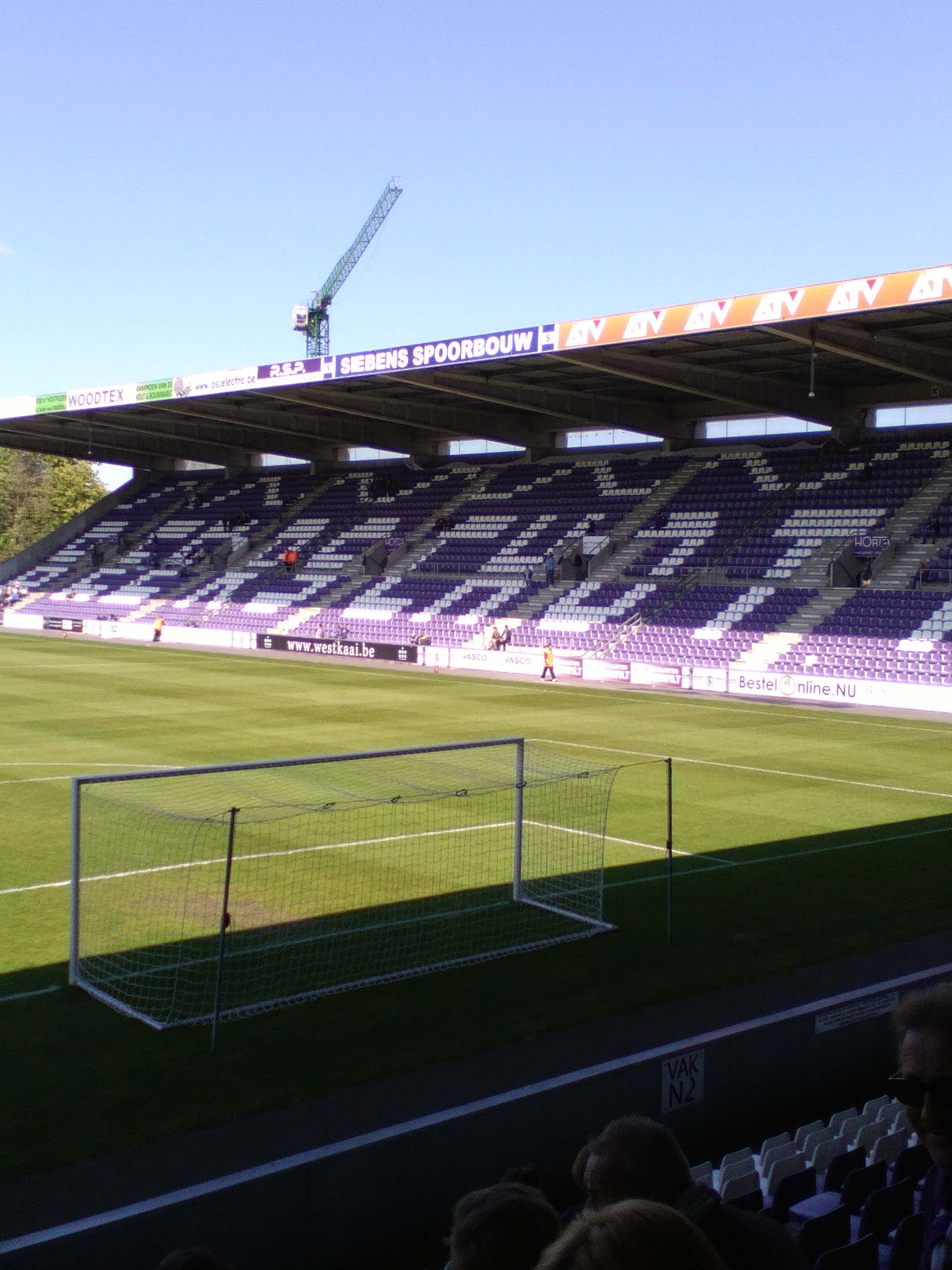
El Estadio Olímpico de Amberes (Kielstadion) en 2016.

No se publicó ningún informe oficial al término de los Juegos debido a la falta de recursos del Comité organizador, pero el Comité Olímpico Belga publicó uno en 1927; en 1957 se publicó una segunda edición.
Tras los Juegos, el Estadio Olímpico de Amberes pasó a ser utilizado por el club de fútbol Beerschot. Partes del estadio acabaron demolidas a lo largo de los años y su capacidad se redujo a 25 000 localidades. En el año 2000 se realizó una profunda remodelación, se eliminó la pista de atletismo y se modificó la estructura dando como resultado un estadio más pequeño, con cuatro gradas separadas y una capacidad de unas 12 000 localidades.
El Estadio Olímpico y los nombres de varias calles cercanas, como la «Rue des Athlètes» y la «Avenue de la VIIe Olympiade», son los únicos vestigios visibles que quedan de los Juegos Olímpicos en Amberes. Sin embargo, símbolos como la suelta de palomas estuvo presente en las ceremonias de apertura de los Juegos Olímpicos hasta 1988, mientras que la bandera y el juramento olímpicos siguen formando parte del protocolo en la actualidad.
La Real Casa de la Moneda belga presentó una moneda de 2,5 euros para conmemorar el centenario de los Juegos Olímpicos de Amberes. La pieza se confeccionó en colaboración con el Comité Olímpico e Interfederal Belga y se acuñaron 50 000 unidades. La ceremonia de presentación de la moneda tuvo lugar en el Museum aan de Stroom, donde se inauguró una exposición temporal sobre los Juegos Olímpicos bajo el título «Breaking Boundaries» (Rompiendo fronteras).
Como conmemoración del centenario de los Juegos, se presentó la exposición al aire libre «Van slagveld tot sportveld» (Del campo de batalla al campo de deportes) en el Estadio Olímpico de Amberes y se instaló un paseo temático de 5 km en la misma zona. También se organizó una exposición sobre los Juegos de Amberes en el Sportimonium de Hofstade, en el Brabante Flamenco, y el Museo Olímpico de Lausana (Suiza) presentó la exposición «Anvers 1920-2020: Tous solidaires, unis sous le même drapeau» (Amberes 1920-2020: Todos solidarios, unidos bajo la misma bandera), donde se destacan las analogías entre la época de la Primera Guerra Mundial, la pandemia de gripe de 1918 y los Juegos de Amberes y la de la pandemia de COVID-19 y el aplazamiento de los Juegos de Tokio.
Sin embargo, varios eventos previstos tuvieron que ser cancelados a causa de la pandemia de COVID-19, como la ceremonia de conmemoración del centenario de los Juegos prevista para el 17 de marzo en presencia del rey Felipe de Bélgica, el presidente del COI Thomas Bach y antiguo secretario general de las Naciones Unidas Ban Ki-moon, así como un desfile previsto para el 18 de abril por distintos barrios de Amberes.